# Danh sách di sản thế giới tại châu Âu
Dưới đây là danh sách các Di sản thế giới do UNESCO công nhận tại châu Âu.

## Albania(4)
- Butrint (1992)

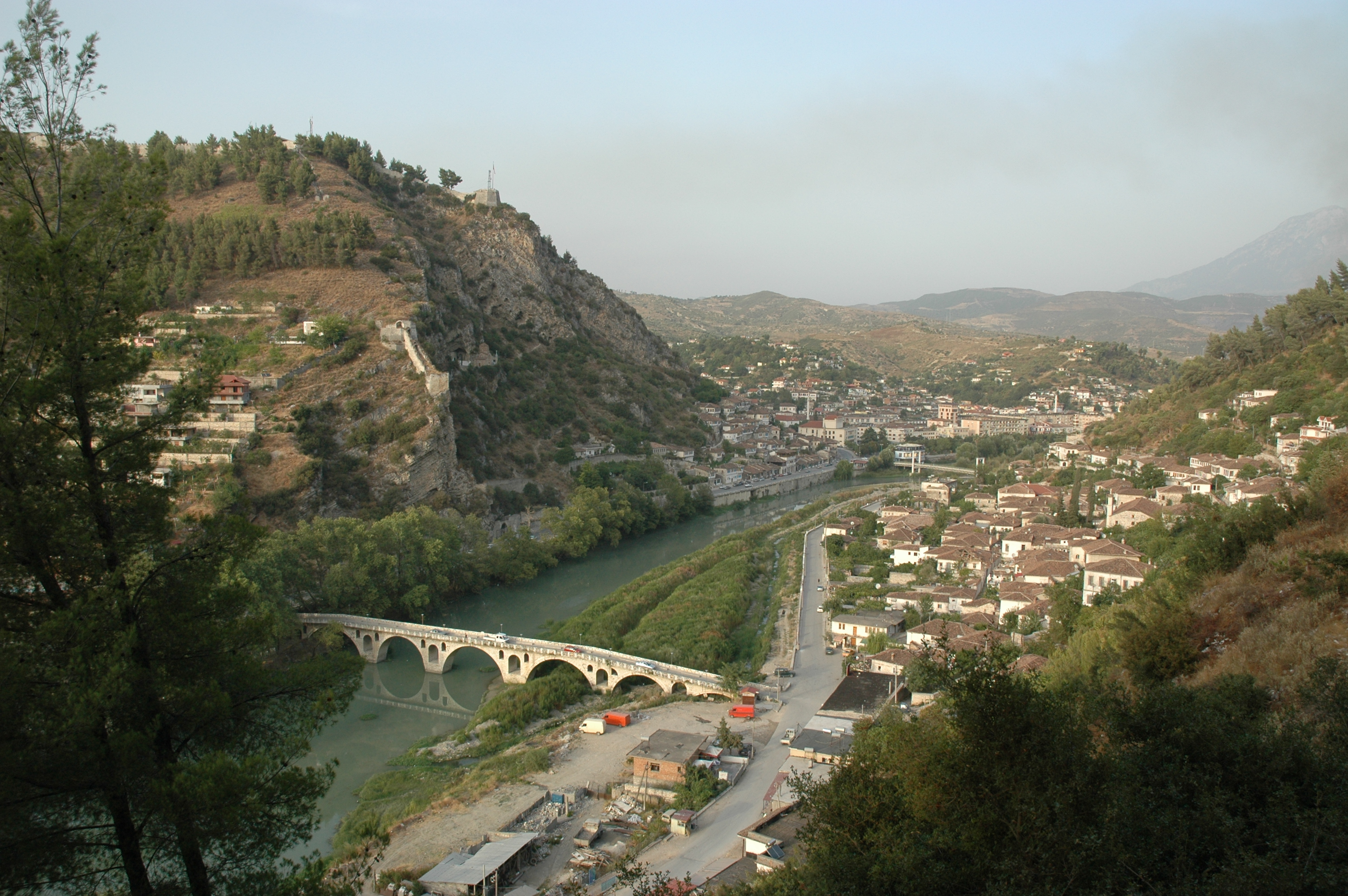
Trung tâm lịch sử của Berat

- Trung tâm lịch sử của Berat và Gjirokastra (2005)
- Các khu rừng sồi nguyên sinh trên dãy Carpath và các khu vực khác của châu Âu (cùng với 17 quốc gia khác) (2017)
- Di sản thiên nhiên và văn hóa của vùng Ohrid (Chung với Bắc Macedonia) (2019)

## Andorra(1)

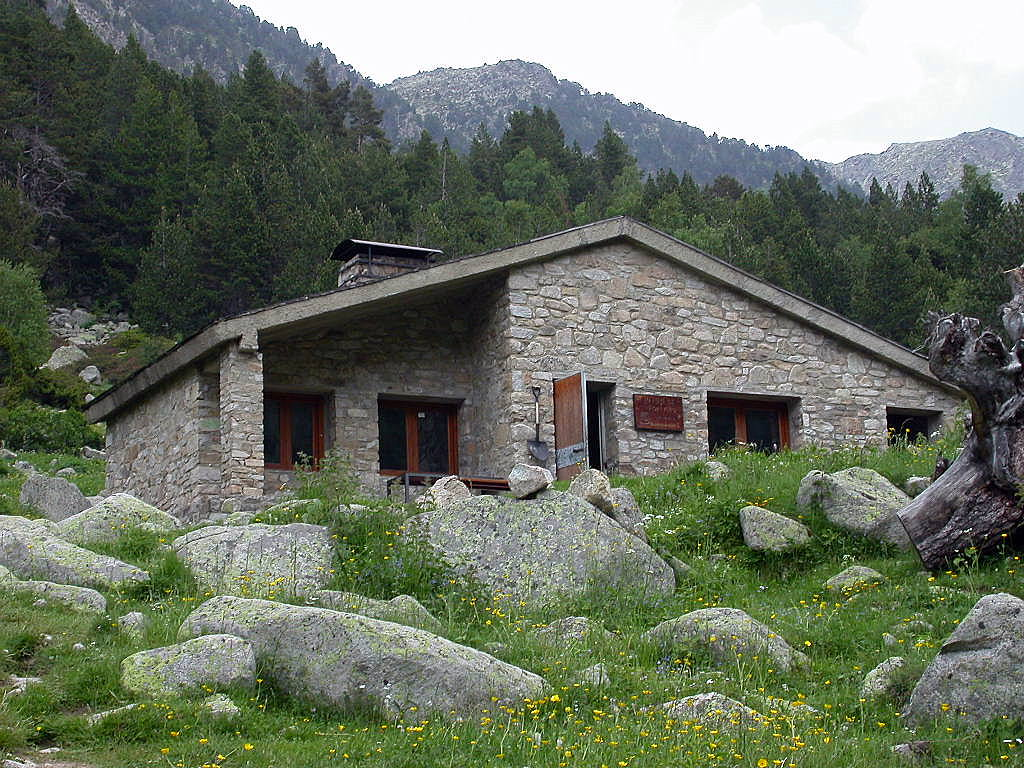
Thung lũng Madriu-Claror-Perafita

- Thung lũng Madriu-Claror-Perafita (2004)

## Vương quốc Liên hiệp Anh(33)

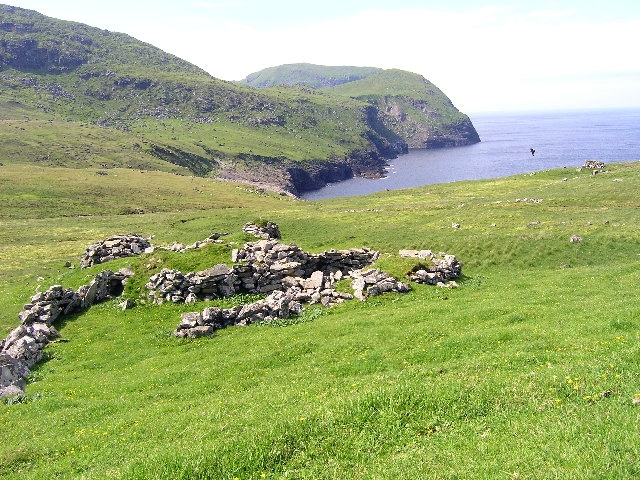
Cảnh quan ngoạn mục của Quần đảo St Kilda.

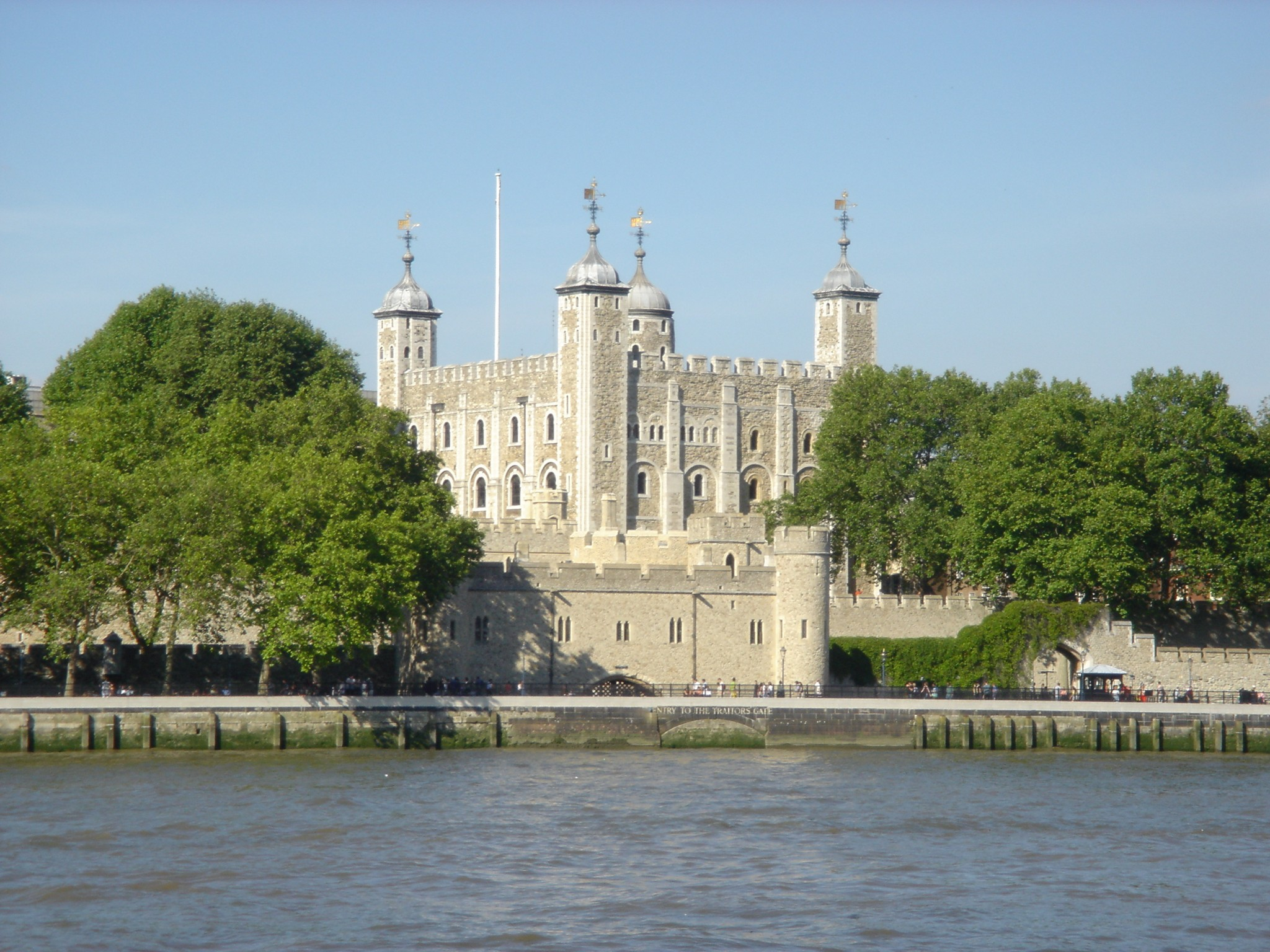
Tháp Luân Đôn nhìn từ sông Thames.

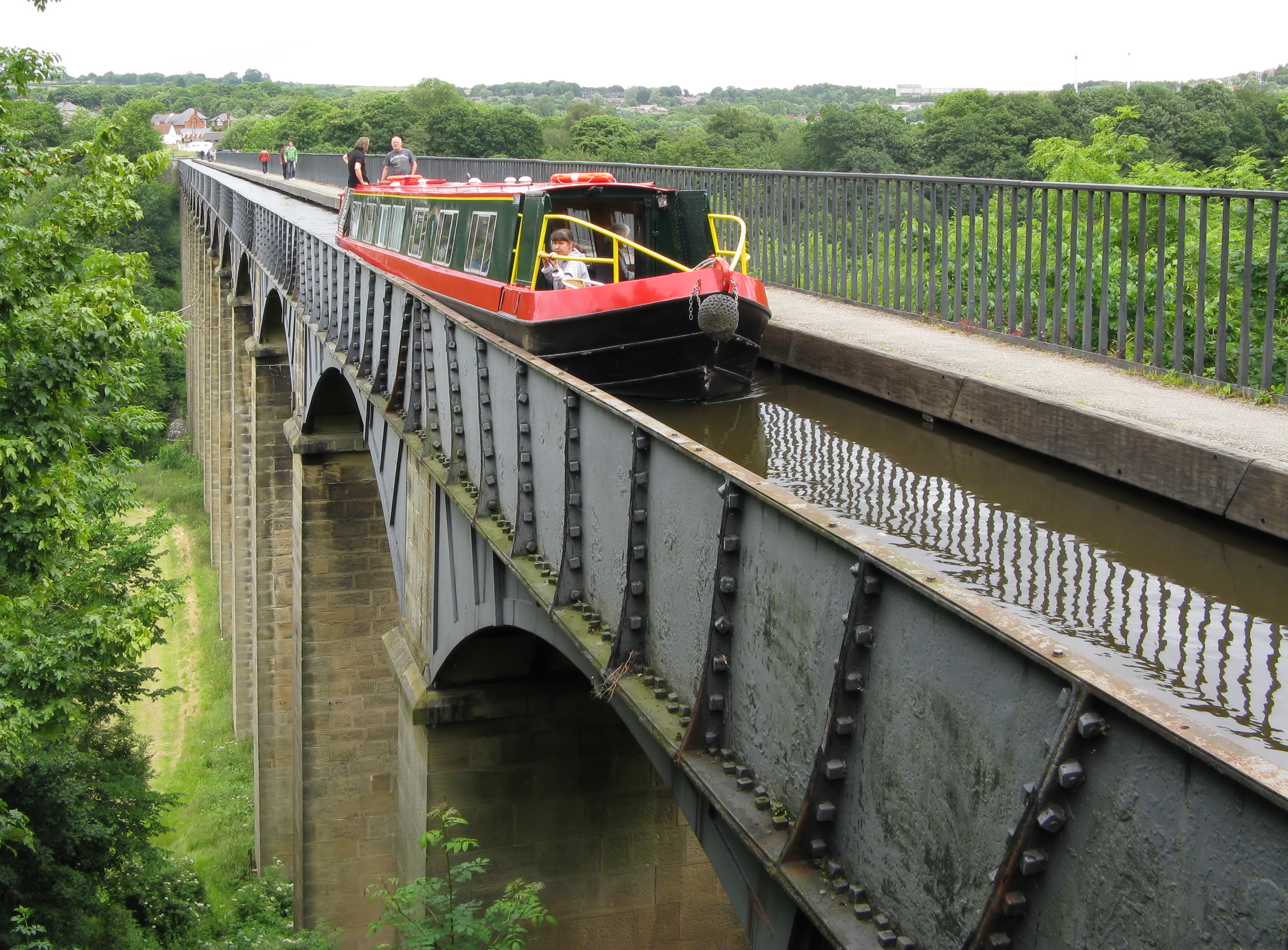
Cầu máng Pontcysyllte

- Các lâu đài và tường thành thời vua Edward I tại Gwynedd (gồm lâu đài Beaumaris, Caernarfon, Conwy và Harlech) (1986)
- Công viên hoàng gia Studley bao gồm các phế tích Tu viện Fountains (1986)
- Ghềnh đá Giant's Causeway (1986)
- Hẻm núi Ironbridge (1986)
- Lâu đài và Nhà thờ chính tòa Durham (1986)
- Quần đảo St Kilda (1986)
- Stonehenge, Avebury và các di chỉ liên quan (1986)
- Cung điện Westminster, tu viện Westminster và Nhà thờ Thánh Margaret (1987)
- Cung điện Blenheim (1987)
- Thành phố Bath (1987)
- Đường biên giới La Mã (chung với Đức) (1987)
- Nhà thờ lớn Canterbury, Nhà thờ thánh Martin và Tu viện Thánh Augustine (1988)
- Tháp Luân Đôn (1988)
- Đảo Henderson (1988)
- New Town và Old Town, Edinburgh (1995)
- Đảo Gough và Đảo Inaccessible (1995)
- Di sản hải dương Greenwich (1997)
- Trung tâm khảo cổ đồ đá mới ở Orkney (1999)
- Cảnh quan Công nghiệp Blaenavon (2000)
- Thị trấn lịch sử St. George's và các công sự lân cận, Bermuda (2000)
- Các nhà máy ở thung lũng Derwent (2001)
- Bờ biển Dorset và Đông Devon (2001)
- New Lanark (2001)
- Saltaire (2001)
- Vườn thực vật hoàng gia ở Kew (2003)
- Thành phố cảng Liverpool (2004) (bị rút khỏi danh sách năm 2021)
- Cảnh quan vùng mỏ Cornwall và Tây Devon (2006)
- Cầu máng Pontcysyllte (2009)
- Cầu Forth (2015)
- Quần thể hang động Gorham (2016)
- Lake District của Anh (2017)
- Đài thiên văn Jodrell Bank (2019)
- Các thị trấn Spa lớn của châu Âu (chung với Áo, Bỉ, Cộng hòa Séc, Pháp, Đức, Ý) (2021)
- Cảnh quan Đá phiến của Tây Bắc Wales (2021)

## Áo(12)

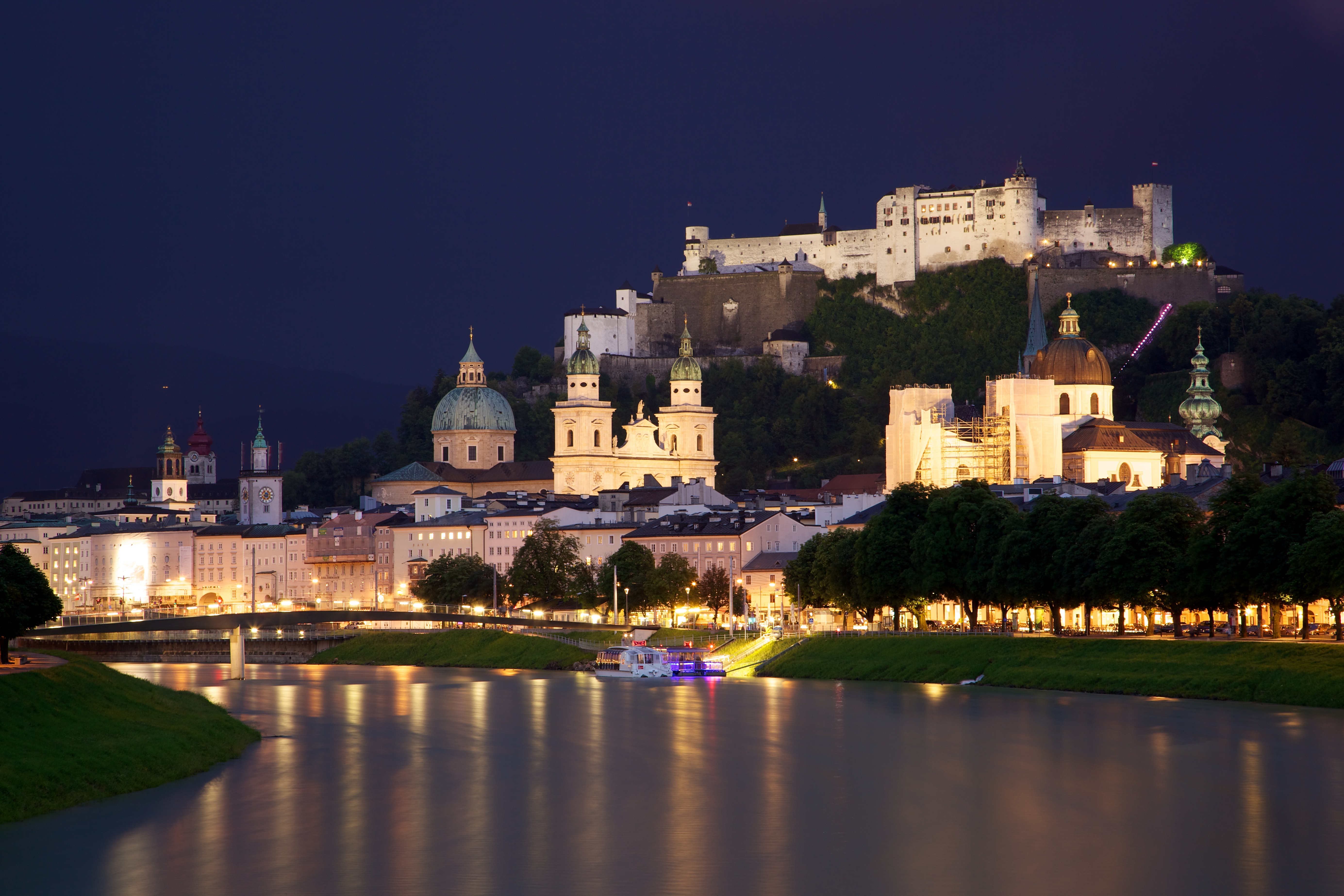
Trung tâm lịch sử của Salzburg

- Trung tâm lịch sử của thành phố Salzburg (1996)
- Cung điện và vườn tại Schönbrunn (1996)
- Hallstatt–Hoher Dachstein/ Cảnh quan văn hóa Salzkammergut (1997)
- Tuyến đường sắt Semmering (1998)
- Thành phố Graz - Trung tâm lịch sử và cung điện Eggenberg (1999)
- Quang cảnh văn hoá Wachau (2000)
- Trung tâm lịch sử của Viên (2000)
- Quang cảnh văn hoá Neusiedler/Ferto (chung với Hungary) (2001)
- Nhà sàn thời tiền sử xung quanh dãy núi Anpơ (chung với Ý, Thụy Sĩ, Pháp, Slovenia, Đức) (2011)
- Các khu rừng sồi nguyên sinh trên dãy Carpath và các khu vực khác của châu Âu (chung với 17 quốc gia khác) (2017)
- Biên thành La Mã - Biên thành Danube (phân đoạn phía Tây) (chung với Đức và Slovakia) (2021)
- Các thị trấn Spa lớn của châu Âu (chung với Vương quốc Anh, Bỉ, Cộng hòa Séc, Pháp, Đức, Ý) (2021)

## Ba Lan(17)
- Trung tâm lịch sử Kraków (1978)

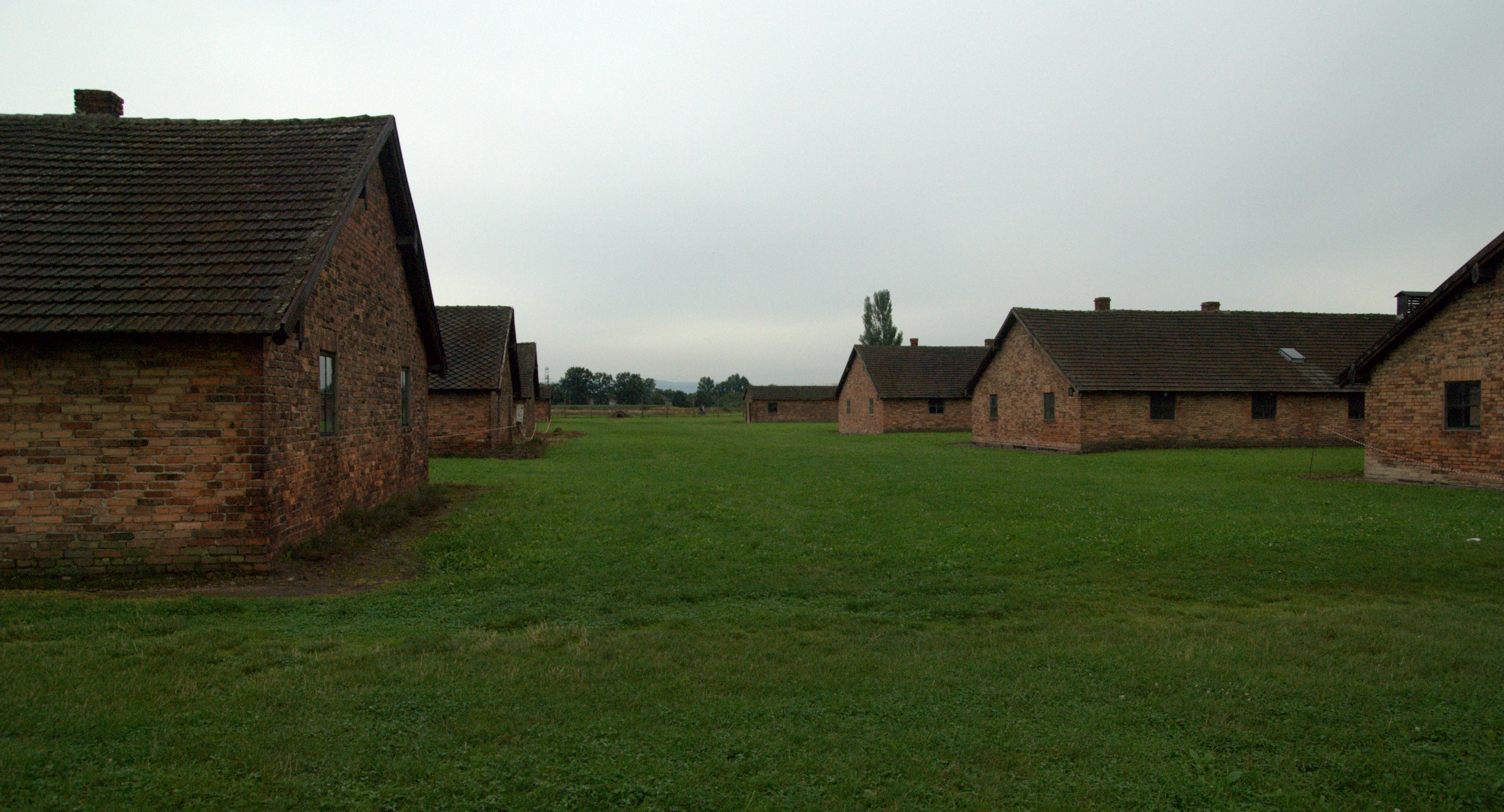
Trại tập trung Auschwitz-Birkenau ở gần Oświęcim

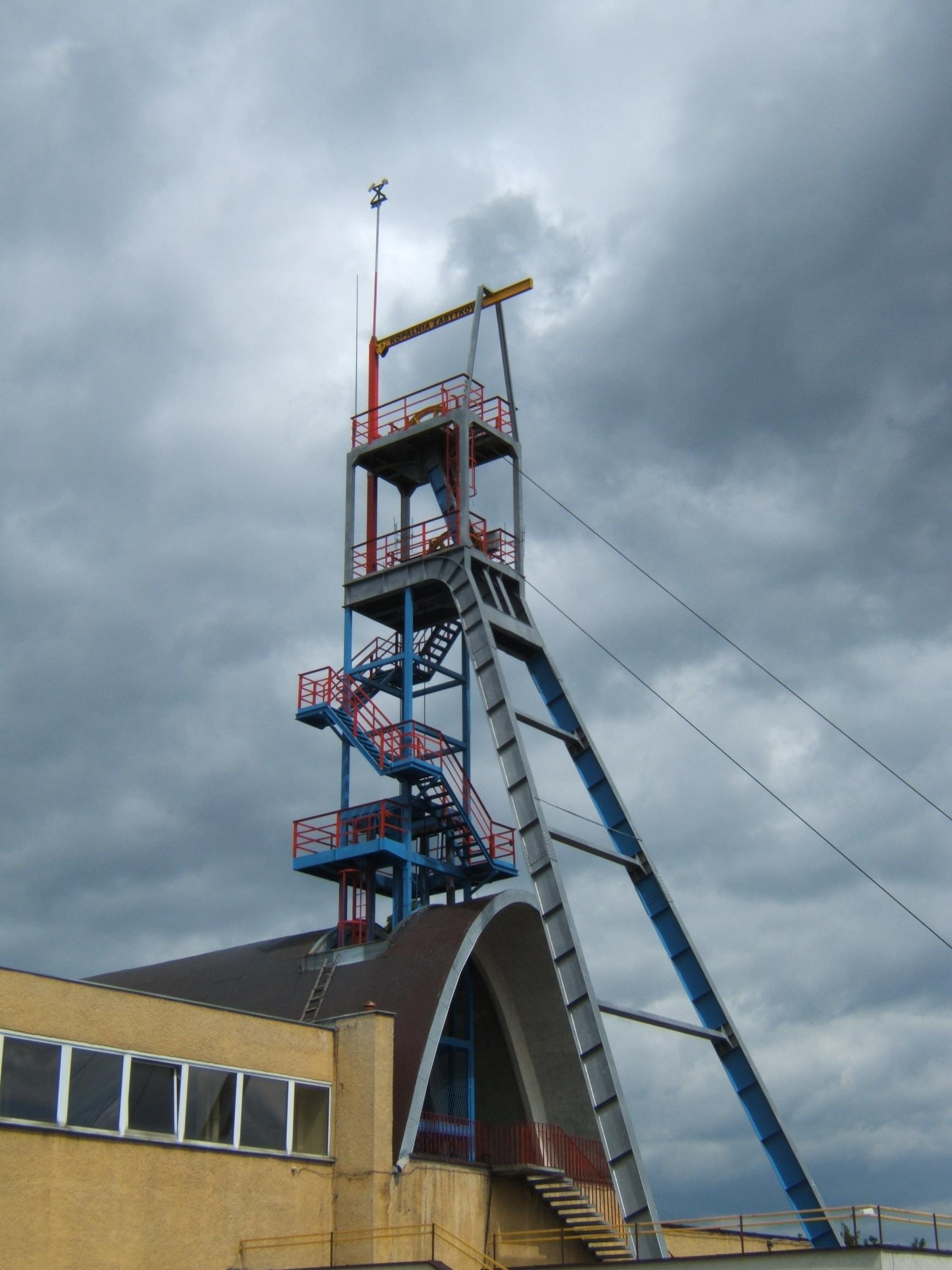
Mỏ bạc lịch sử tại Tarnowskie Góry.

- Các Mỏ muối hoàng gia Wieliczka và Bochnia (1978)
- Auschwitz-Birkenau, Trại tập trung và tàn sát của Đức Quốc xã giai đoạn 1940-1945 (1979)
- Rừng Białowieża (cùng với Belarus) (1979)
- Trung tâm lịch sử của Warszawa (1980)
- Thành phố cổ Zamość (1992)
- Lâu đài của chế độ Giéc manh tại Malbork (1997)
- Thị trấn thời Trung Cổ Toruń (1997)
- Kalwaria Zebrzydowska: Quần thể quang cảnh công viên và phong cách kiến trúc (1999)
- Các nhà thờ Hòa bình ở Jawor và Świdnica (2001)
- Các nhà thờ bằng gỗ ở nam Malopolska (Tiểu Ba Lan) (2003)
- Công viên Mużakowski (cùng với Đức) (2004)
- Đại sảnh Bách chu niên ở Wrocław (2006)
- Nhà thờ gỗ Tserkvas trên dãy Karpat ở Ba Lan và Ukraina (cùng với Ukraina) (2013)
- Mỏ chì-bạc-kẽm tại Tarnowskie Góry và hệ thống quản lý nước ngầm của nó (2017)
- Vùng mỏ đá lửa thời tiền sử Krzemionki (2019)
- Các khu rừng sồi nguyên sinh trên dãy Carpath và các khu vực khác của châu Âu (cùng với 17 quốc gia khác) (2021)

## Belarus(4)

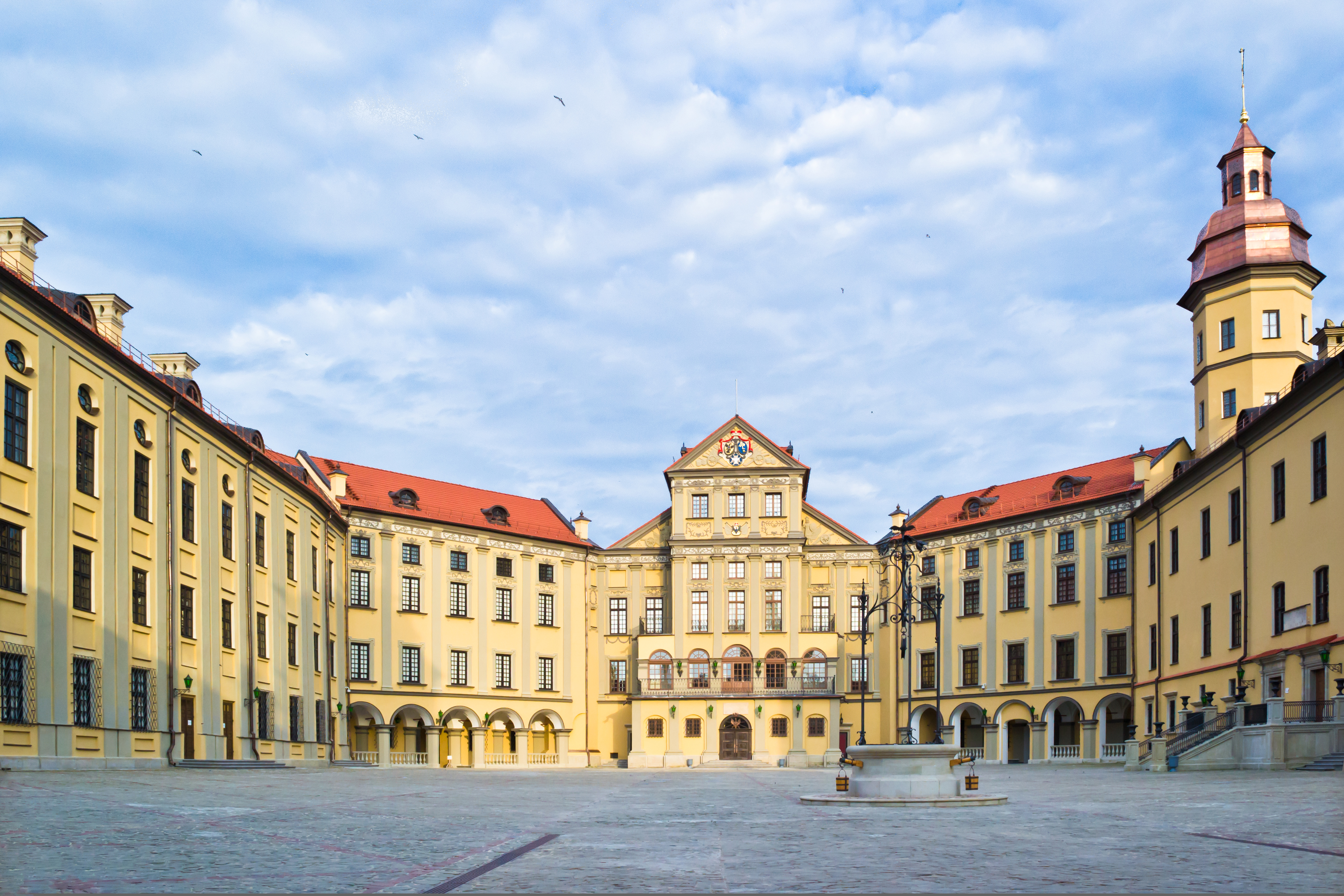
Lâu đài Nesvizh

- Vườn quốc gia Belovezhskaya Pushcha/Rừng Białowieża (cùng với Ba Lan) (1979)
- Quần thể văn hóa, dinh thự và kiến trúc của gia đình Radiwill tại Lâu đài Nesvizh (1994)
- Quần thể lâu đài Mir (2000)
- Vòng cung trắc đạc Struve (cùng nhiều nước khác) (2005)

## Bỉ(16)

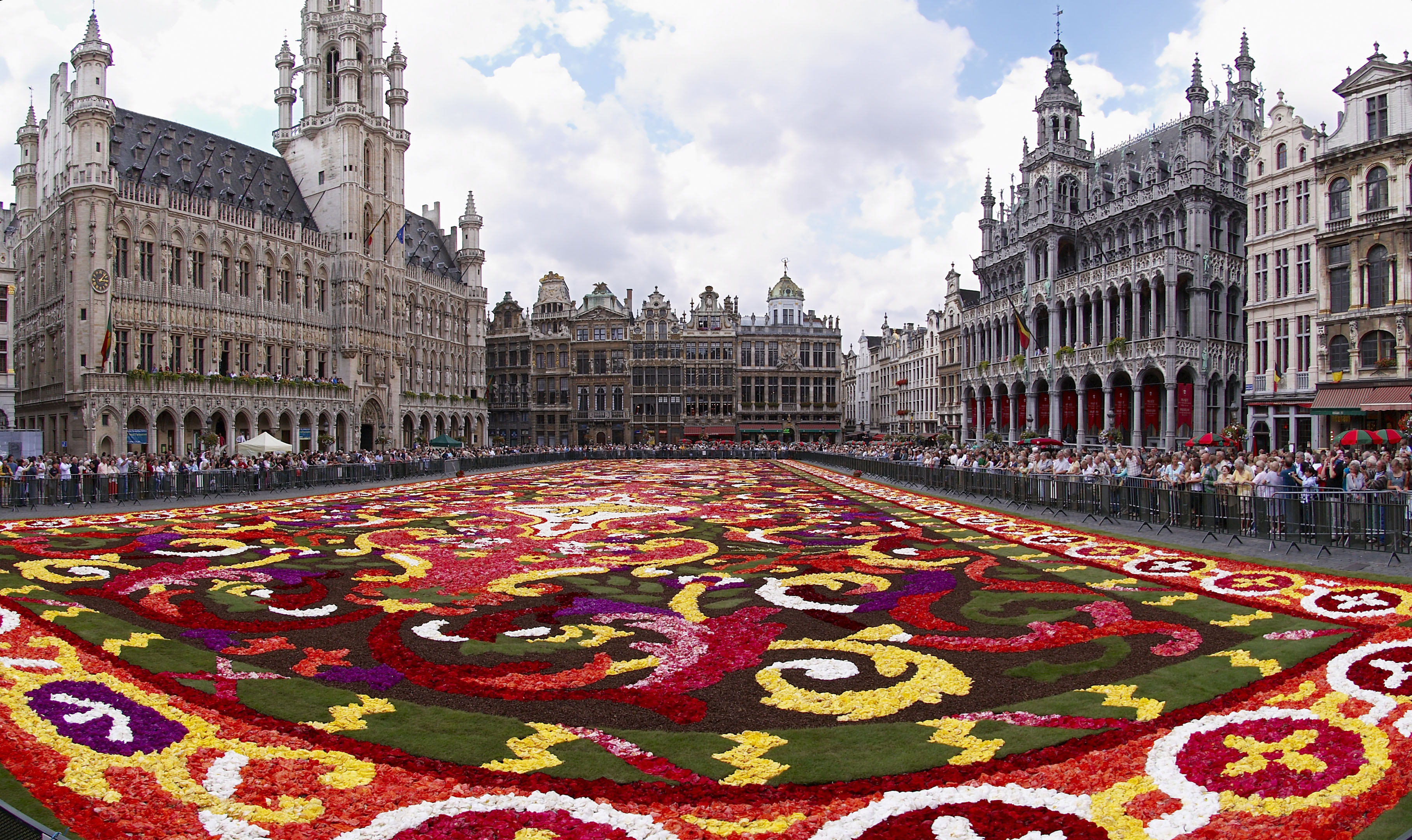
Quảng trường Lớn Bruxelles.

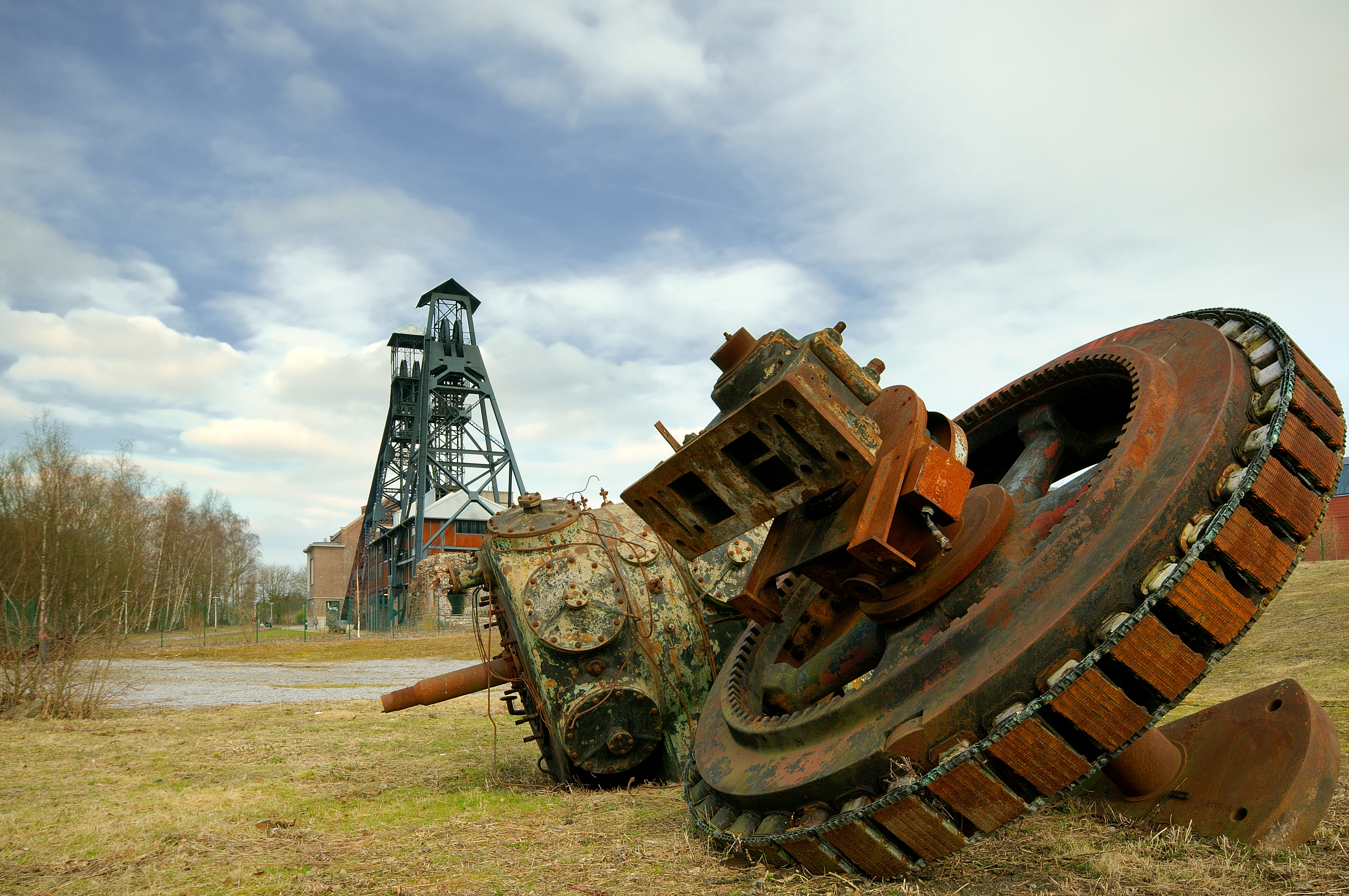
Khu mỏ chính ở Wallonia

- Các tu viện béguinages xứ Flanders (1998)
- Quảng trường Lớn Bruxelles (1998)
- Âu tàu của Canal du Centre (1998)
- Các tháp chuông của Bỉ và Pháp (chung với Pháp) (1999)
- Trung tâm lịch sử của Bruges (2000)
- Các ngôi nhà do Victor Horta thiết kế ở Bruxelles: Nhà bảo tàng Horta, Hôtel Solvay, Hôtel van Eetvelde, Hôtel Tassel (2000)
- Các mỏ đá lửa thời đại đồ đá mới ở Spiennes (2000)
- Nhà thờ Đức Bà Tournai (2000)
- Quần thể bảo tàng-xưởng-nhà ở Plantin-Moretus (2005)
- Dinh thự Stoclet (2009)
- Khu mỏ chính ở Wallonia (2012)
- Công trình kiến trúc của Le Corbusier, một đóng góp nổi bật cho Phong trào kiến trúc Hiện đại (chung với Argentina, Pháp, Bỉ, Đức, Ấn Độ và Nhật Bản) (2016)
- Các khu rừng sồi nguyên sinh trên dãy Carpath và các khu vực khác của châu Âu (chung với 17 quốc gia khác) (2017)
- Các thuộc địa của Lòng nhân từ (chung với Hà Lan) (2021)
- Các thị trấn Spa lớn của châu Âu (chung với Áo, Vương quốc Anh, Cộng hòa Séc, Pháp, Đức, Ý) (2021)
- Các địa điểm tưởng niệm và chôn cất của Thế chiến thứ nhất (Mặt trận phía Tây) (chung với Pháp) (2023)

## Bồ Đào Nha(17)

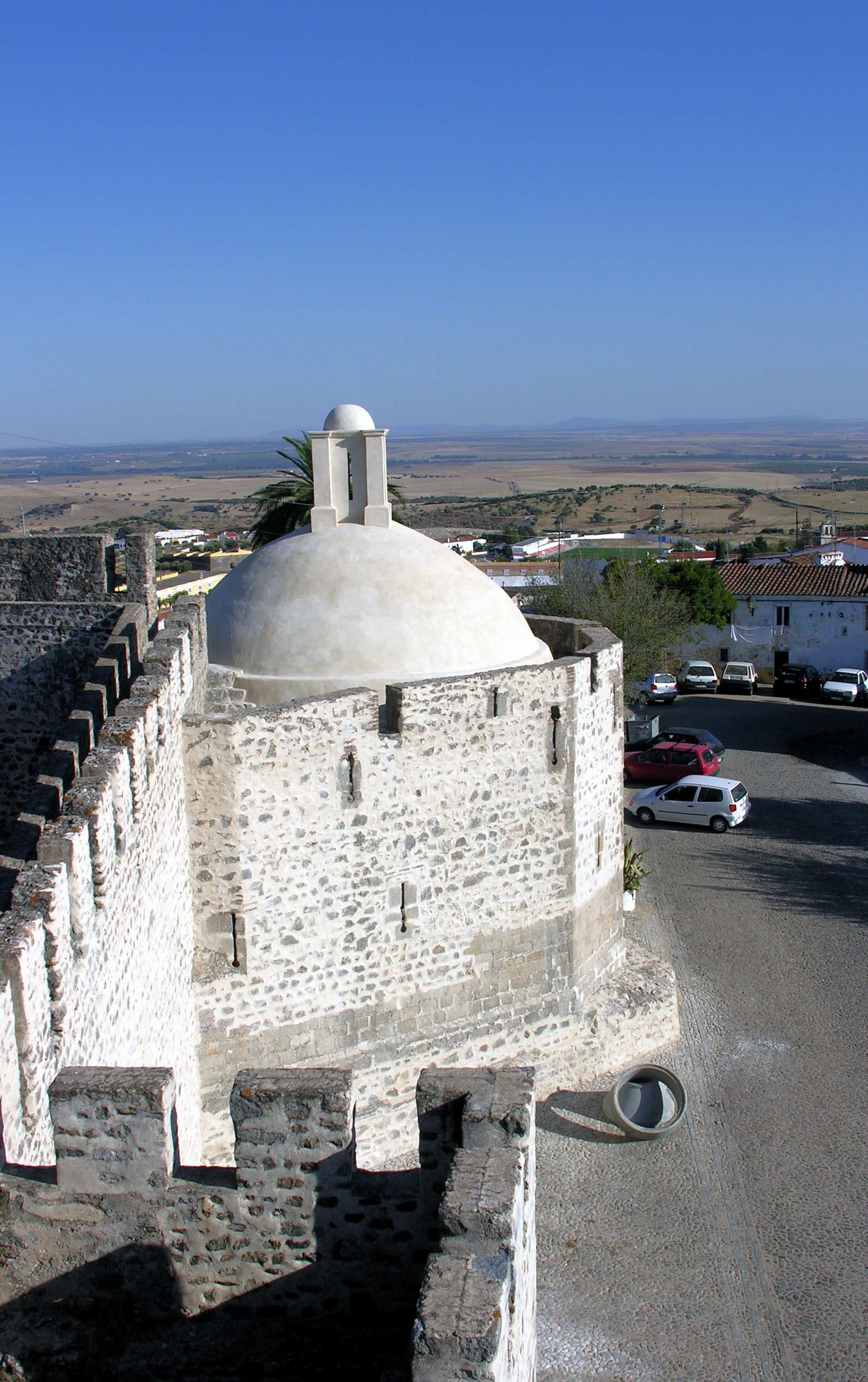
Thành phố vùng biên Elvas và pháo đài của nó

- Thị trấn Angra do Heroísmo trên đảo Terceira, Açores (1983)
- Tu viện ở Tomar (1983)
- Tu viện Batalha (1983)
- Tu viện Hieronymites và tháp Belém ở Lisbon (1983)
- Trung tâm lịch sử của Évora (1986)
- Tu viện Alcobaça (1989)
- Cảnh quan văn hóa Sintra (1995)
- Trung tâm lịch sử của Oporto (1996)
- Các địa điểm nghệ thuật đá thời tiền sử tại thung lũng Côa và Siega Verde (chung với Tây Ban Nha) (1998)
- Rừng nguyệt quế của Madeira (1999)
- Vùng trồng rượu nho Alto Douro (2001)
- Trung tâm lịch sử của Guimarães và khu vực Couros (2001)
- Thắng cảnh khu trồng nho trên đảo Pico (2004)
- Thị trấn đồn trú vùng biên Elvas và các công sự của nó (2012)
- Đại học Coimbra - Alta và Sofia (2013)
- Tòa nhà Hoàng gia của Mafra - Cung điện, Vương cung thánh đường, Tu viện, Vườn và Công viên săn bắn (2019)
- Thánh địa Bom Jesus do Monte (2019)

## Bosna và Hercegovina(4)

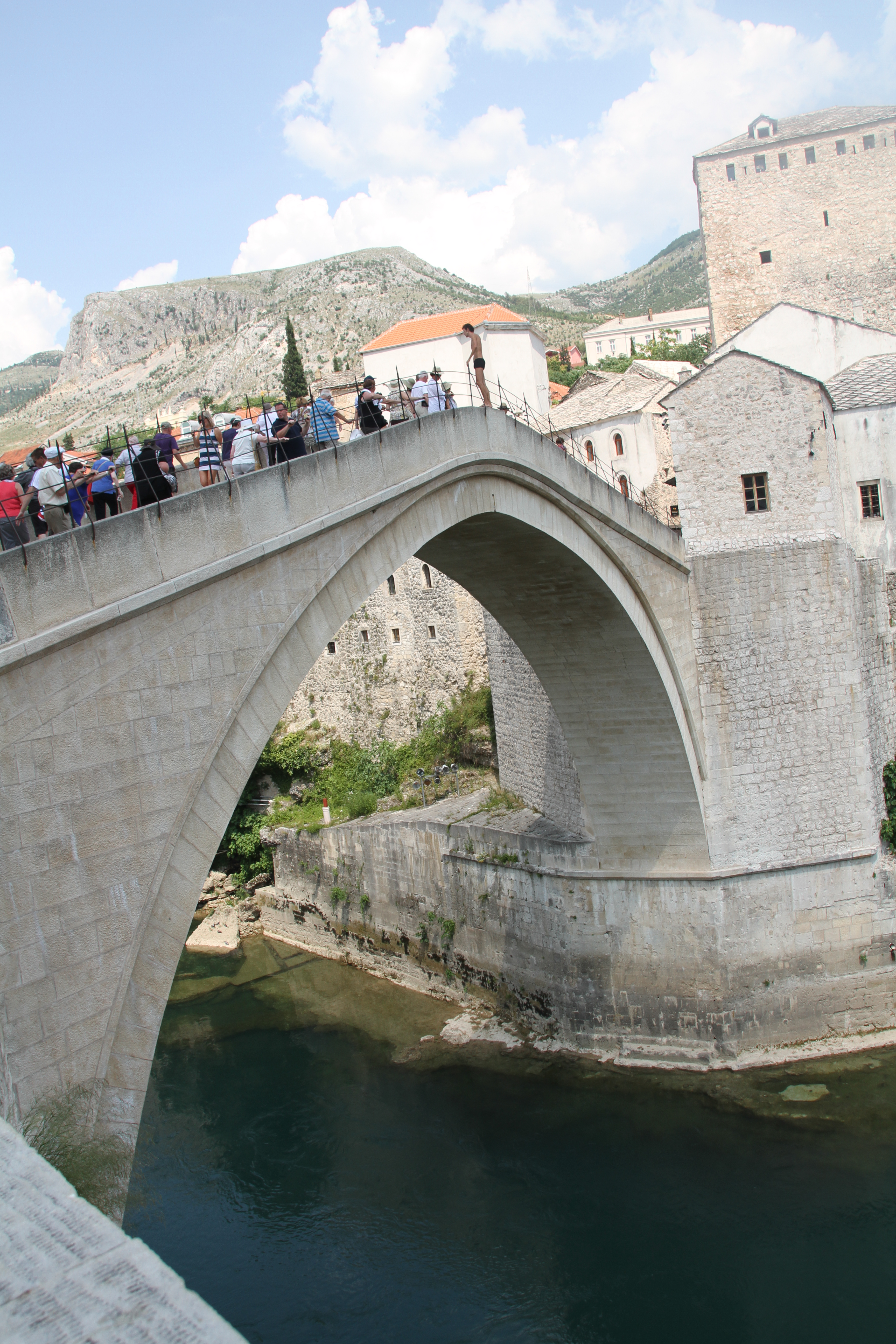
Khu Cầu cổ trong Thành phố cổ Mostar

- Khu Cầu cổ trong Thành phố cổ Mostar (2005)
- Cầu Mehmed Paša Sokolović ở Višegrad (2007)
- Stećci: Nghĩa trang mộ đá Trung cổ (chung với Croatia, Montenegro và Serbia) (2016)
- Các khu rừng sồi nguyên sinh trên dãy Carpath và các khu vực khác của châu Âu (cùng với 17 quốc gia khác) (2021)

## Bulgaria(10)
- Nhà thờ Boyana (1979)
- Kỵ sĩ Madara (1979)

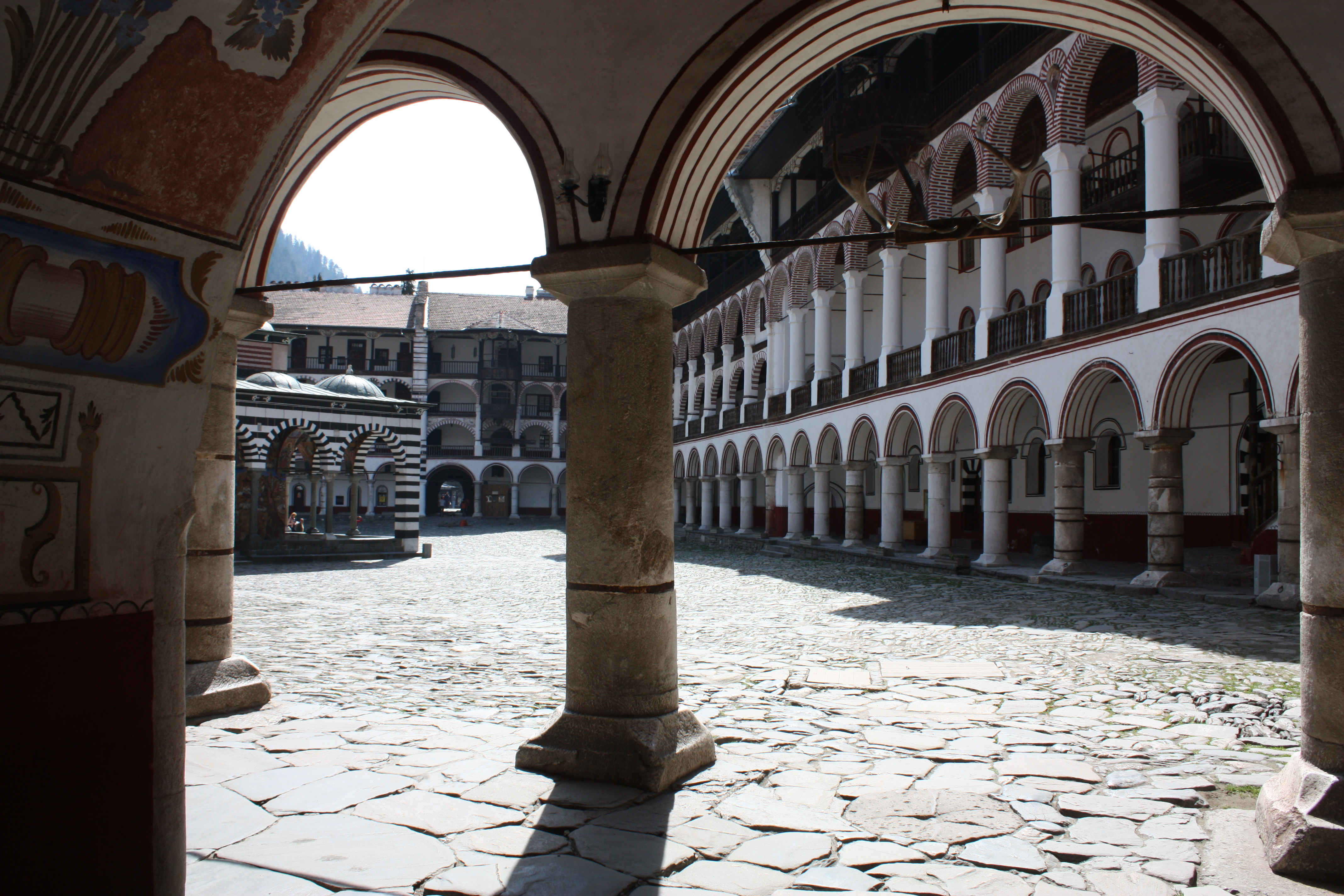
Tu viện Rila

- Các nhà thờ đục trong đá tại Ivanovo (1979)
- Lăng mộ của người Thrace ở Kazanlak (1979)
- Thành phố cổ Nesebar (1983)
- Vườn quốc gia Pirin (1983)
- Tu viện Rila (1983)
- Khu bảo tồn thiên nhiên Srebarna (1983)
- Lăng mộ người Thrace ở Sveshtari (1985)
- Các khu rừng sồi nguyên sinh trên dãy Carpath và các khu vực khác của châu Âu (cùng với 17 quốc gia khác) (2017)

## Croatia(10)

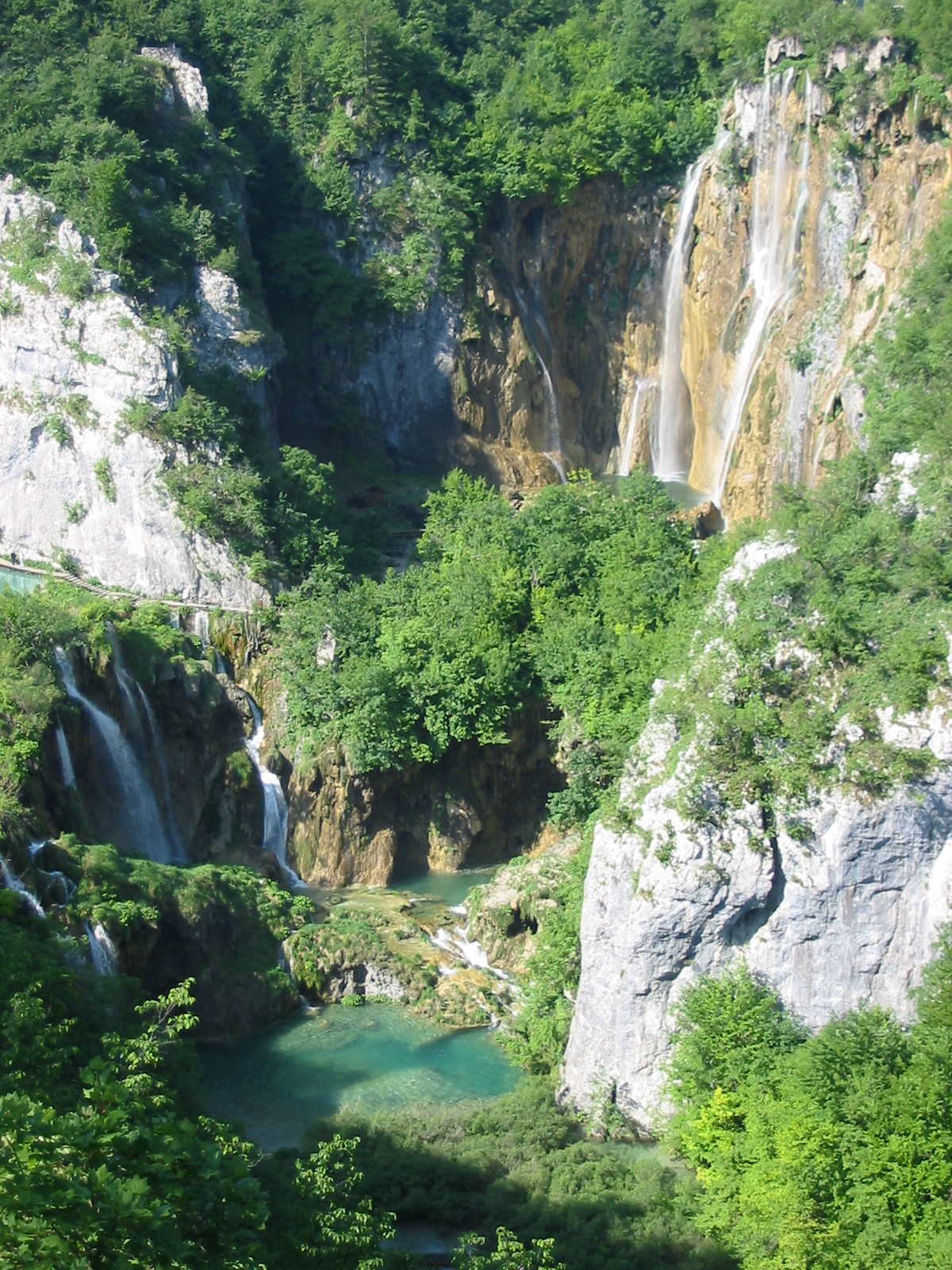
Vườn quốc gia hồ Plitvice.

- Quần thể lịch sử Split với Cung điện của Diocletianus (1979)
- Thành phố cổ Dubrovnik (1979)
- Vườn quốc gia hồ Plitvice (1979)
- Nhà thờ Giám mục Euphrasian tại Trung tâm lịch sử Poreč (1997)
- Thành phố lịch sử Trogir (1997)
- Nhà thờ chính tòa Thánh Jacob ở Šibenik (2000)
- Đồng bằng Stari Grad (2008)
- Stećci: Nghĩa trang mộ đá Trung cổ (chung với Bosna và Hercegovina, Montenegro và Serbia) (2016)
- Các khu rừng sồi nguyên sinh trên dãy Carpath và các khu vực khác của châu Âu (cùng với 17 quốc gia khác) (2017)
- Công trình phòng thủ Venetian giữa thế kỷ 15 và 17: Stato da Terra – Tây Stato da Mar (chung với Ý và Montenegro) (2017)

## Cộng hòa Síp(3)
- Paphos (1980)

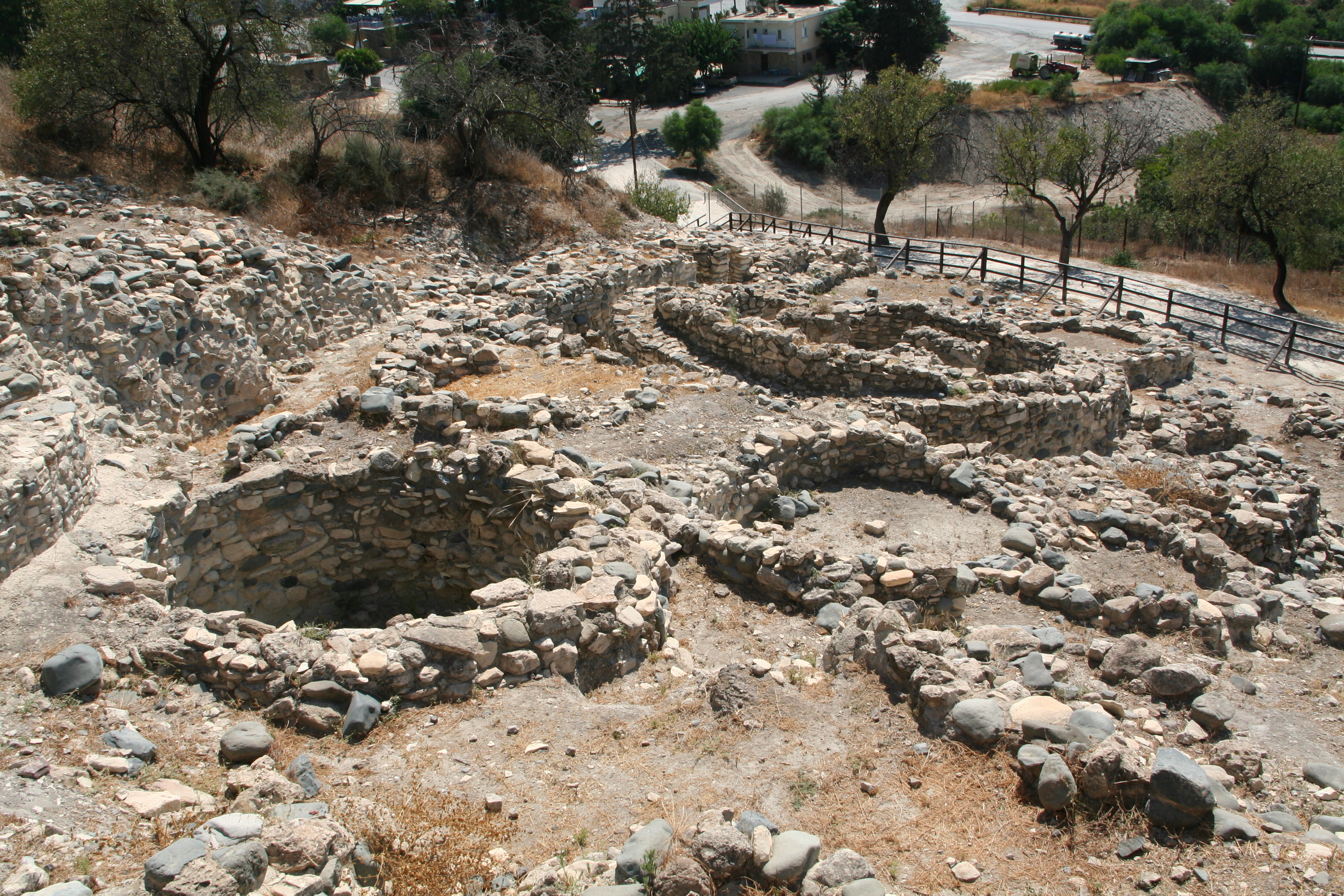
Choirokoitia

- Các nhà thờ vùng núi Troodos (1985)
- Choirokoitia (1998)

## Đan Mạch(12)
- Bia đá Jelling (1994)
- Nhà thờ chính tòa Roskilde (1995)
- Lâu đài Kronborg (2000)
- Vịnh băng Ilulissat (2004)
- Vách đá Stevns (2014)

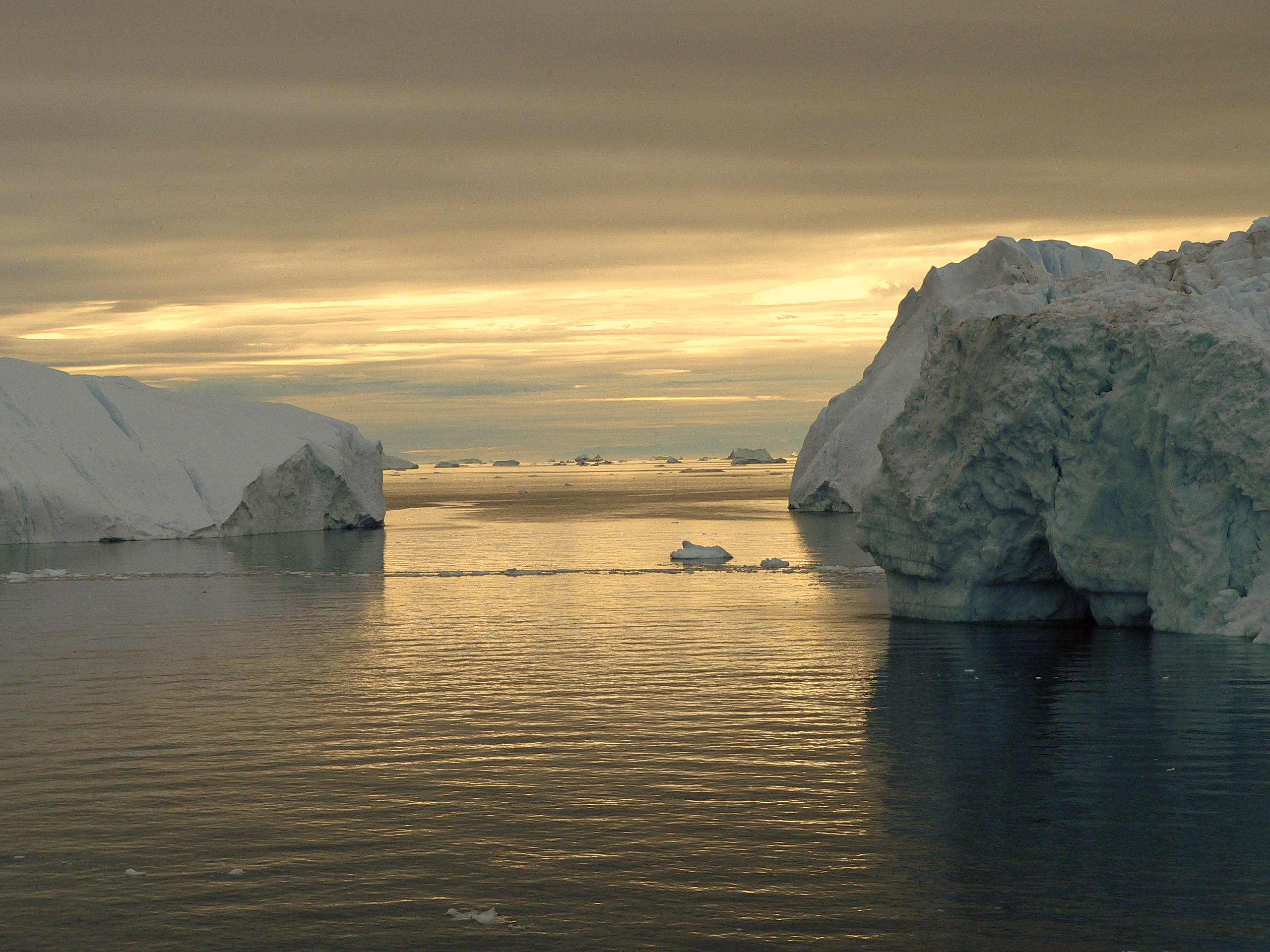
Vịnh băng Ilulissat

- Biển Wadden (chung với Hà Lan và Đức) (2014)
- Christiansfeld-Nhà thờ và Khu định cư Moravian (2015)
- Cảnh quan săn bắn Bắc Zealand (2015)
- Kujataa Greenland: Nông trại của người Na Uy và Inuit ở rìa chỏm băng (2017)
- Aasivissuit-Nipisat, Vùng đất săn bắn của người Inuit giữa băng và biển (2018)
- Các pháo đài vòng tròn thời kỳ Viking (2023)
- Vách đá Møns (2025)

## Đức(53)
- Nhà thờ chính tòa Aachen (1978)
- Nhà thờ lớn Speyer (1981)
- Dinh thự Würzburg (1981)
- Nhà thờ Wies (1983)

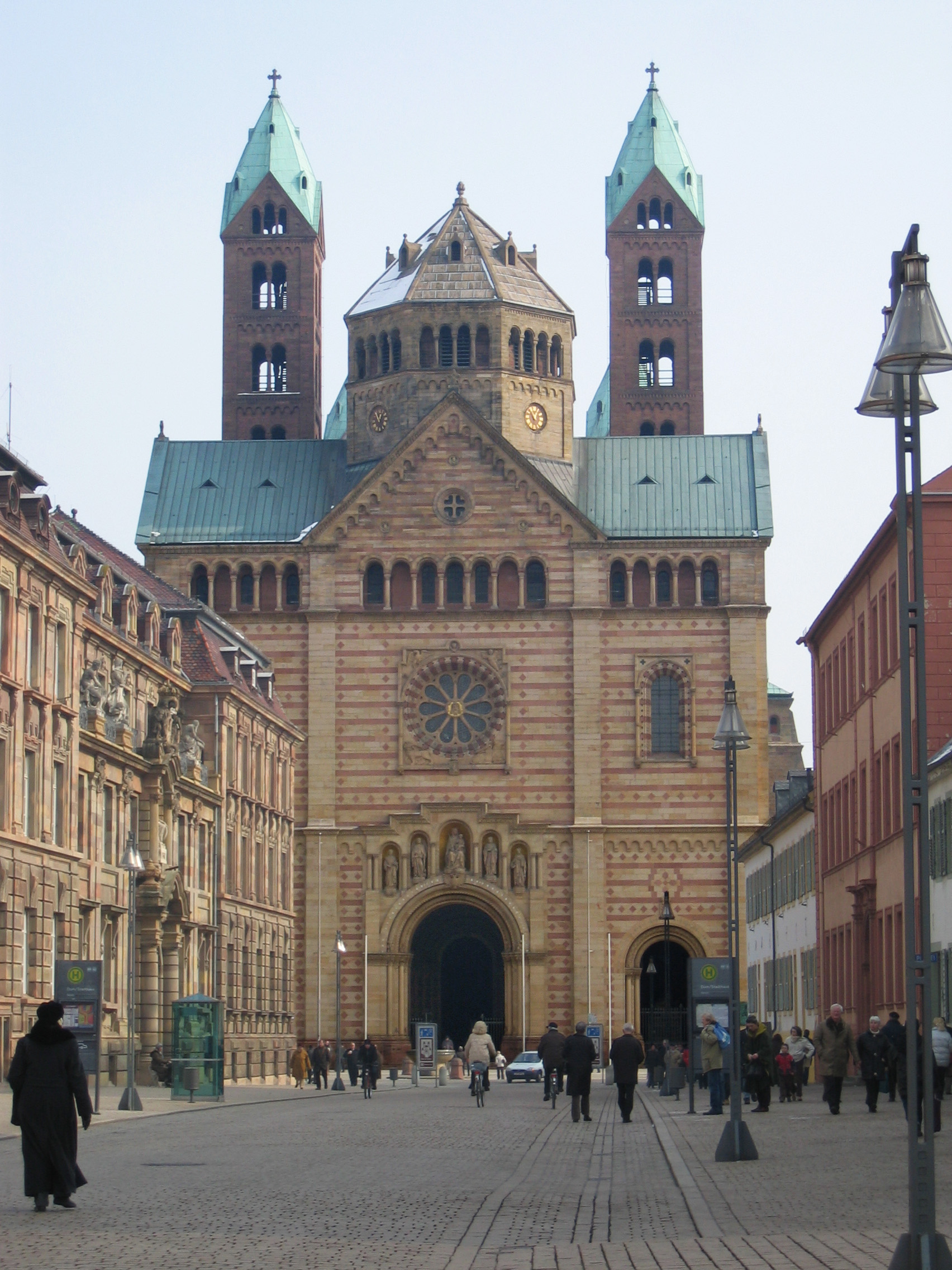
Nhà thờ lớn Speyer

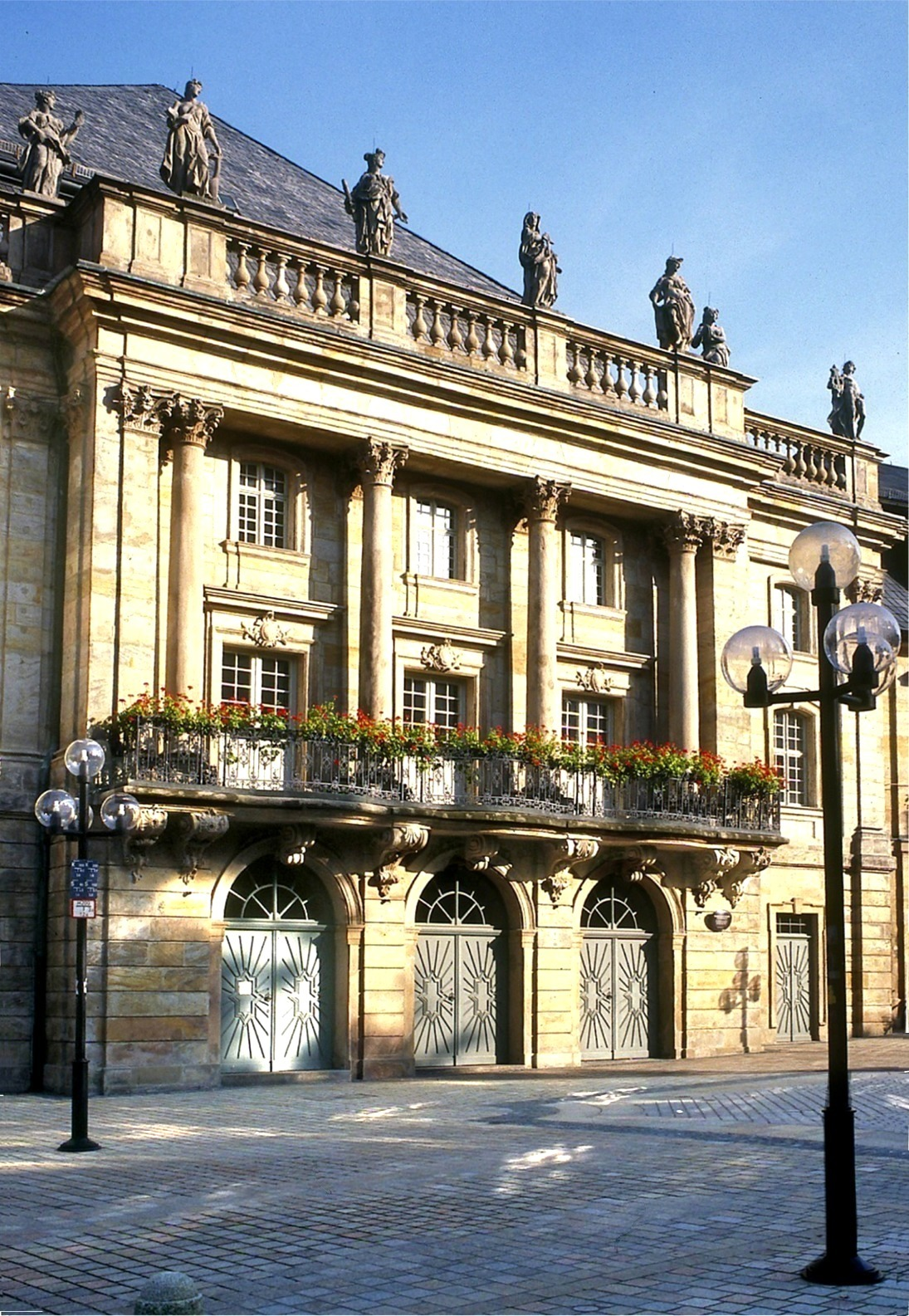
Nhà hát opera ở Bayreuth

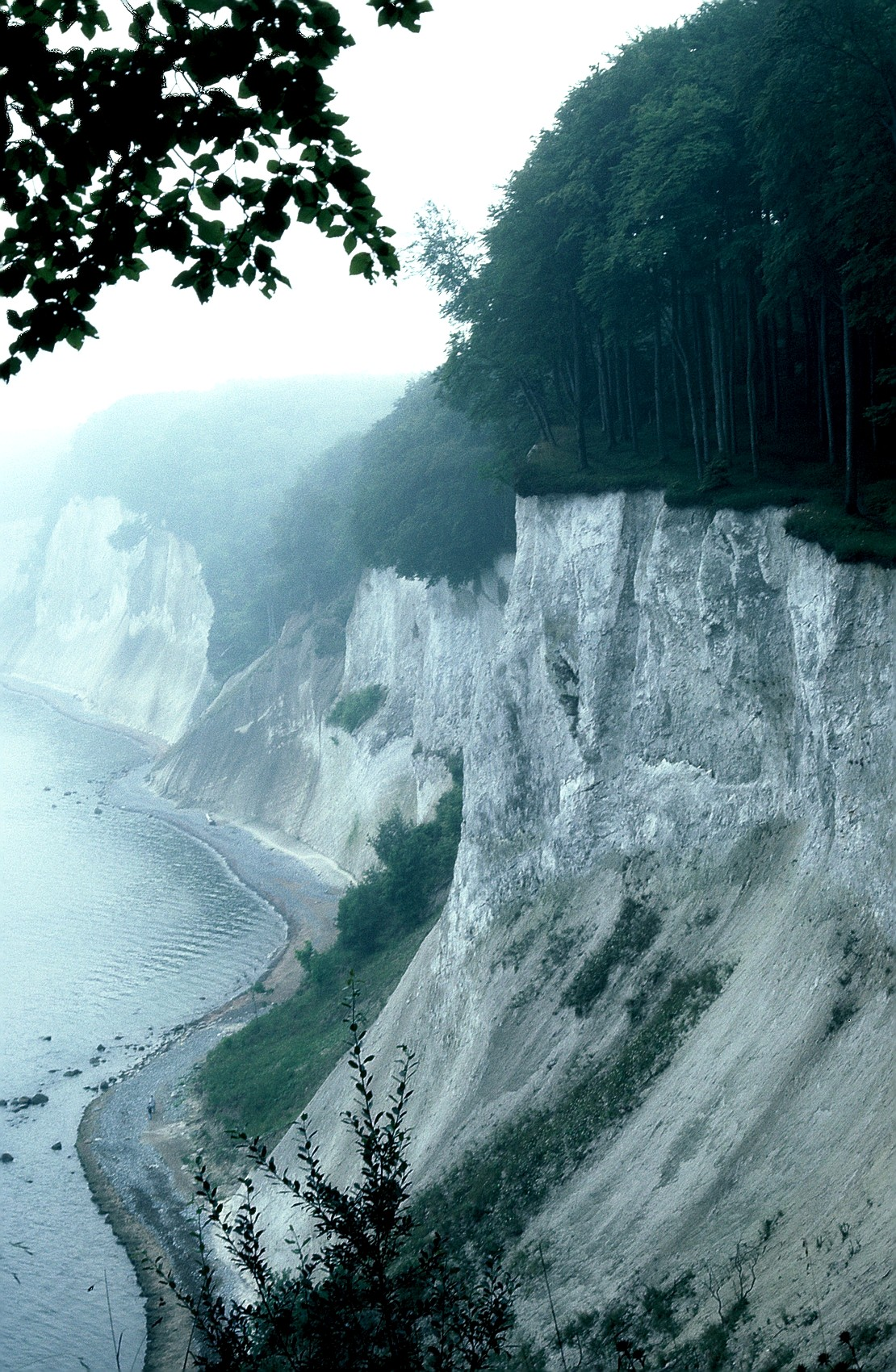
Vườn quốc gia Jasmund với những vách núi đá phấn, một phần của Di sản Các khu rừng sồi nguyên sinh trên dãy Carpath và các khu vực khác của châu Âu.

- Lâu đài Augustusburg và Falkenlust (1984)
- Nhà thờ chính tòa Hildesheim và Nhà thờ thánh Michael, Hildesheim (1985)
- Các tượng đài La Mã, Nhà thờ Thánh Peter và Nhà thờ Giáo hội Đức Mẹ tại Trier (1986)
- Đường biên giới La Mã (cùng với Vương quốc Liên hiệp Anh) (1987)
- Thành phố Hansetic ở Lübeck (1987)
- Quần thể cung điện và công viên của Potsdam và Berlin (1990)
- Tu viện Lorsch (1991)
- Thị trấn lịch sử Goslar với Các mỏ ở Rammelsberg và Hệ thống trị thủy Thượng Harz (1992)
- Đan viện Maulbronn (1993)
- Thị trấn Bamberg (1993)
- Trường dòng, Lâu đài và Phố cổ của Quedlinburg (1994)
- Xưởng đúc đồ sắt Völklingen (1994)
- Di chỉ hóa thạch Hố Messel (1995)
- Bauhaus và các địa điểm của nó ở Weimar, Dessau và Bernau (1996)
- Nhà thờ chính tòa Köln (1996)
- Khu tưởng niệm Luther tại Eisleben và Wittenberg (1996)
- Weimar cổ điển (1998)
- Đảo bảo tàng (Berlin) (1999)
- Thành Wartburg (1999)
- Vương quốc vườn Dessau-Wörlitz (2000)
- Đảo tu viện Reichenau (2000)
- Mỏ và nhà máy luyện than cốc Zollverein tại Essen (2001)
- Trung tâm lịch sử của Stralsund và Wismar (2002)
- Thượng Thung lũng Trung lưu sông Rhein (2002)
- Công viên Muskau (cùng với Ba Lan) (2004)
- Thung lũng Elbe ở Dresden (2004) (bị rút khỏi danh sách năm 2009)
- Tòa đô chính Bremen và Tượng Roland Bremen (2004)
- Phố cổ Regensburg với Stadtamhof (2006)
- Các khu rừng sồi nguyên sinh trên dãy Carpath và các khu vực khác của châu Âu (chung với 17 quốc gia khác) (2007)
- Các quy hoạch dân cư hiện đại tại Berlin (2008)
- Biển Wadden (chung với Hà Lan và Đan Mạch) (2009)
- Nhà máy Fagus ở Alfeld (2011)
- Nhà sàn thời tiền sử xung quanh dãy núi Anpơ (chung với Ý, Áo, Thụy Sĩ, Pháp, Slovenia) (2011)
- Nhà hát opera ở Bayreuth (2012)
- Công viên núi Wilhelmshöhe (2013)
- Công trình Carolus phía tây và di tích khảo cổ đô thị Corvey (2014)
- Speicherstadt và Kontorhaus với Chilehaus (2015)
- Công trình kiến trúc của Le Corbusier, một đóng góp nổi bật cho Phong trào kiến trúc Hiện đại (chung với Argentina, Pháp, Bỉ, Thụy Sĩ, Ấn Độ và Nhật Bản) (2016)
- Hang động và Nghệ thuật đá kỷ Băng hà tại Swabian Jura (2017)
- Nhà thờ chính tòa Naumburg (2018)
- Quần thể khảo cổ học vùng biên Hedeby và Danevirke (2018)
- Vùng mỏ Erzgebirge/Krušnohoří (2019)
- Hệ thống Quản lý nước của Augsburg (2019)
- Biên thành La Mã - Biên thành Danube (phân đoạn phía Tây) (chung với Áo và Slovakia) (2021)
- Mathildenhöhe ở Darmstadt (2021)
- Các thị trấn Spa lớn của châu Âu (chung với Áo, Bỉ, Cộng hòa Séc, Pháp, Vương quốc Anh, Ý) (2021)
- Biên thành La Mã - Biên thành Hạ Germania (chung với Hà Lan) (2021)
- Các địa điểm ShUM của Speyer, Worms và Mainz (2021)
- Các di sản Do Thái-Trung Cổ của Erfurt (2023)
- Các Cung điện của vua Ludwig II xứ Bayern: Neuschwanstein, Linderhof, Schachen và Herrenchiemsee (2025)

## Estonia(2)

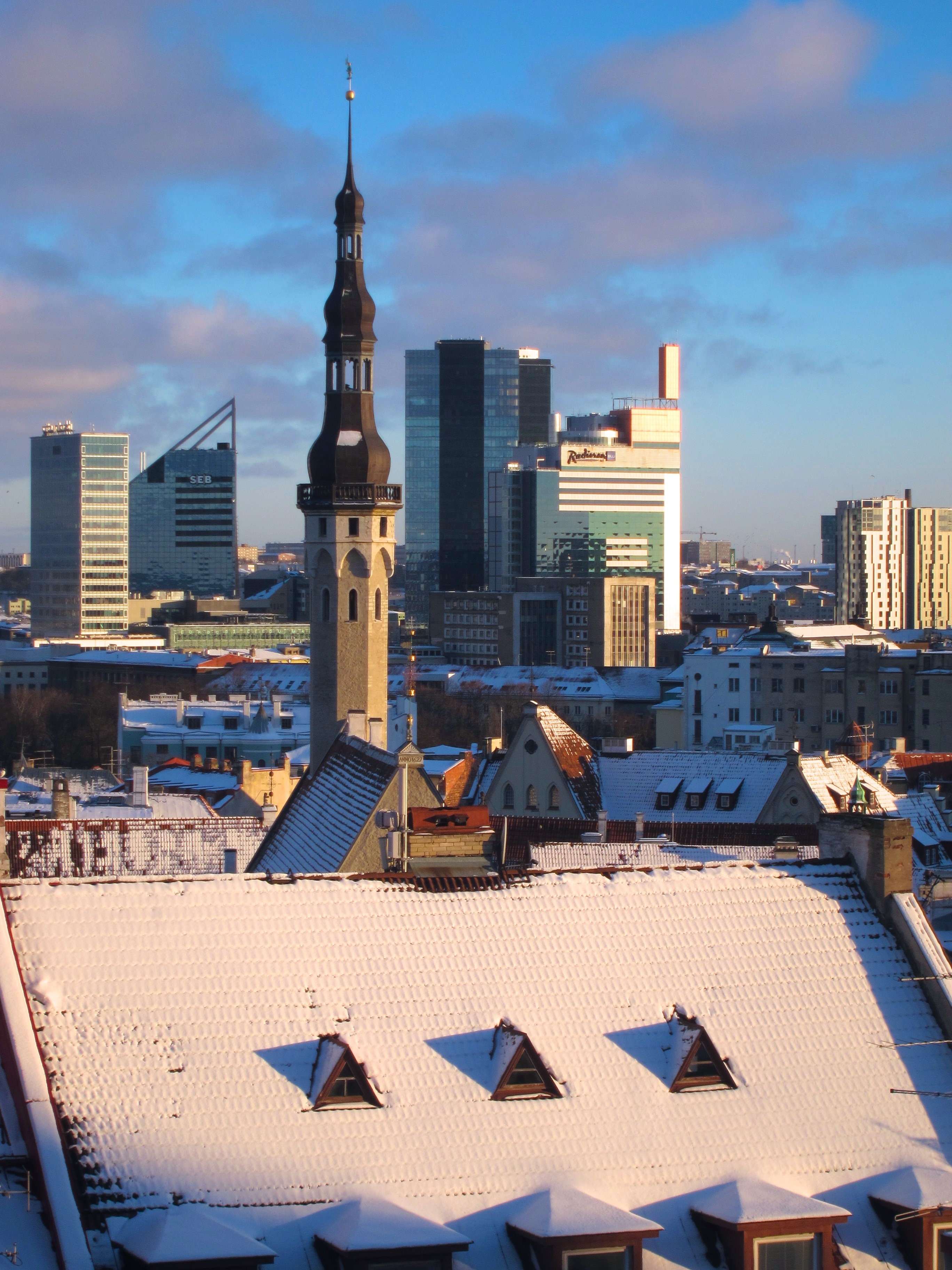
Trung tâm lịch sử Tallinn.

- Trung tâm lịch sử (Phố cổ) của Tallinn (1997)
- Vòng cung trắc đạc Struve (chung với nhiều nước khác) (2005)

## Hà Lan(13)
- Schokland và vùng lân cận (1995)

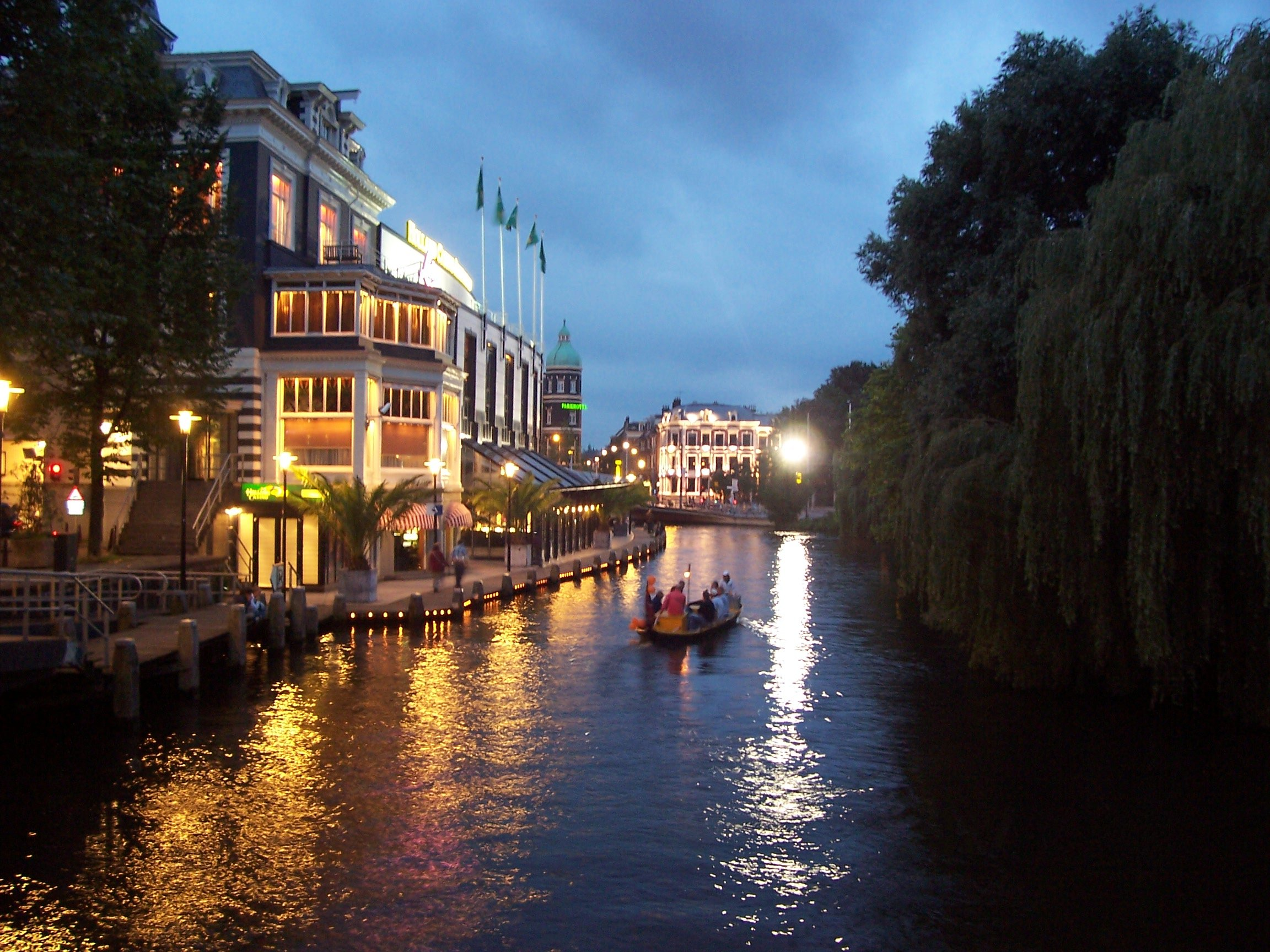
Hệ thống kênh đào ở Singelgracht

- Tuyến phòng thủ dưới nước của Hà Lan (1996)
- Khu vực lịch sử của Willemstad, Antille thuộc Hà Lan (1997)
- Hệ thống cối xay gió ở Kinderdijk – Elshout (1997)
- Trạm bơm bằng hơi nước D.F.Woudagemaal, Lemmer (1998)
- Droogmakerij de Beemster (1999)
- Dinh thự Rietveld Schröderhuis (Rietveld Schroder), Utrecht (2000)
- Biển Wadden (chung với Đức và Đan Mạch) (2009)
- Hệ thống kênh đào ở Singelgracht (2010)
- Van Nellefabriek (2014)
- Các thuộc địa của Lòng nhân từ (Chung với Bỉ) (2021)
- Biên thành La Mã - Biên thành Hạ Germania (chung với Đức) (2021)
- Cung thiên văn Eise Eisinga (2023)

## Hungary(8)

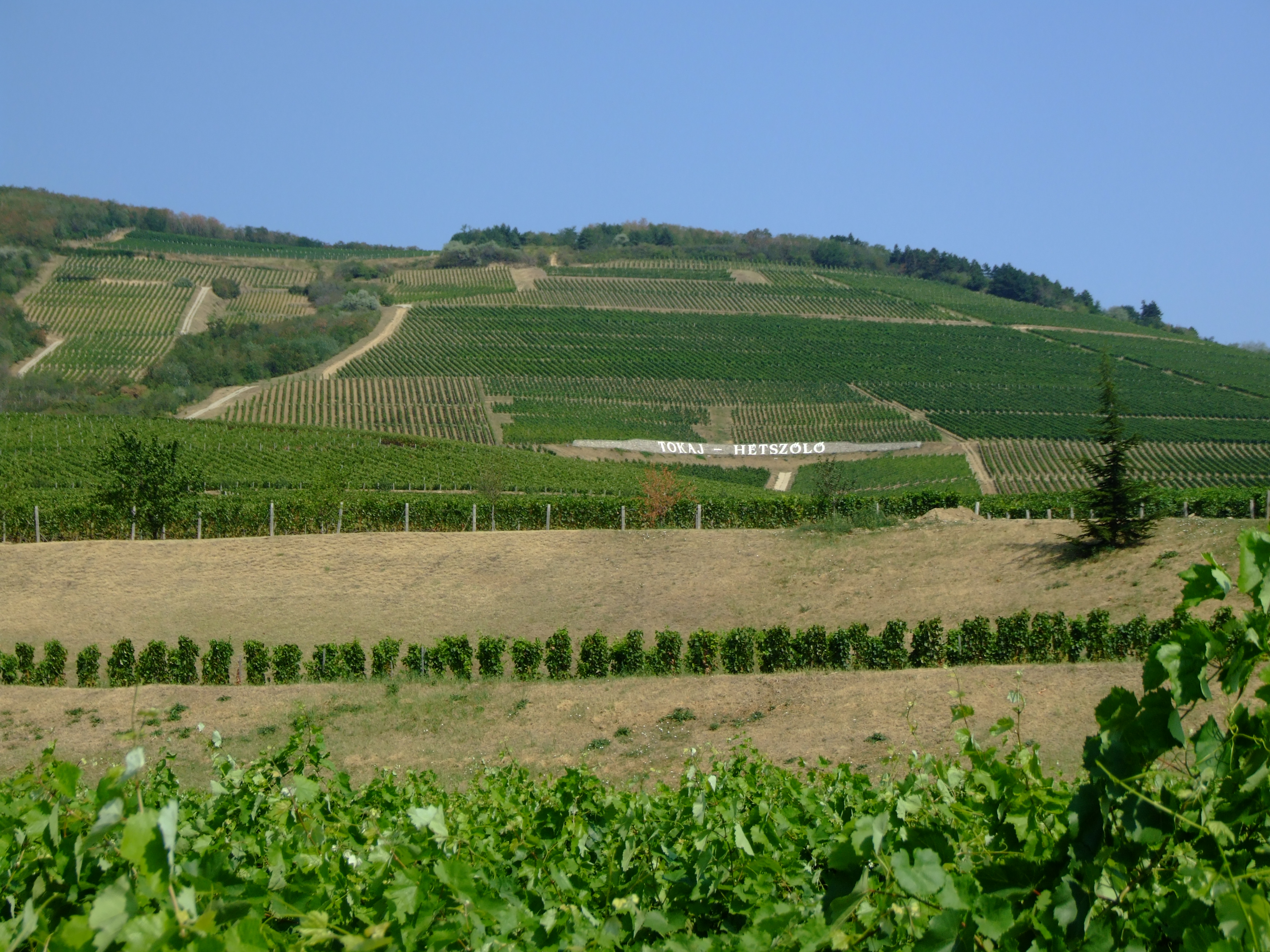
Vùng sản xuất rượu Tokaj

- Trung tâm lịch sử của Budapest (1987)
- Hollókő (1987)
- Hang động ở Aggtelek và Slovenský kras (cùng Slovakia) (1995)
- Tu viện Pannonhalma (1996)
- Vườn quốc gia Hortobágy (1996)
- Necropolis ở Pécs (Sopianae) (2000)
- Thắng cảnh Fertõ - Hồ Neusiedler (cùng Áo) (2001)
- Khu thắng cảnh Tokaj-Hegyalja (2002)

## Hy Lạp(20)
- Đền thờ Apollo ở Bassae (1986)
- Acropolis ở Athena (1987)
- Di chỉ khảo cổ Delphi (1987)
- Di chỉ khảo cổ Epidaurus (1988)

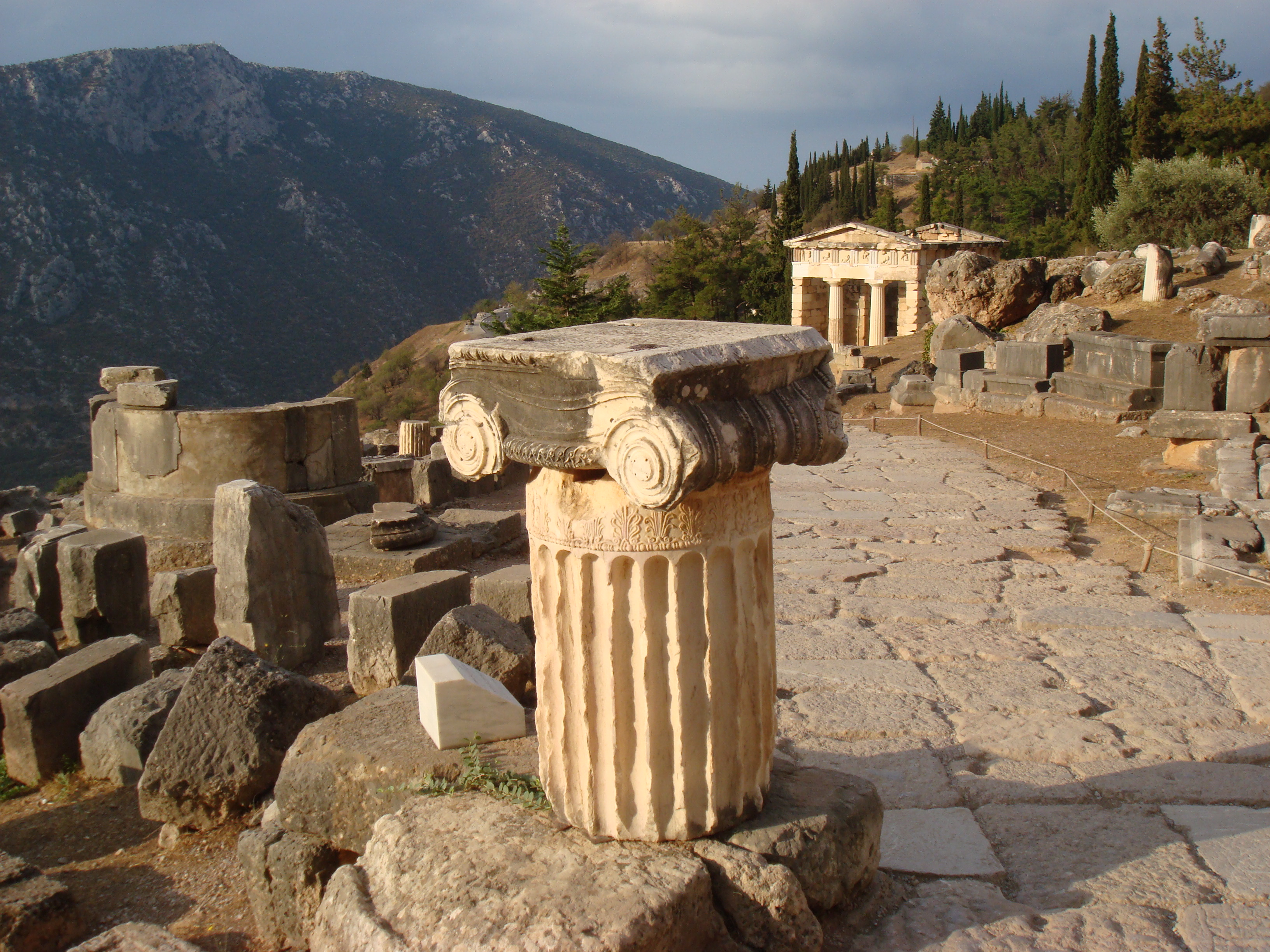
Di chỉ khảo cổ Delphi

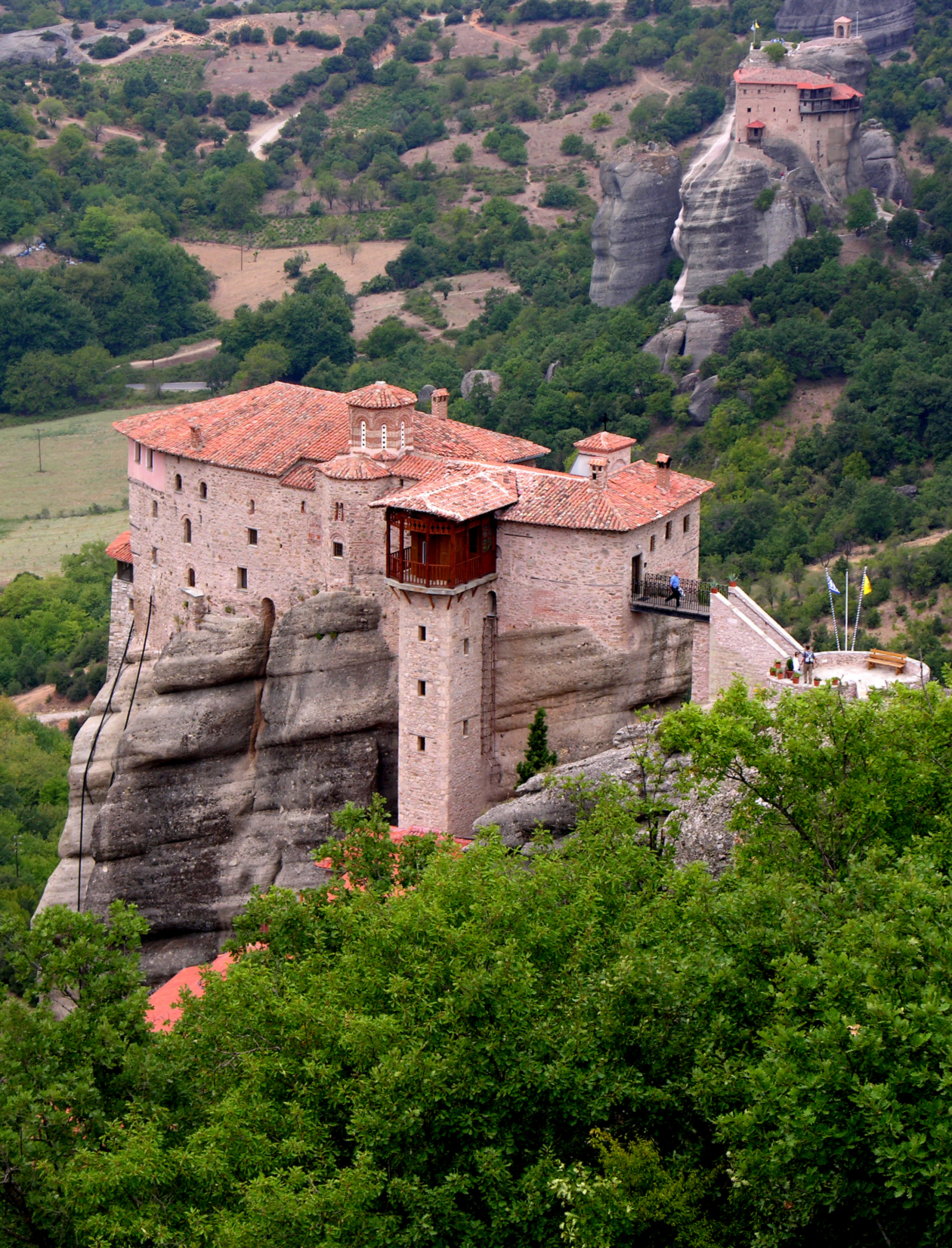
Một tu viện tại Metéora.

- Thành phố thời trung cổ ở Rhodes (1988)
- Metéora (1988)
- Núi Athos (1988)
- Di tích tiền Kitô giáo và Byzantine của Thessaloniki (1998)
- Di chỉ khảo cổ ở Olympia (1989)
- Mystras (1989)
- Đảo Delos (1990)
- Tu viện Daphni, Tu viện Hosios Loukas và Tu viện Nea Moni ở Chios (1990)
- Pythagoreion và Heraion ở đảo Samos (1992)
- Di chỉ khảo cổ Vergina (1996)
- Di chỉ khảo cổ Mycenae và Tiryns (1999)
- Tu viện Thánh Gioan và Hang Khải Huyền (1999)
- Đô thị cổ Corfu (2007)
- Di chỉ khảo cổ Philippi (2016)
- Cảnh quan văn hóa Zagori (2023)
- Cung điện Trung tâm Minoan (2025)

## Iceland(3)
- Vườn quốc gia Þingvellir (2004)
- Đảo núi lửa Surtsey (2008)

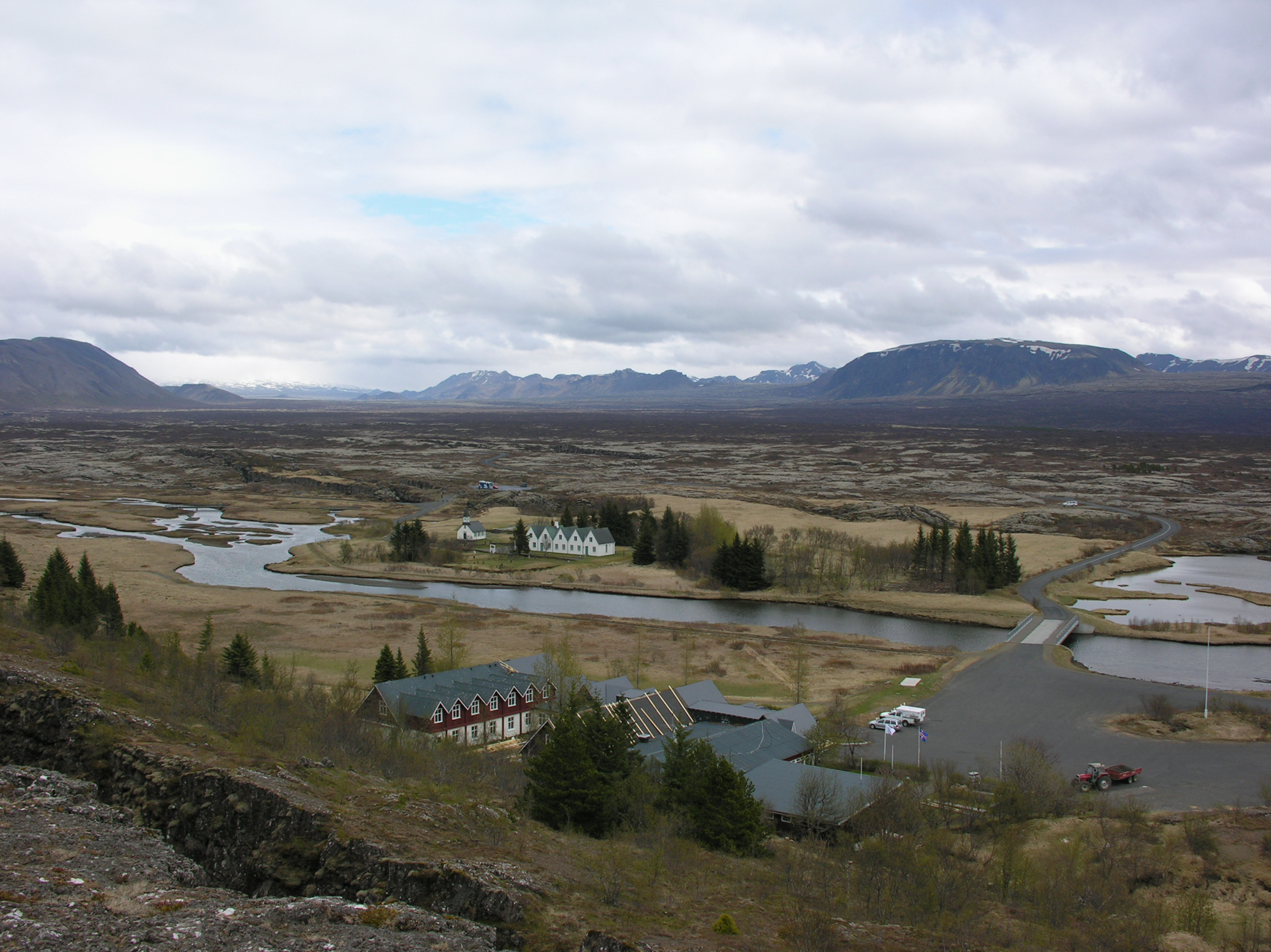
Vườn quốc gia Þingvellir.

- Vườn quốc gia Vatnajökull-Thiên nhiên động của lửa và băng (2019)

## Cộng hòa Ireland(2)

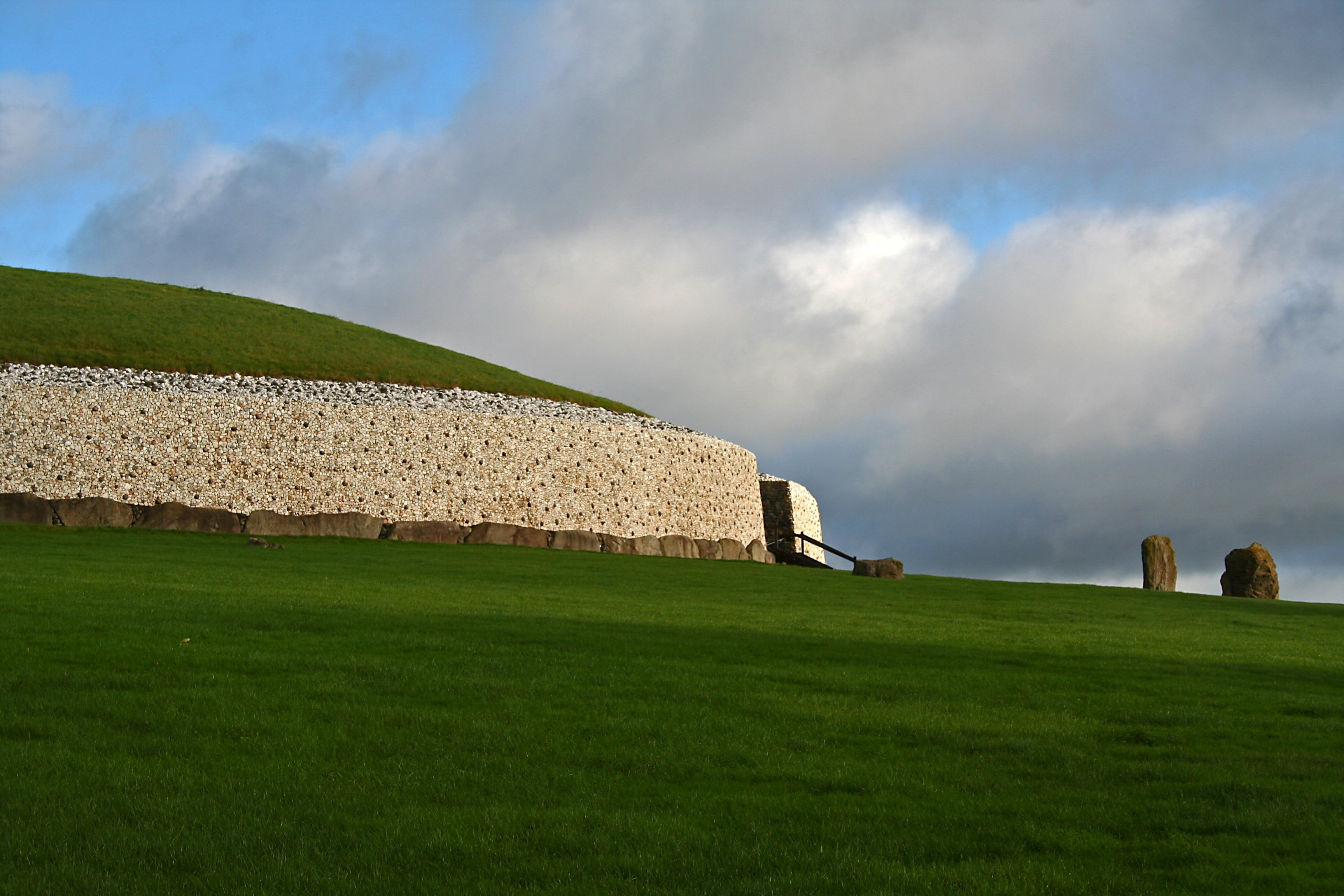
Di chỉ khảo cổ Newgrange

- Di chỉ khảo cổ Newgrange (1993)
- Skellig Michael (1996)

## Latvia(3)
- Trung tâm lịch sử của Riga (1997)

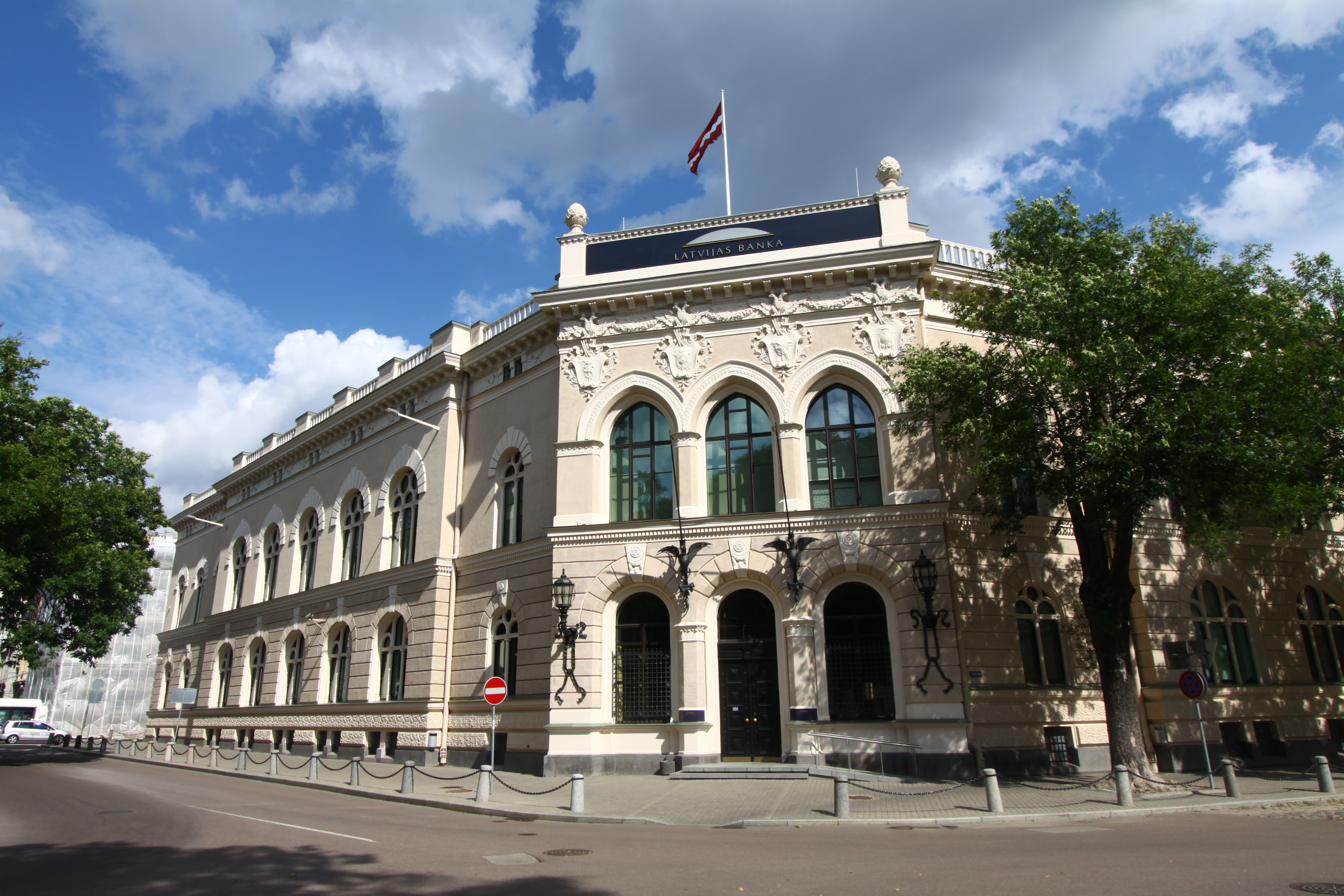
Trung tâm lịch sử của Riga

- Vòng cung trắc đạc Struve (cùng nhiều nước khác) (2005)
- Thị trấn cổ Kuldīga (2023)

## Litva(5)

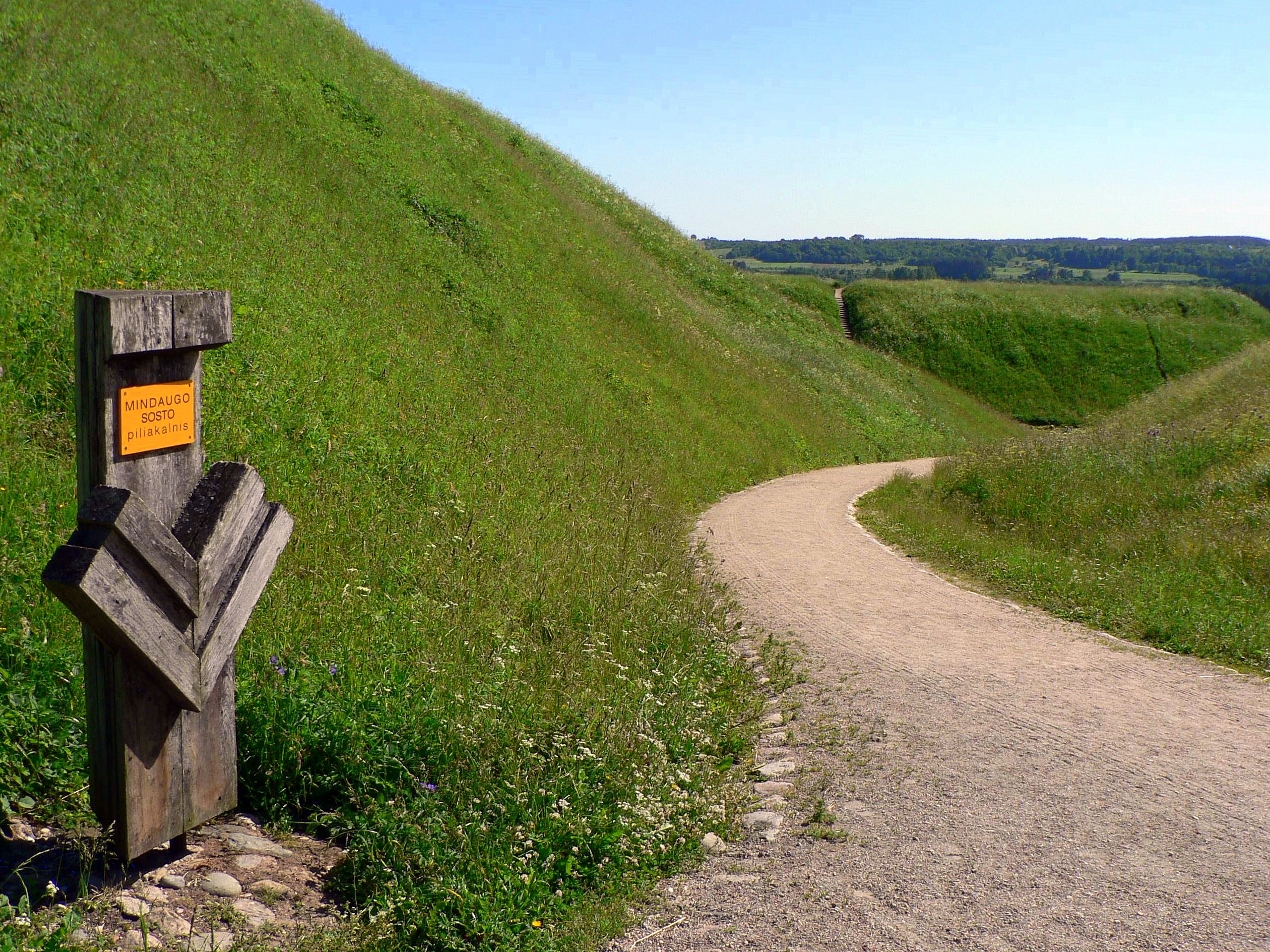
Di chỉ khảo cổ Kernavė

- Trung tâm lịch sử của Vilnius (1994)
- Mũi đất Kursh (cùng với Liên bang Nga) (2000)
- Di chỉ khảo cổ Kernavė (2004)
- Vòng cung trắc đạc Struve (cùng nhiều nước khác) (2005)
- Kaunas Hiện đại: Kiến trúc Lạc quan, 1919-1939 (2023)

## Luxembourg(1)

Thành phố Luxembourg - Phố cổ và công sự của nó

- Thành phố Luxembourg - Phố cổ và công sự của nó (1994)

## Bắc Macedonia(2)

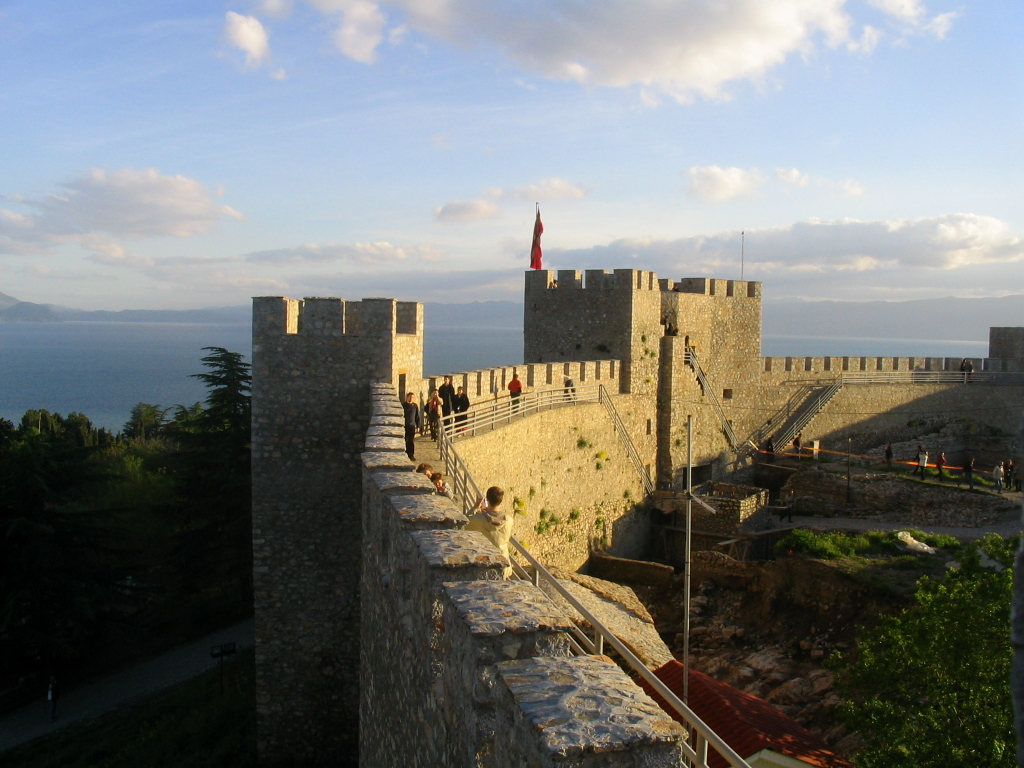
Ohrid

- Di sản thiên nhiên và văn hóa của vùng Ohrid (Chung với Albania) (1979)
- Các khu rừng sồi nguyên sinh trên dãy Carpath và các khu vực khác của châu Âu (cùng với 17 quốc gia khác) (2021)

## Malta(3)
- Valletta (1980)
- Hypogeum của Ħal-Saflieni (1980)

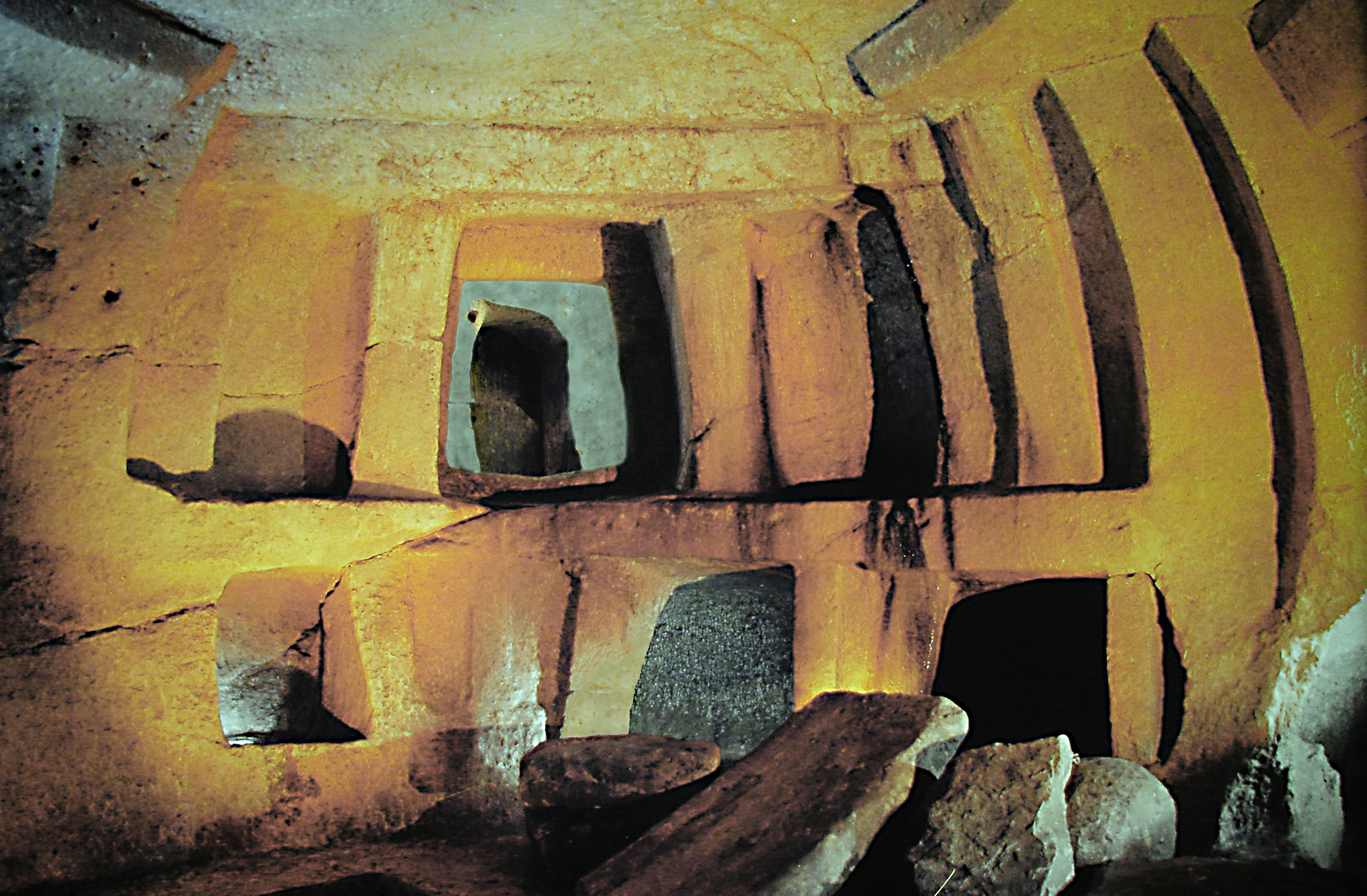
Hypogeum của Ħal-Saflieni

- Các đền thờ cự thạch của Malta: Ġgantija, Ħaġar Qim, Mnajdra và Tarxien (1980)

## Moldova(1)

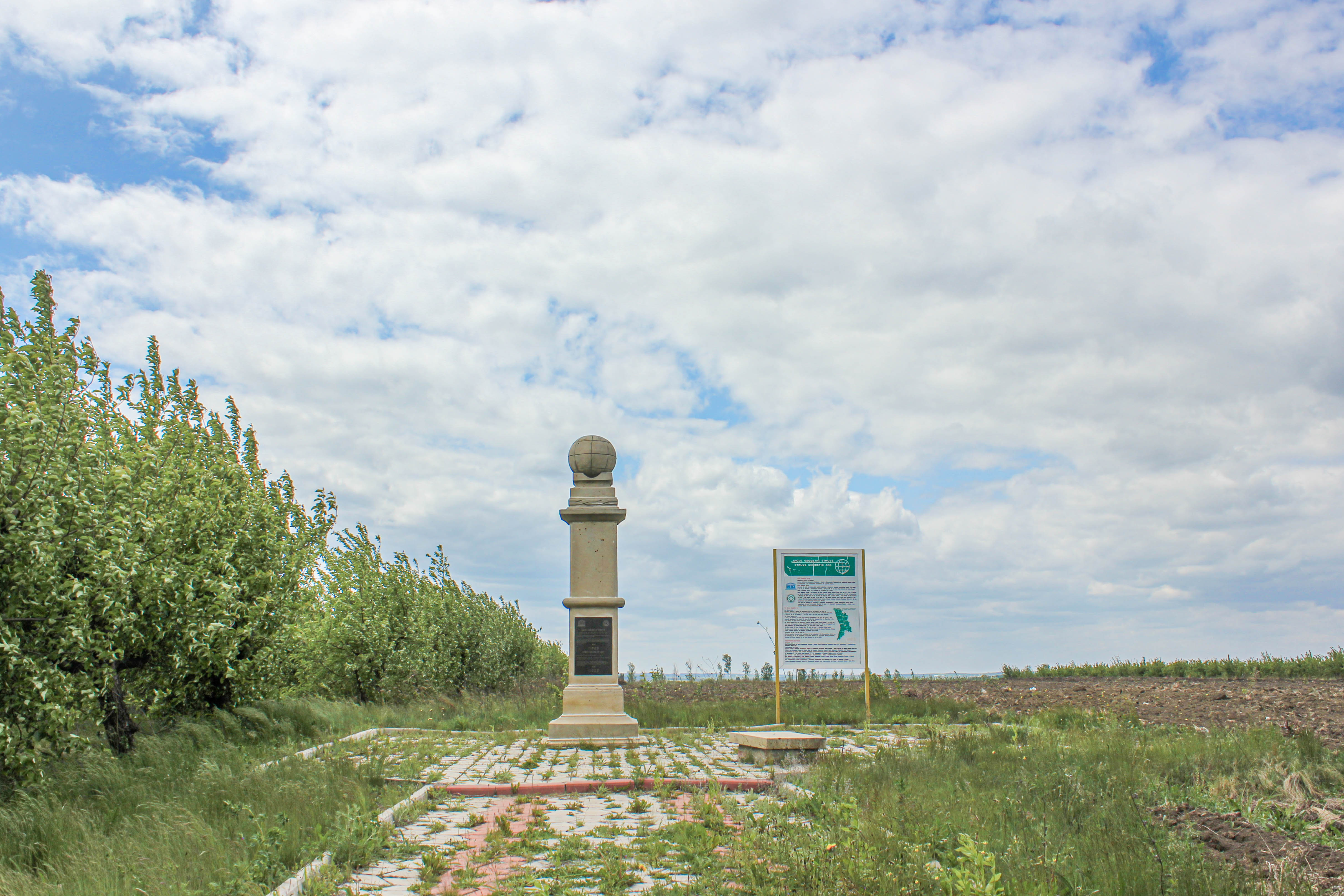
Điểm trắc địa Rudi tại Moldova, một phần của Vòng cung trắc đạc Struve.

- Vòng cung trắc đạc Struve (cùng nhiều nước khác) (2005)

## Montenegro(4)

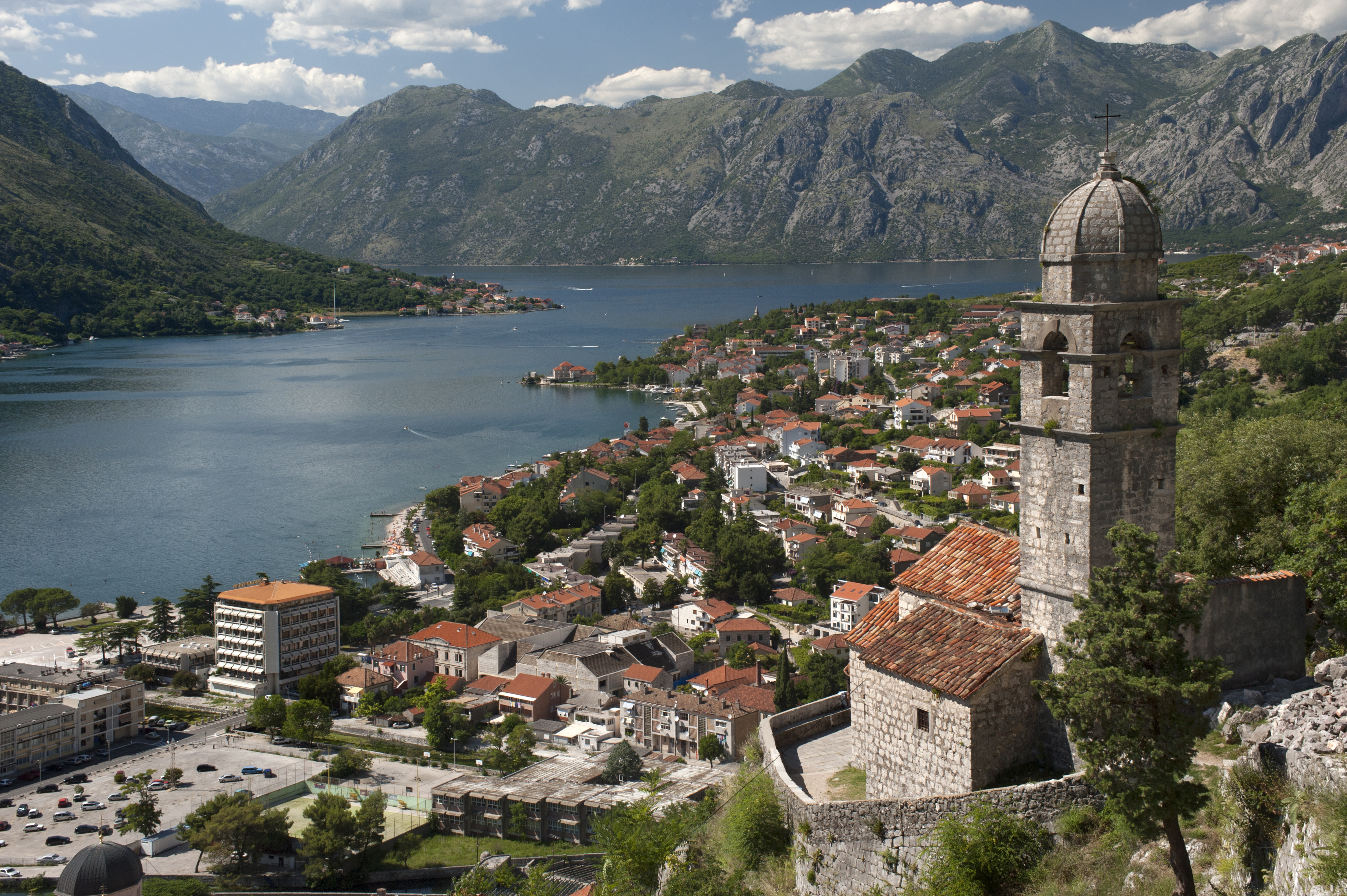
Kotor

- Vùng Tự nhiên và Văn hóa-Lịch sử của Kotor (1979)
- Vườn quốc gia Durmitor (1980)
- Stećci: Nghĩa trang mộ đá Trung cổ (chung với Bosna và Hercegovina, Croatia và Serbia) (2016)
- Công trình phòng thủ Venetian giữa thế kỷ 15 và 17: Stato da Terra – Tây Stato da Mar (chung với Croatia và Ý) (2017)

## Na Uy(8)
- Bryggen (1979)

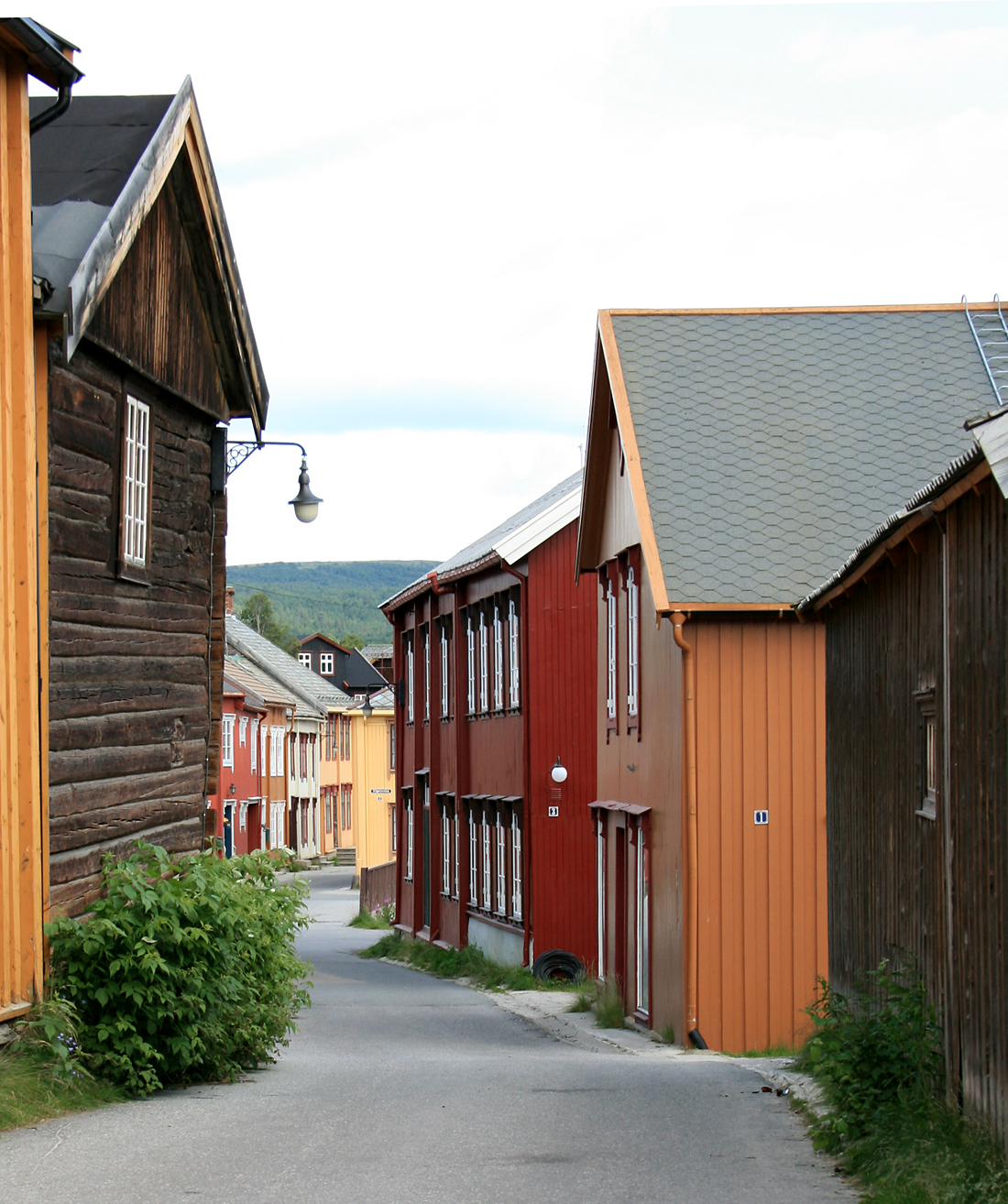
Røros

- Nhà thờ bằng ván gỗ ở Urnes (1979)
- Røros (1980)
- Các hình khắc trên đá ở Alta (1985)
- Quần đảo Vega (2004)
- Vòng cung trắc đạc Struve (cùng nhiều nước khác) (2005)
- Các vịnh hẹp Geirangerfjord và Nærøyfjord (2005)
- Di sản công nghiệp Rjukan–Notodden (2015)

## Liên bang Nga(32)

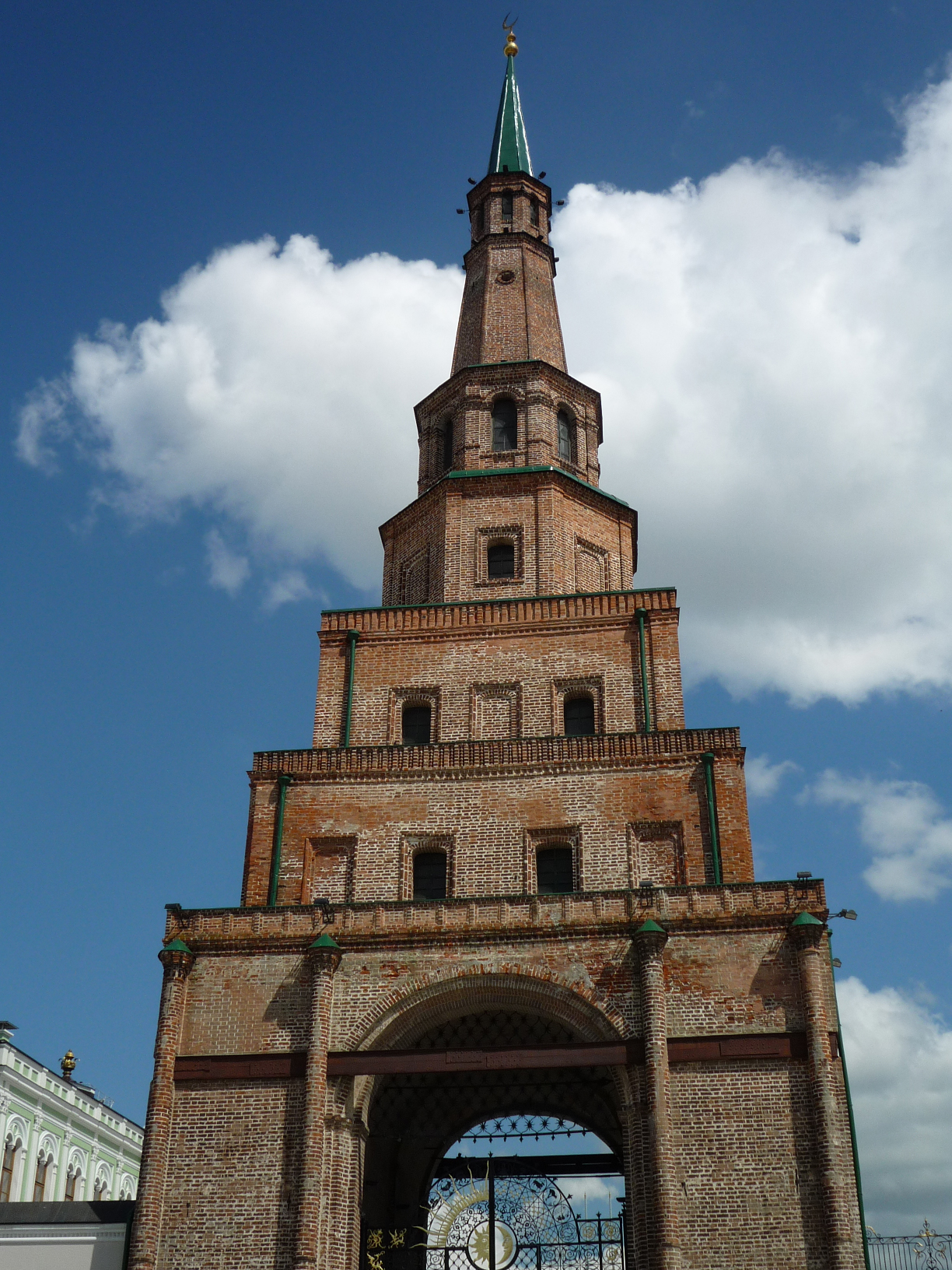
Kremli, Kazan

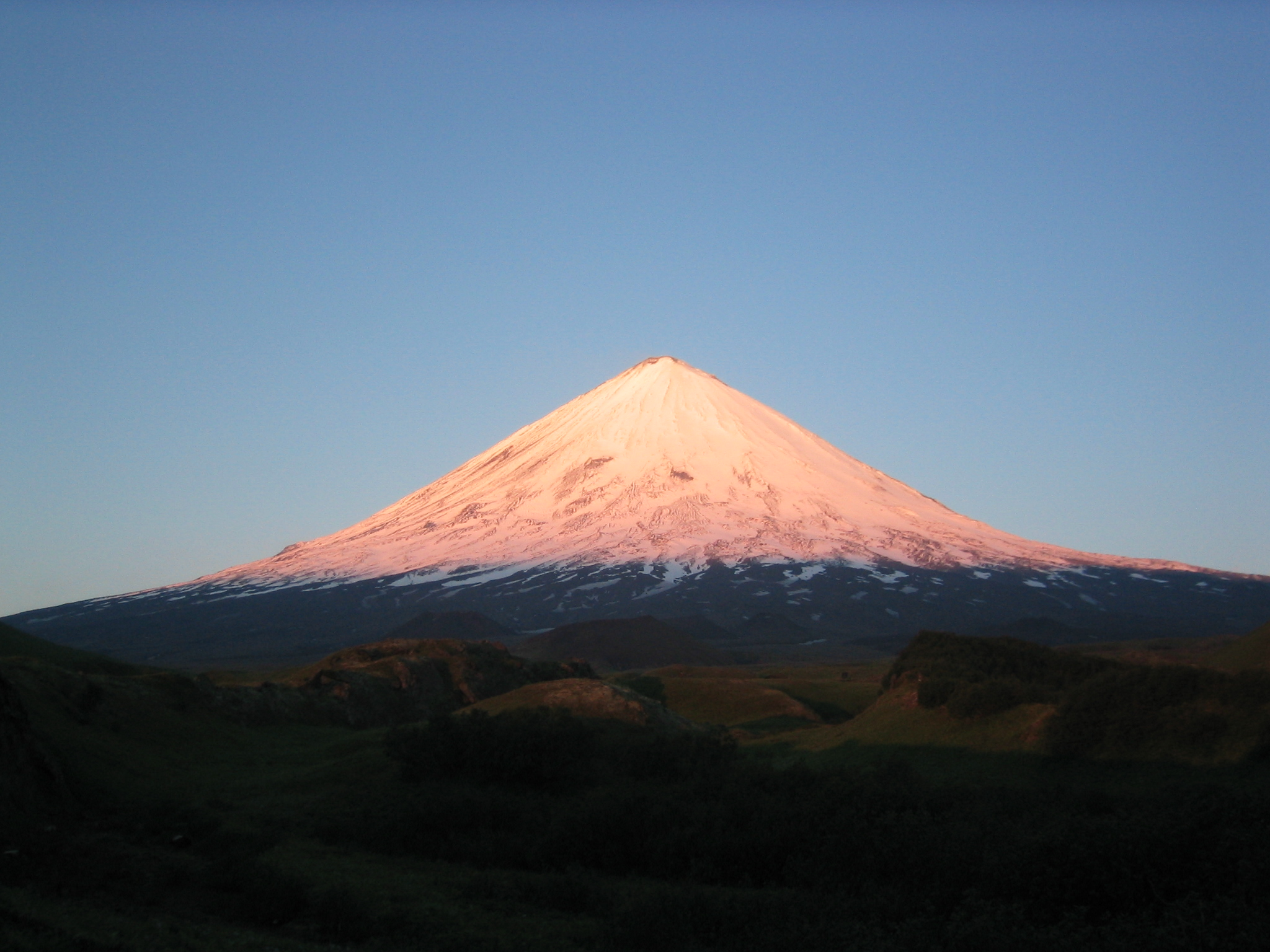
Ngọn núi lửa Klyuchevskaya Sopka trên bán đảo Kamchatka.

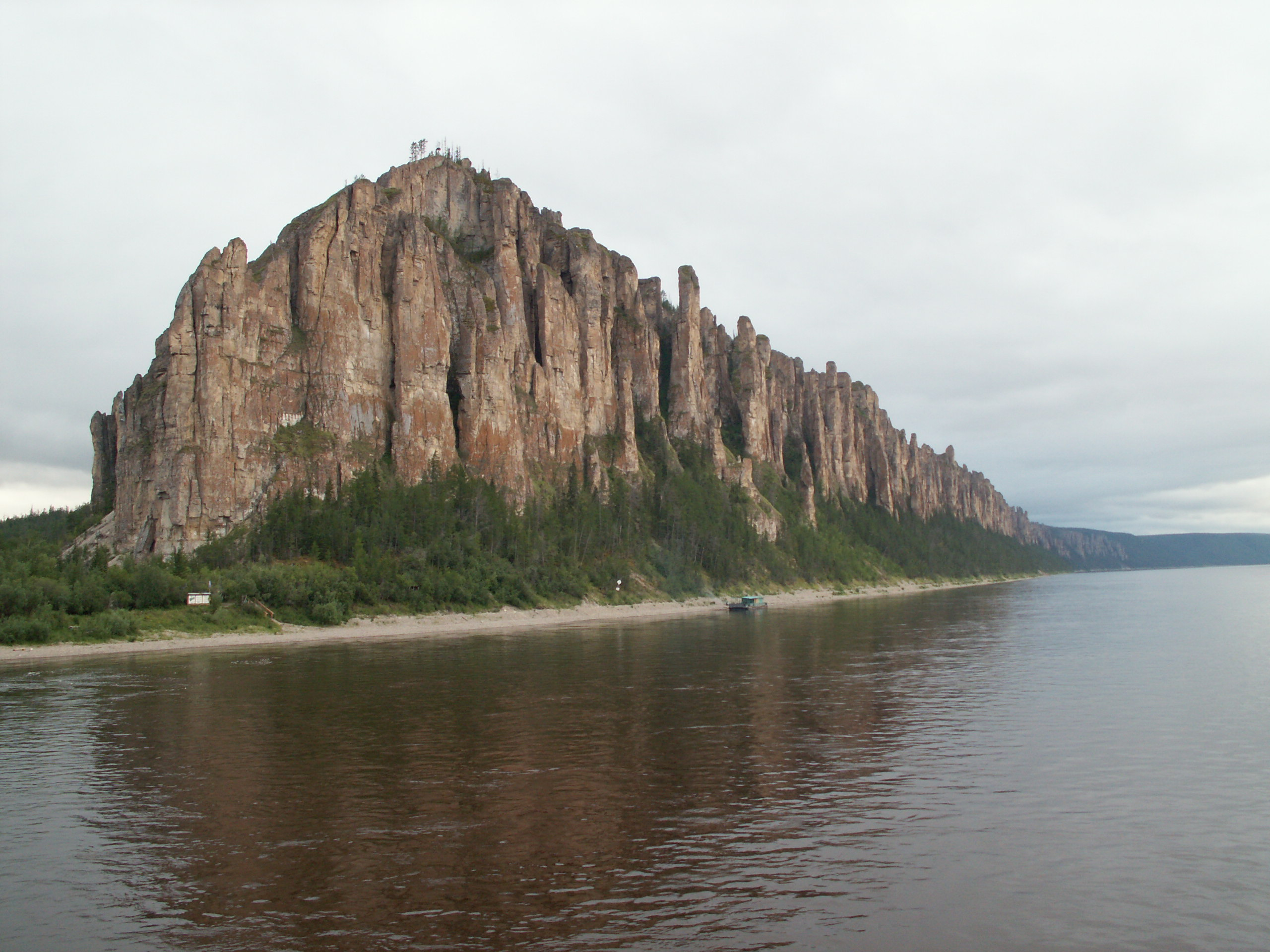
Công viên cột thiên nhiên Lena.

### Phần lãnh thổ thuộc châu Âu (23)
- Trung tâm lịch sử của Saint-Peterburg và nhóm các di tích liên quan (1990)
- Điện Kremlin và Quảng trường Đỏ ở Moskva (1990)
- Kizhi Pogost (1990)
- Các di tích lịch sử ở Novgorod và vùng lân cận (1992)
- Cảnh quan văn hóa lịch sử của đảo Solovetsky (1992)
- Đài tưởng niệm Trắng tại Vladimir và Suzdal (1992)
- Troitse-Sergiyeva Lavra (1993)
- Nhà thờ Kolomenskoye (1994)
- Rừng nguyên sinh Komi (1995)
- Tây Kavkaz (1999)
- Mũi đất Kursh (cùng với Litva) (2000)
- Tu viện Pherapontov (2000)
- Quần thể tu viện Novodevichy (2000)
- Kremli, Kazan (2000)
- Thành quách, phố cổ và pháo đài Derbent, Dagestan (2003)
- Trung tâm lịch sử của Yaroslavl (2005)
- Vòng cung trắc đạc Struve (cùng nhiều nước khác) (2005)
- Khu vực lịch sử và khảo cổ Bolgar (2014)
- Nhà thờ Đức Bà và Tu viện của thị trấn đảo Sviyazhsk (2017)
- Nhà thờ của Trường kiến trúc Pskov (2019)
- Tranh khắc đá của Hồ Onega và Biển Trắng (2021)
- Đài quan sát Thiên văn học của Đại học Liên bang Kazan (2023)
- Tranh khắc đá của hang Shulgan-Tash (2025)

### Phần lãnh thổ thuộc châu Á (9)
- Các ngọn núi vàng của dãy Altay (1991)
- Hồ Baikal (1996)
- Các núi lửa của Kamchatka (1996)
- Miền trung dãy Sikhote-Alin (2001)
- Lưu vực Hồ Uvs (chung với Mông Cổ) (2003)
- Khu bảo tồn đảo Wrangel (2004)
- Cao nguyên Putorana (2010)
- Công viên cột thiên nhiên Lena (2012)
- Phong cảnh Dauria (chung với Mông Cổ) (2017)

## Pháp(52)
- Nhà thờ Đức Bà Chartres (1979)
- Mont-Saint-Michel (1979)
- Cung điện Versailles (1979)

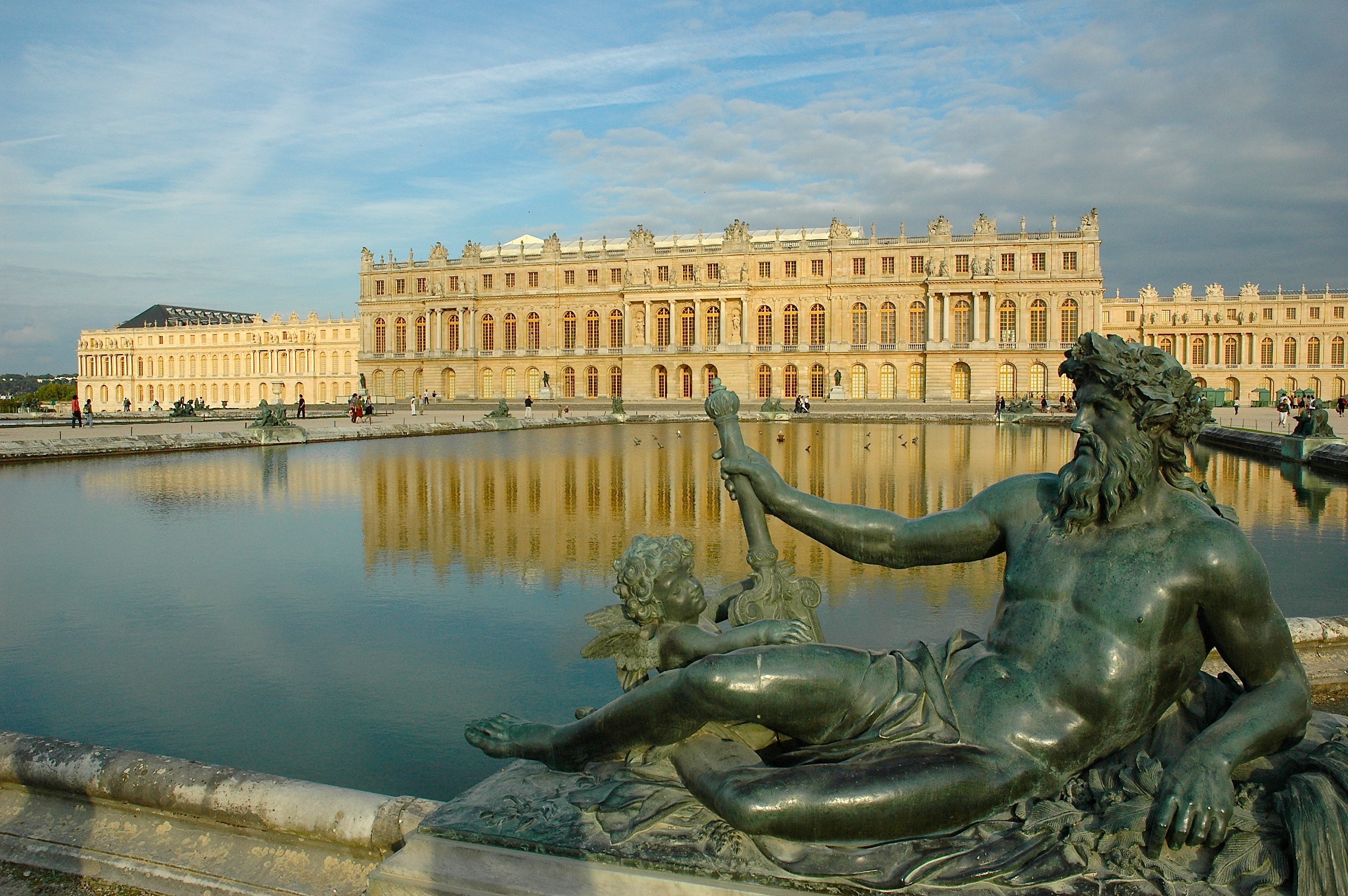
Cung điện Versailles.

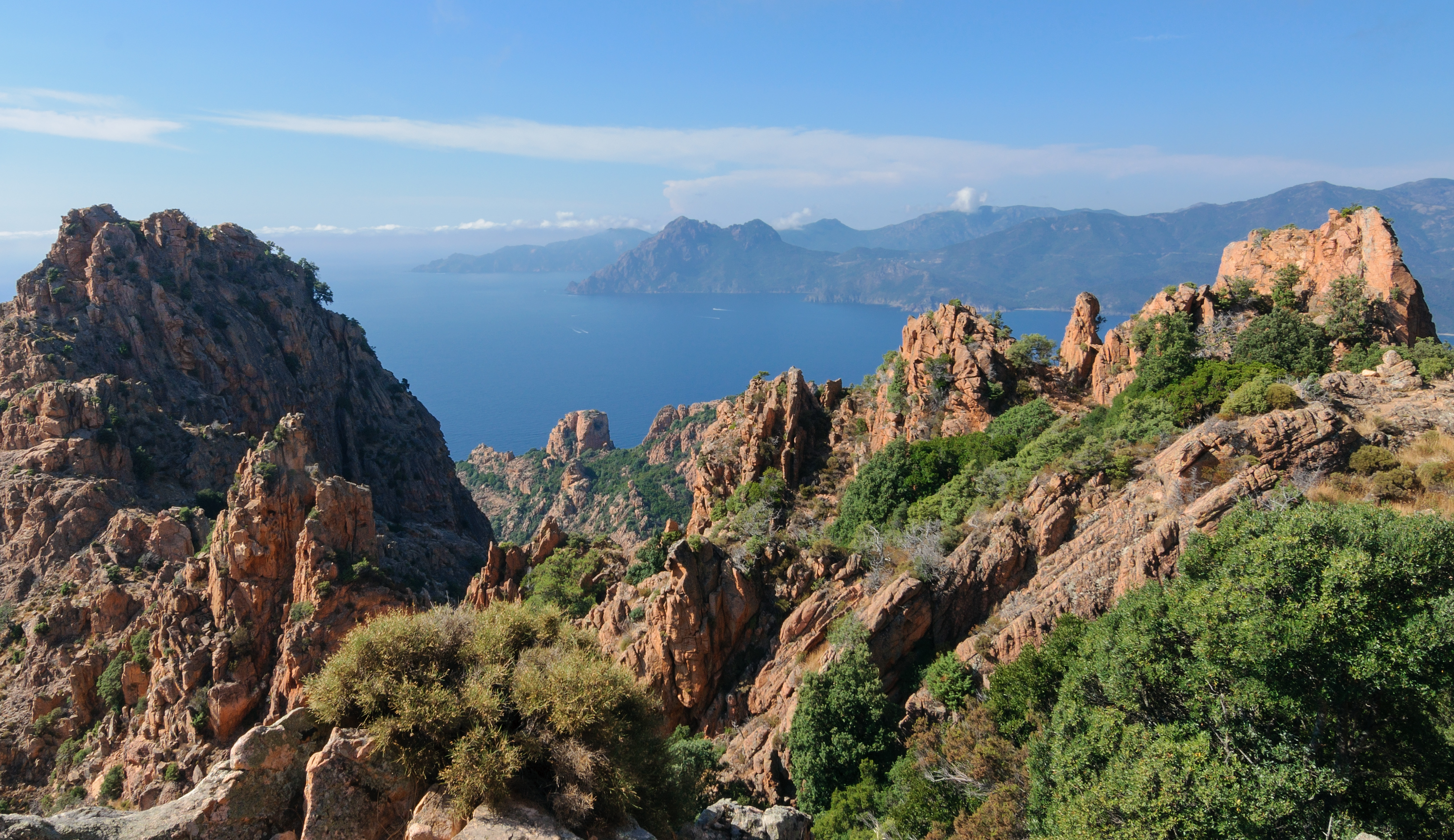
Vũng đá Piana trên đảo Corse.

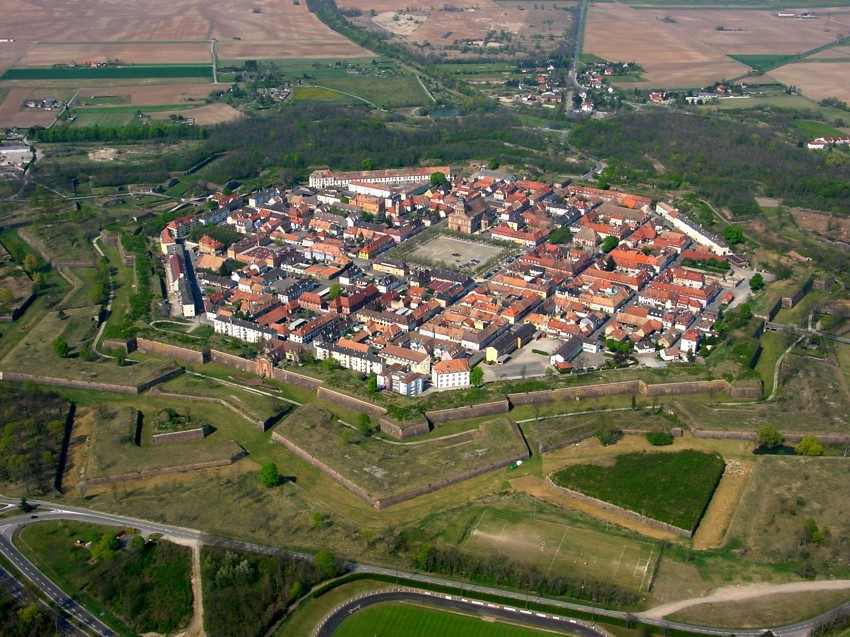
Pháo đài Neuf-Brisach, một công trình do Vauban thiết kế tại Pháp.

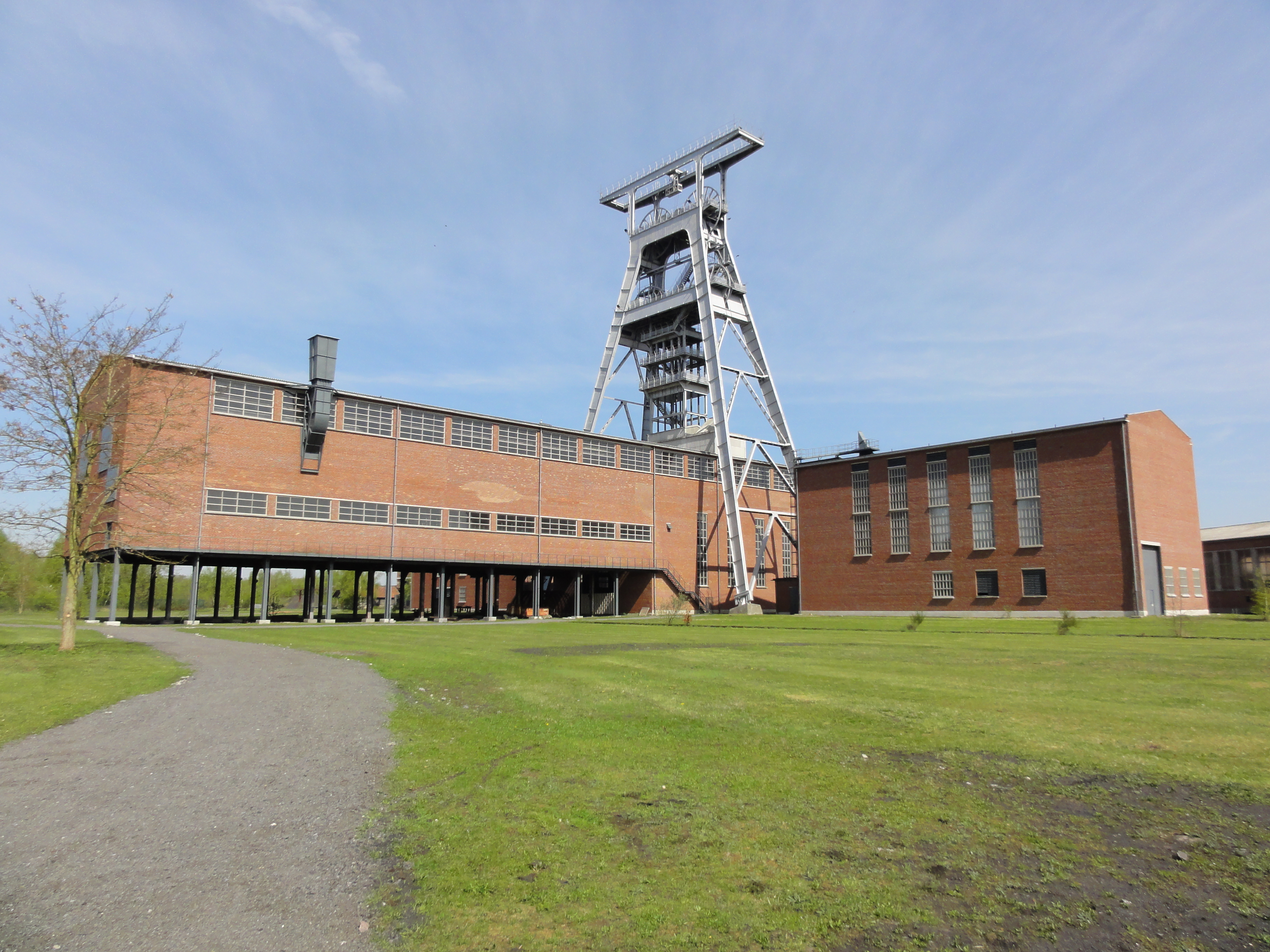
Vùng mỏ Nord - Pas de Calais

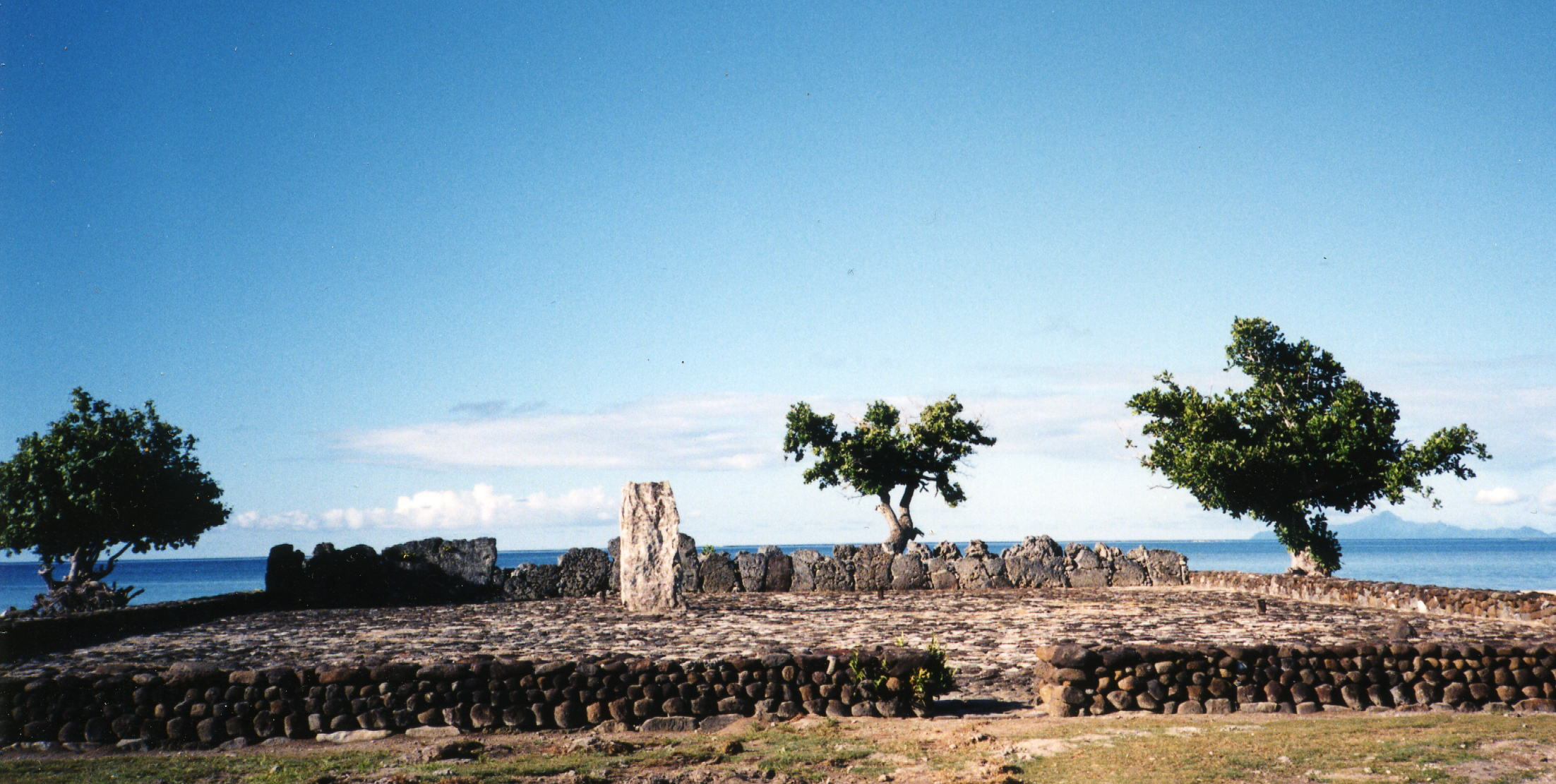
Taputapuatea, một di sản nằm trên lãnh thổ hải ngoại Polynésie thuộc Pháp.

- Các địa điểm thời tiền sử và hang động nghệ thuật của thung lũng Vézère (1979)
- Nhà thờ và khu đồi ở Vézelay (1979)
- Nhà thờ Đức Bà Amiens (1981)
- Các công trình thời La Mã ở Arles (1981)
- Tu viện Fontenay (1981)
- Lâu đài Fontainebleau (1981)
- Khải hoàn môn và nhà hát cổ đại ở Orange (1981)
- Xưởng muối hoàng gia Arc-et-Senans (1982)
- Tu viện Saint-Savin-sur-Gartempe (1983)
- Vũng đá Piana, Vịnh Girolata và Khu bảo tồn Scandola, Corse-du-Sud (1983)
- Quảng trường Stanislas, Nancy (1983)
- Cầu Gard ở Remoulins (1985)
- Strasbourg từ Đảo Lớn đến Neustadt: Một cảnh quan đô thị châu Âu (1988)
- Nhà thờ Đức Bà Reims, Nhà thờ Saint-Remi de Reims và Cung điện Tau, Reims (1991)
- Các công trình hai bờ sông Seine (1991)
- Nhà thờ Saint-Étienne de Bourges (1992)
- Cung điện của Giáo hoàng và Cầu Avignon (1995)
- Canal du Midi (1996)
- Thành cổ Carcassonne (1997)
- Pyrénées-Mont Perdu (chung với Tây Ban Nha) (1997)
- Lyon cổ (1998)
- Các công trình trên đường hành hương Saint-Jacques-de-Compostelle (1998)
- Các tháp chuông vùng biên giới Pháp và Bỉ (chung với Bỉ) (1999)
- Saint-Émilion (1999)
- Thung lũng sông Loire (2000)
- Thành phố hội chợ thời Trung cổ ở Provins (2001)
- Trung tâm thành phố Le Havre (2005)
- Port de la Lune ở Bordeaux (2007)
- Các pháo đài do Vauban thiết kế tại Pháp (2008)
- Các vùng đầm phá và eo biển ở Nouvelle-Calédonie: Vịnh san hô ở Nouvelle-Calédonie (2008)
- Giám mục thành phố Albi (2010)
- Nhà sàn thời tiền sử xung quanh dãy núi Anpơ (chung với Áo, Thụy Sĩ, Slovenia, Đức) (2011)
- Causses và Cevennes - Cảnh quan nông nghiệp vùng Địa Trung Hải (2011)
- Vùng mỏ Nord - Pas de Calais (2012)
- Hang Chauvet (2014)
- Khí hậu và lãnh thổ Burgundy (2015)
- Sườn đồi, nhà và hầm rượu Champagne (2015)
- Công trình kiến trúc của Le Corbusier, một đóng góp nổi bật cho Phong trào kiến trúc Hiện đại (chung với Argentina, Đức, Bỉ, Thụy Sĩ, Ấn Độ và Nhật Bản) (2016)
- Taputapuatea (2017)
- Khu vực kiến tạo Chaîne des Puys-Limagne (2018)
- Vùng đất và biển thuộc Pháp ở Ấn Độ Dương (gồm Quần đảo Crozet, Kerguelen, Saint-Paul, Amsterdam) (2019)
- Hải đăng Cordouan (2021)
- Các thị trấn Spa lớn của châu Âu (chung với Áo, Bỉ, Cộng hòa Séc, Vương quốc Anh, Đức, Ý) (2021)
- Nice, thị trấn nghỉ dưỡng mùa đông của Riviera (2021)
- Các khu rừng sồi nguyên sinh trên dãy Carpath và các khu vực khác của châu Âu (chung với 17 quốc gia khác) (2021)
- Núi lửa và rừng của Pelée và Pitons phía Bắc Martinique (2023)
- Các địa điểm tưởng niệm và chôn cất của Thế chiến thứ nhất (Mặt trận phía Tây) (chung với Bỉ) (2023)
- Maison Carrée của Nîmes (2023)
- Cự thạch của Carnac và bờ biển Morbihan (2025)

## Phần Lan(7)
- Pháo đài Suomenlinna (1991)
- Khu thành cổ Rauma (1991)
- Nhà thờ cổ Petäjävesi (1994)

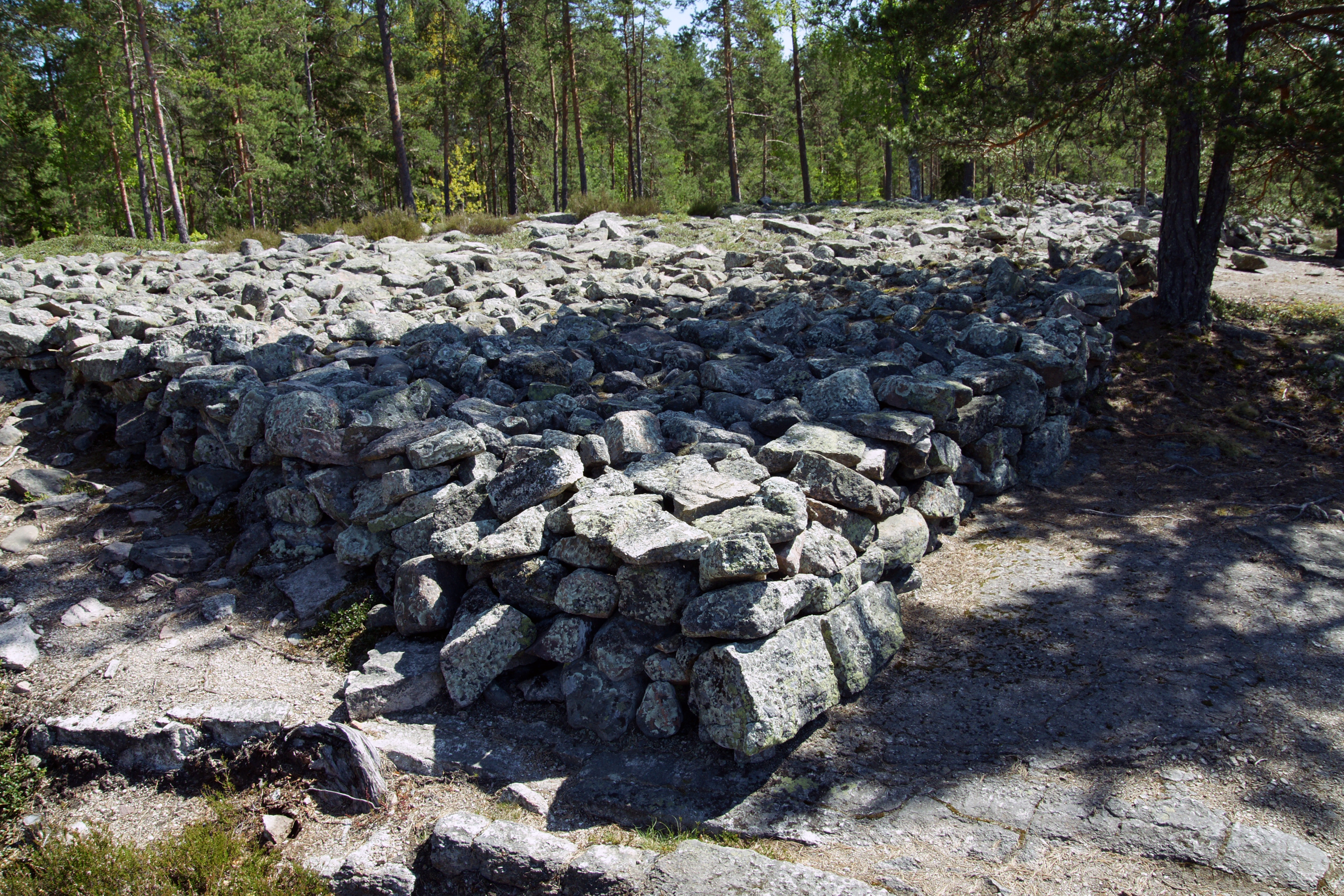
Di chỉ khảo cổ thời đại đồ đồng Sammallahdenmäki ở Lappi

- Khu khai thác gỗ Verla ở Jaala (1996)
- Di chỉ khảo cổ thời đại đồ đồng Sammallahdenmäki ở Lappi (1999)
- Quần đảo Kvarken và Höga Kusten (cùng Thụy Điển) (2000)
- Vòng cung trắc đạc Struve (cùng nhiều nước khác) (2005)

## Rumani(9)
- Đồng bằng sông Danube (1991)
- Các nhà thờ ở Moldavia (1993)
- Tu viện Horezu (1993)

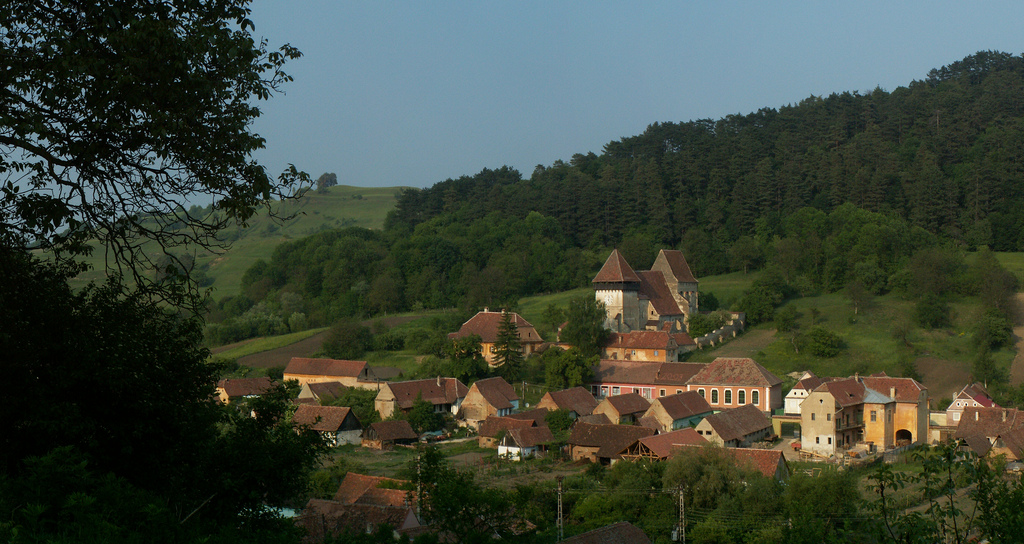
Các ngôi làng và nhà thờ-công sự ở Transilvania

- Các ngôi làng và nhà thờ-công sự ở Transilvania (1999)
- Pháo đài của người Dacia trên dãy núi Orăştie (1999)
- Trung tâm lịch sử Sighişoara (1999)
- Nhà thờ gỗ ở Maramureş (1999)
- Các khu rừng sồi nguyên sinh trên dãy Carpath và các khu vực khác của châu Âu (cùng với 17 quốc gia khác) (2017)
- Cảnh quan khai mỏ Rosia Montana (2021)

## San Marino(1)

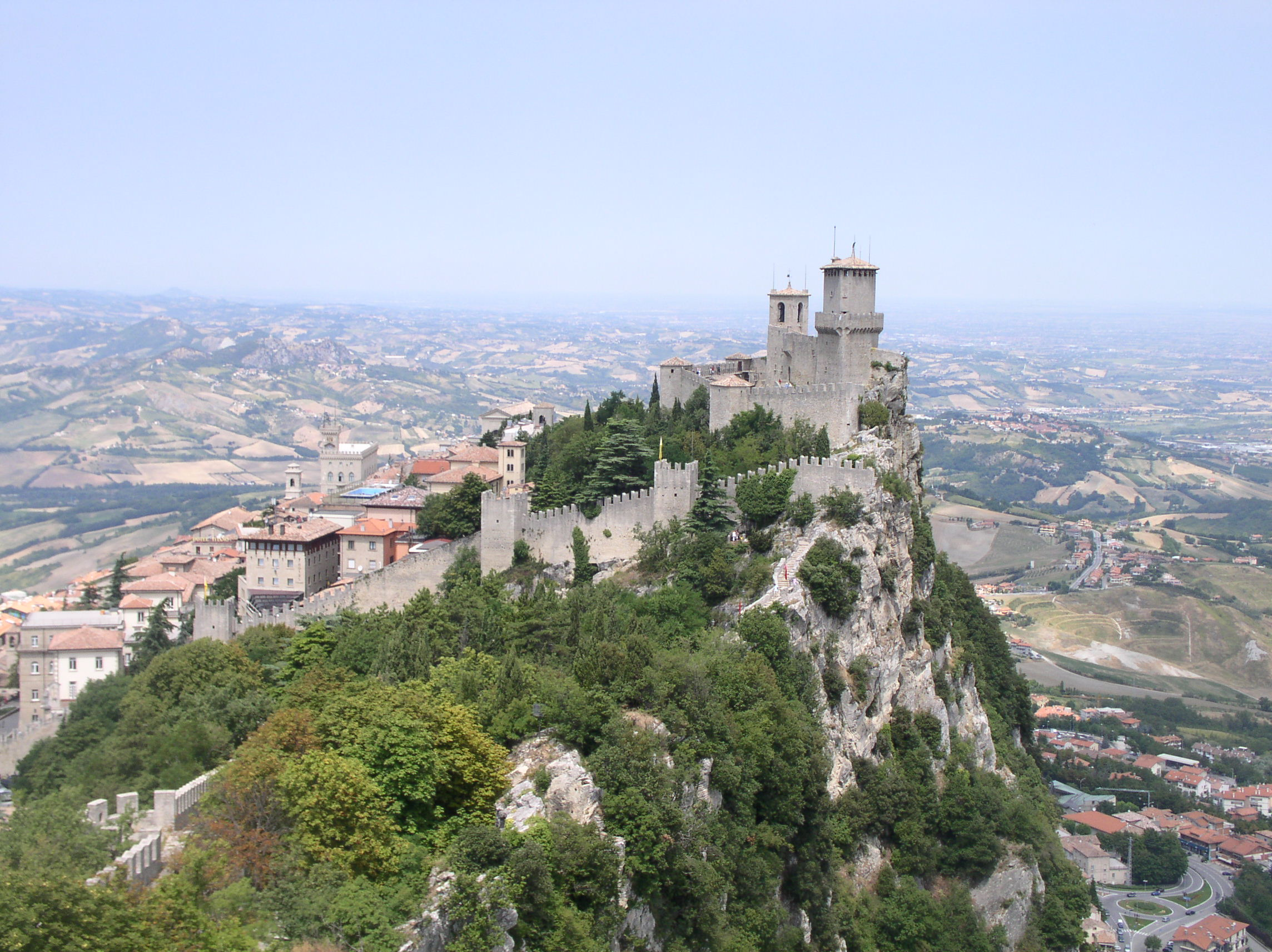
Trung tâm lịch sử của Thành phố San Marino và Núi Titano

- Trung tâm lịch sử của Thành phố San Marino và Núi Titano (2008)

## Cộng hòa Séc(17)

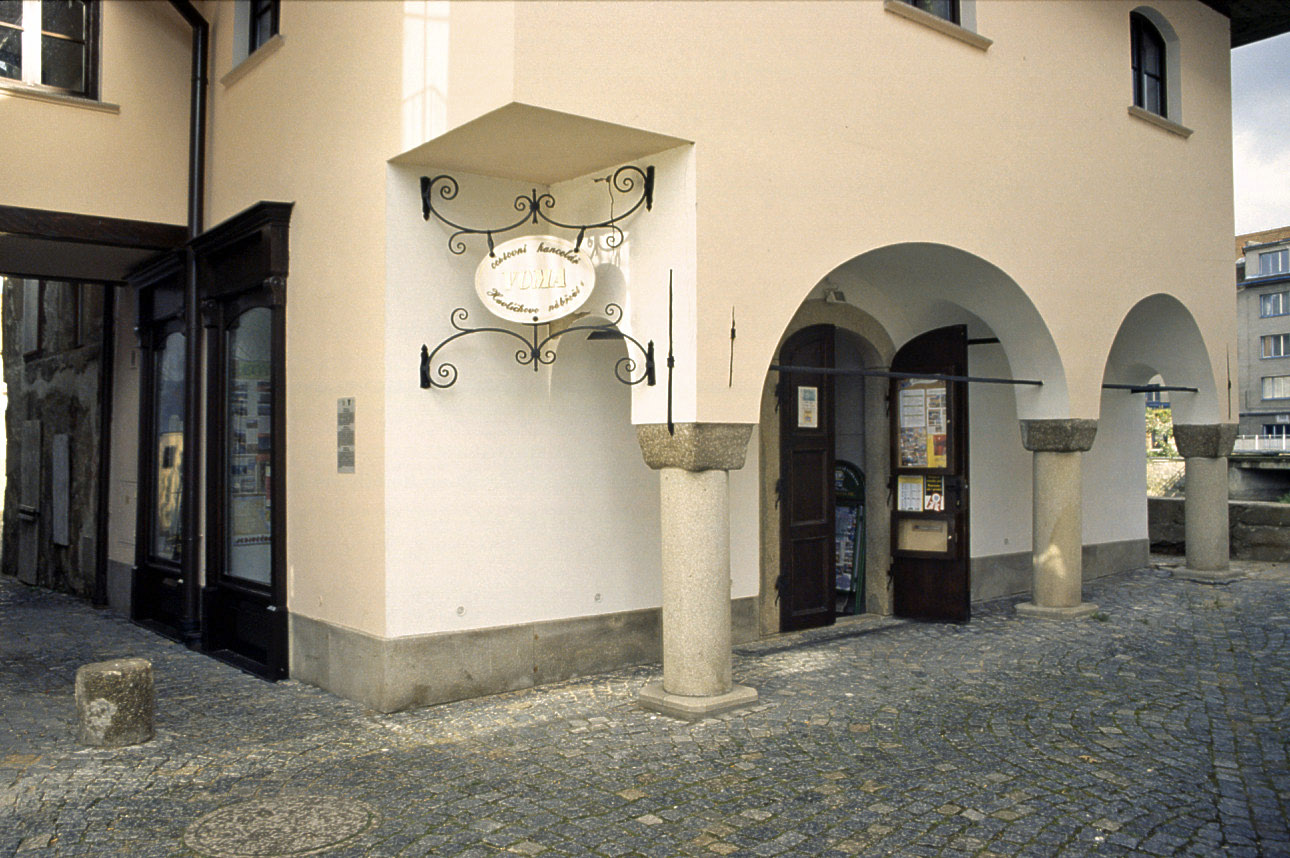
Khu Do Thái và Nhà thờ Thánh Procopius ở Třebíč

- Trung tâm lịch sử của Český Krumlov (1992)
- Trung tâm lịch sử của Praha (1992)
- Trung tâm lịch sử của Telč (1992)
- Nhà thờ thánh Gioan Nepomuk ở Zelená Hora (1994)
- Trung tâm lịch sử của Kutná Hora (1995)
- Khu thắng cảnh Lednice–Valtice (1996)
- Làng lịch sử Holašovice (1998)
- Dinh tổng giám mục ở Kroměříž (1999)
- Lâu đài Litomyšl (1999)
- Cột Chúa Ba Ngôi ở Olomouc (2000)
- Biệt thự Tugendhat ở Brno (2001)
- Khu Do Thái và Nhà thờ Thánh Procopius ở Třebíč (2003)
- Vùng mỏ Erzgebirge/Krušnohoří (2019)
- Cảnh quan chăn nuôi và huấn luyện ngựa kéo xe nghi lễ tại Kladruby nad Labem (2019)
- Các thị trấn Spa lớn của châu Âu (chung với Áo, Bỉ, Vương quốc Anh, Pháp, Đức, Ý) (2021)
- Các khu rừng sồi nguyên sinh trên dãy Carpath và các khu vực khác của châu Âu (cùng với 17 quốc gia khác) (2021)
- Žatec và Cảnh quan của Saaz Hops (2023)

## Serbia(5)

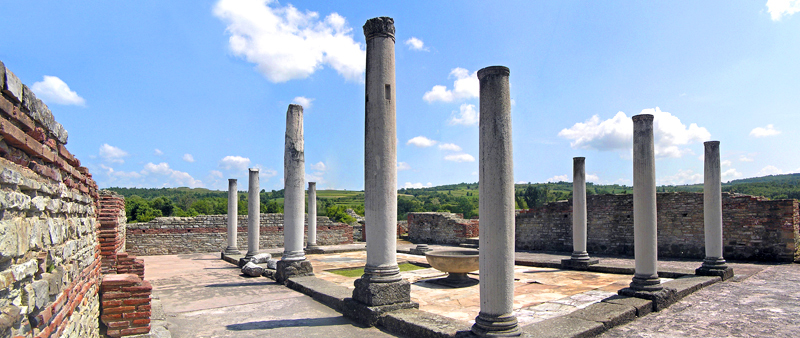
Gamzigrad-Romuliana

- Khu di tích lịch sử - văn hóa của Stari Ras và tu viện Sopoćani (1979)
- Tu viện Studenica (1986)
- Các đài kỉ niệm thời trung cổ ở Kosovo (2004)
- Gamzigrad-Romuliana (2007)
- Stećci: Nghĩa trang mộ đá Trung cổ (chung với Bosna và Hercegovina, Croatia và Montenegro) (2016)

## Slovakia(8)

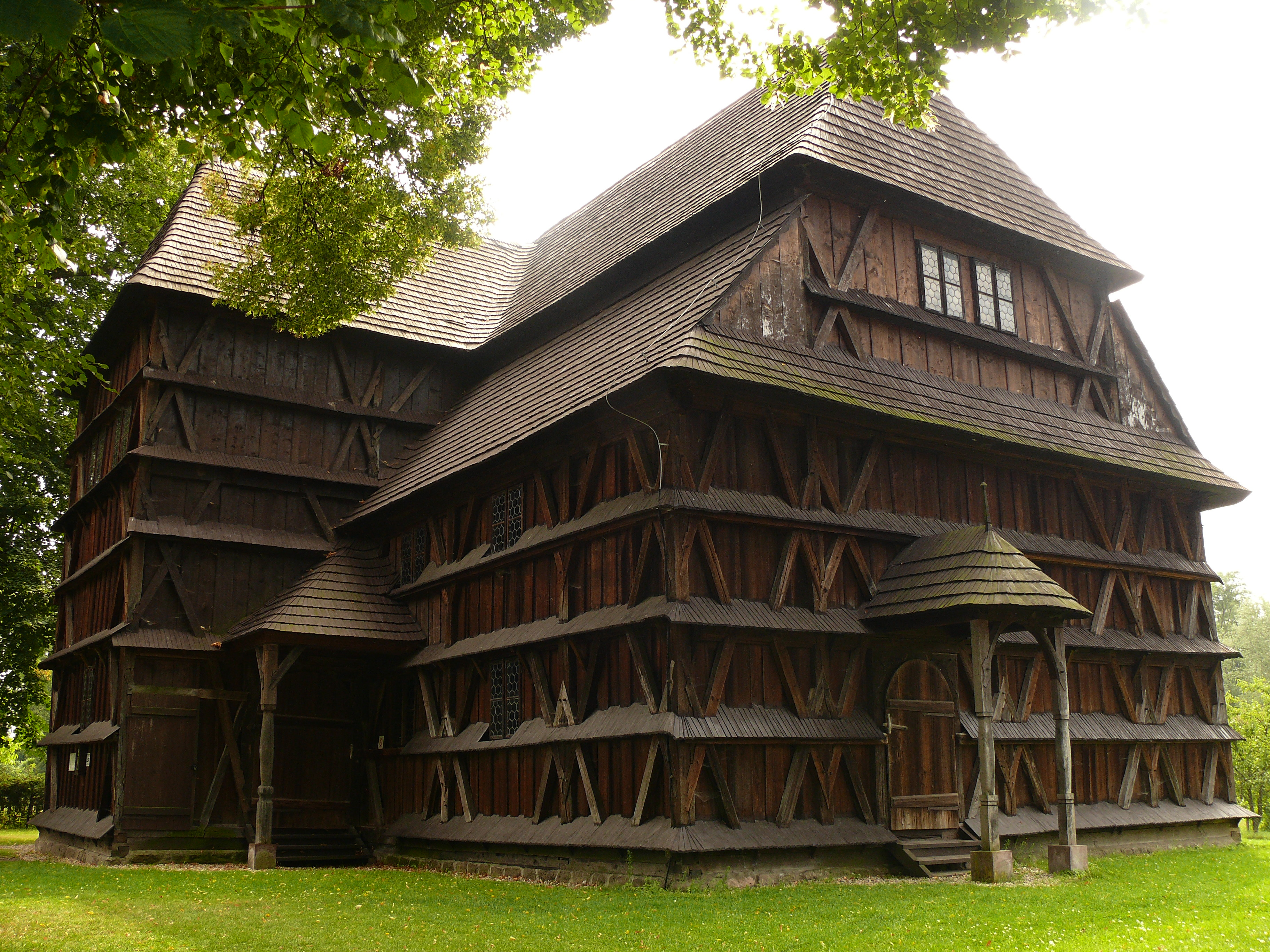
Các nhà thờ bằng gỗ ở Dãy núi Karpat

- Thị trấn lịch sử Banská Štiavnica và và các di tích lịch sử kỹ thuật lân cận (1993)
- Levoča, Lâu đài Spiš và các di tích văn hóa liên quan (1993)
- Vlkolínec (1993)
- Các động Aggtelek Karst và Slovak Karst (cùng với Hungary) (1995)
- Khu bảo tồn thị trấn Bardejov (2000)
- Các khu rừng sồi nguyên sinh trên dãy Carpath và các khu vực khác của châu Âu (cùng với 17 quốc gia khác) (2007)
- Các nhà thờ bằng gỗ ở Dãy núi Karpat (2008)
- Biên thành La Mã - Biên thành Danube (phân đoạn phía Tây) (chung với Đức và Áo) (2021)

## Slovenia(5)
- Các hang Škocjan (1986)

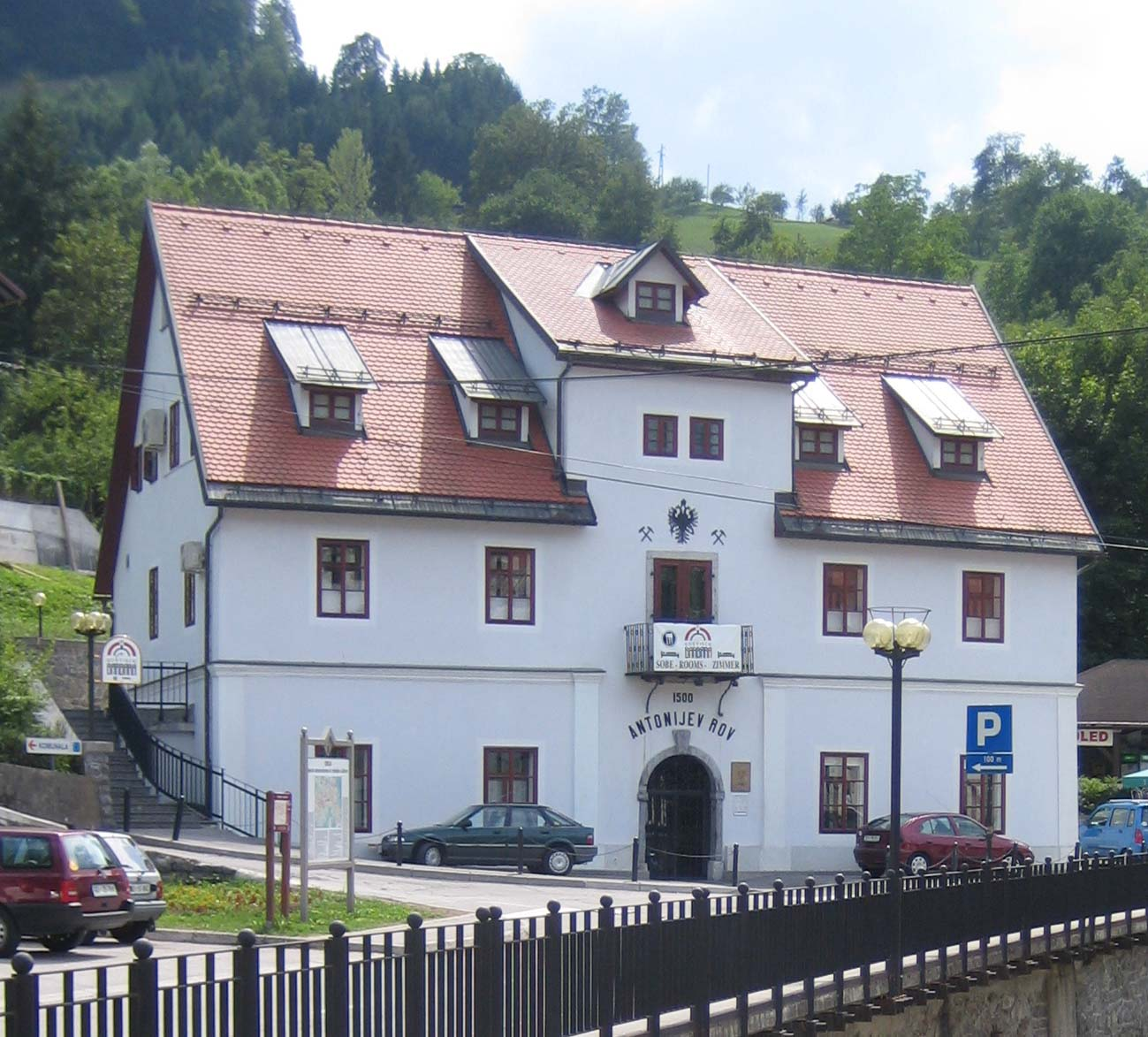
Mỏ thủy ngân ở Almadén và Idrija (cùng với Tây Ban Nha)

- Nhà sàn thời tiền sử xung quanh dãy núi Anpơ (chung với Áo, Pháp, Thụy Sĩ, Đức, Ý) (2011)
- Mỏ thủy ngân ở Almadén và Idrija (chung với Tây Ban Nha) (2012)
- Các khu rừng sồi nguyên sinh trên dãy Carpath và các khu vực khác của châu Âu (cùng với 17 quốc gia khác) (2017)
- Các công trình của Jože Plečnik ở Ljubljana - Thiết kế đô thị lấy con người làm trọng tâm (2021)

## Tây Ban Nha(50)

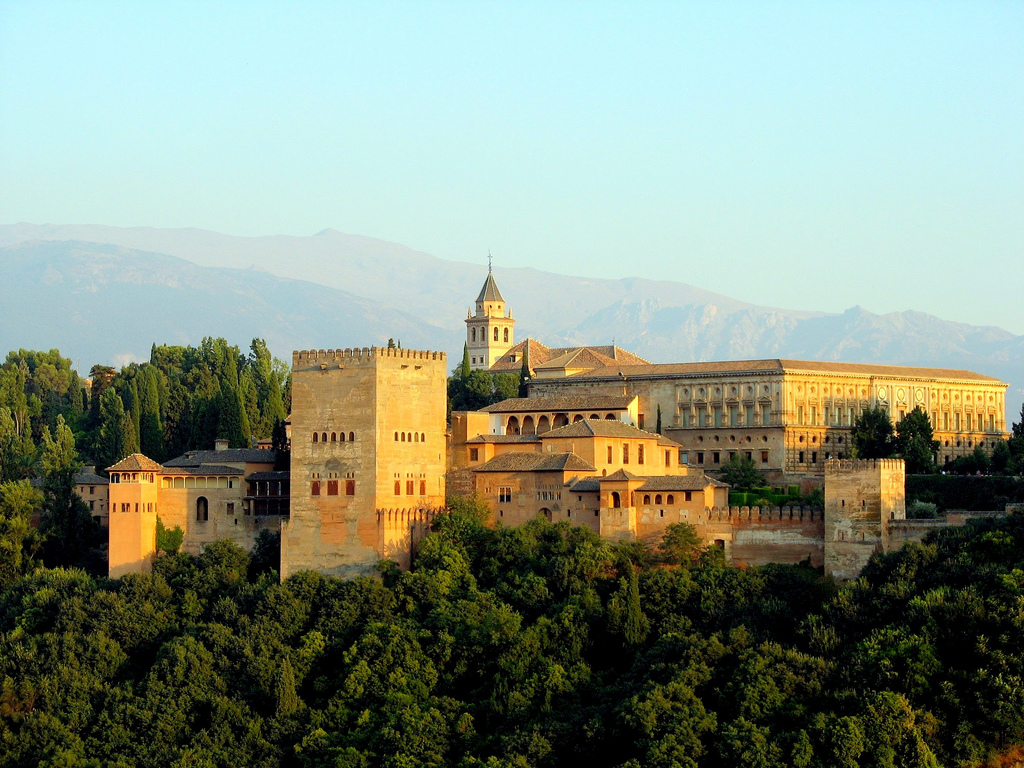
Alhambra.

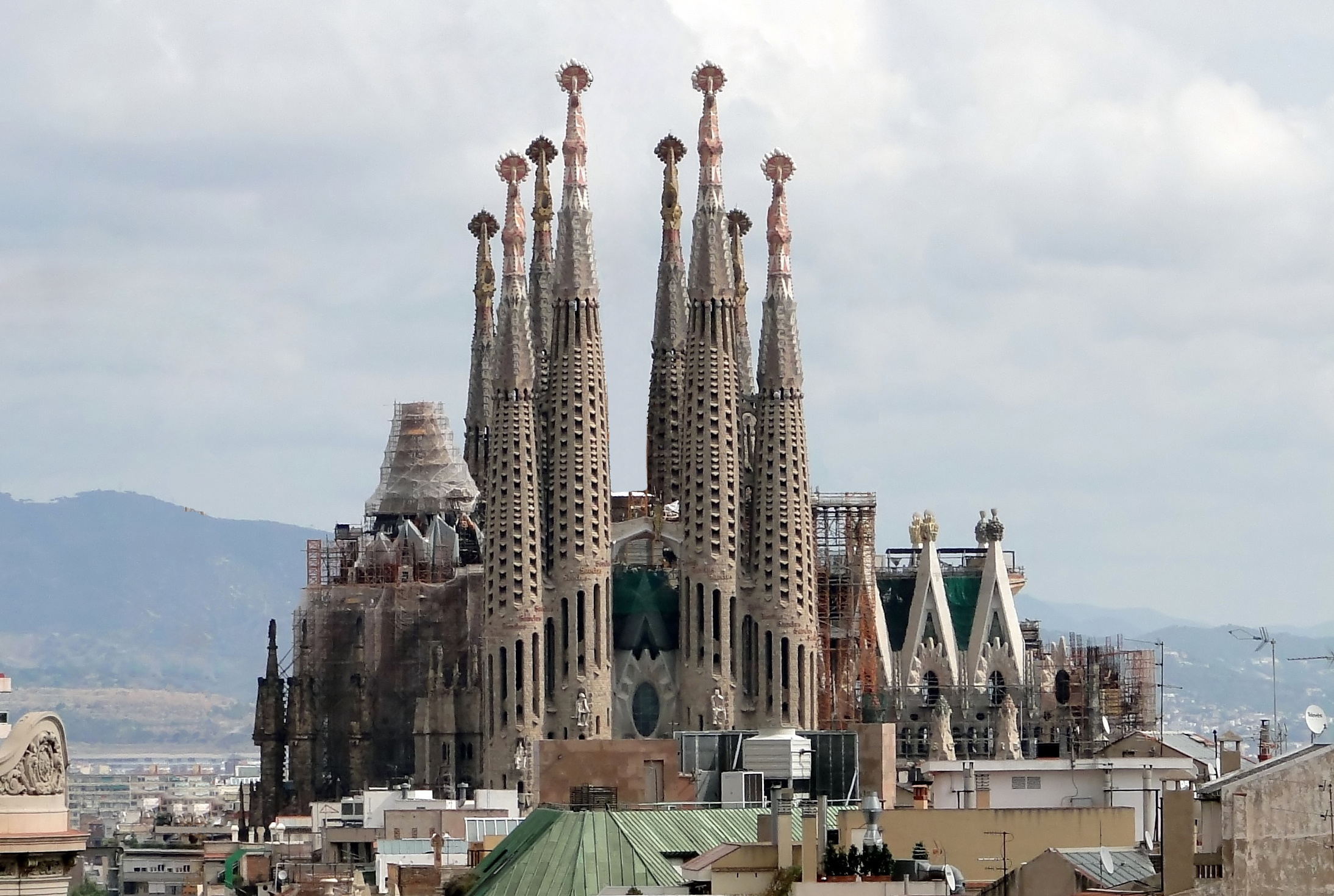
Vương cung thánh đường Sagrada Família, một trong số các công trình của Antoni Gaudí.

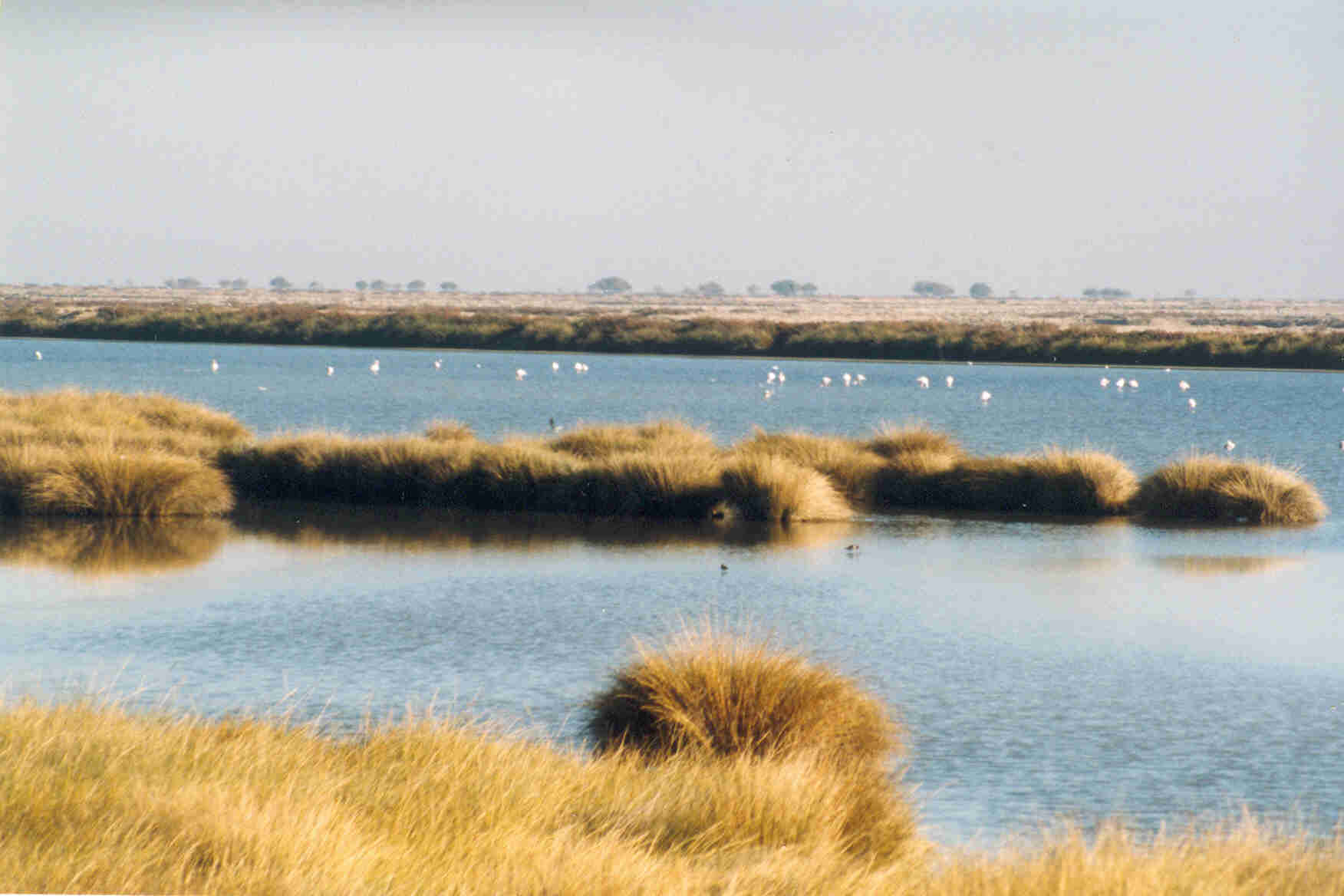
Vùng ngập nước của Vườn quốc gia Doñana.

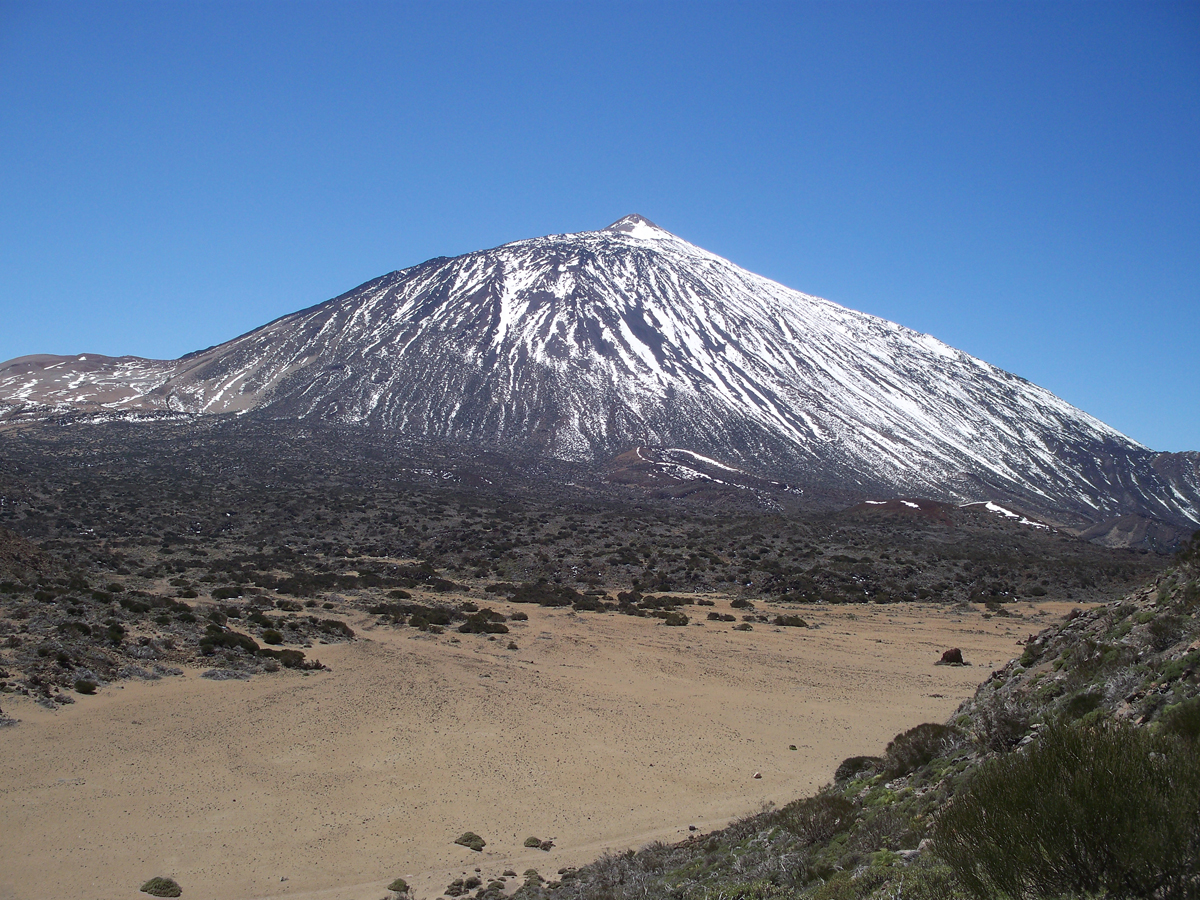
Núi Teide trên Quần đảo Canaria.

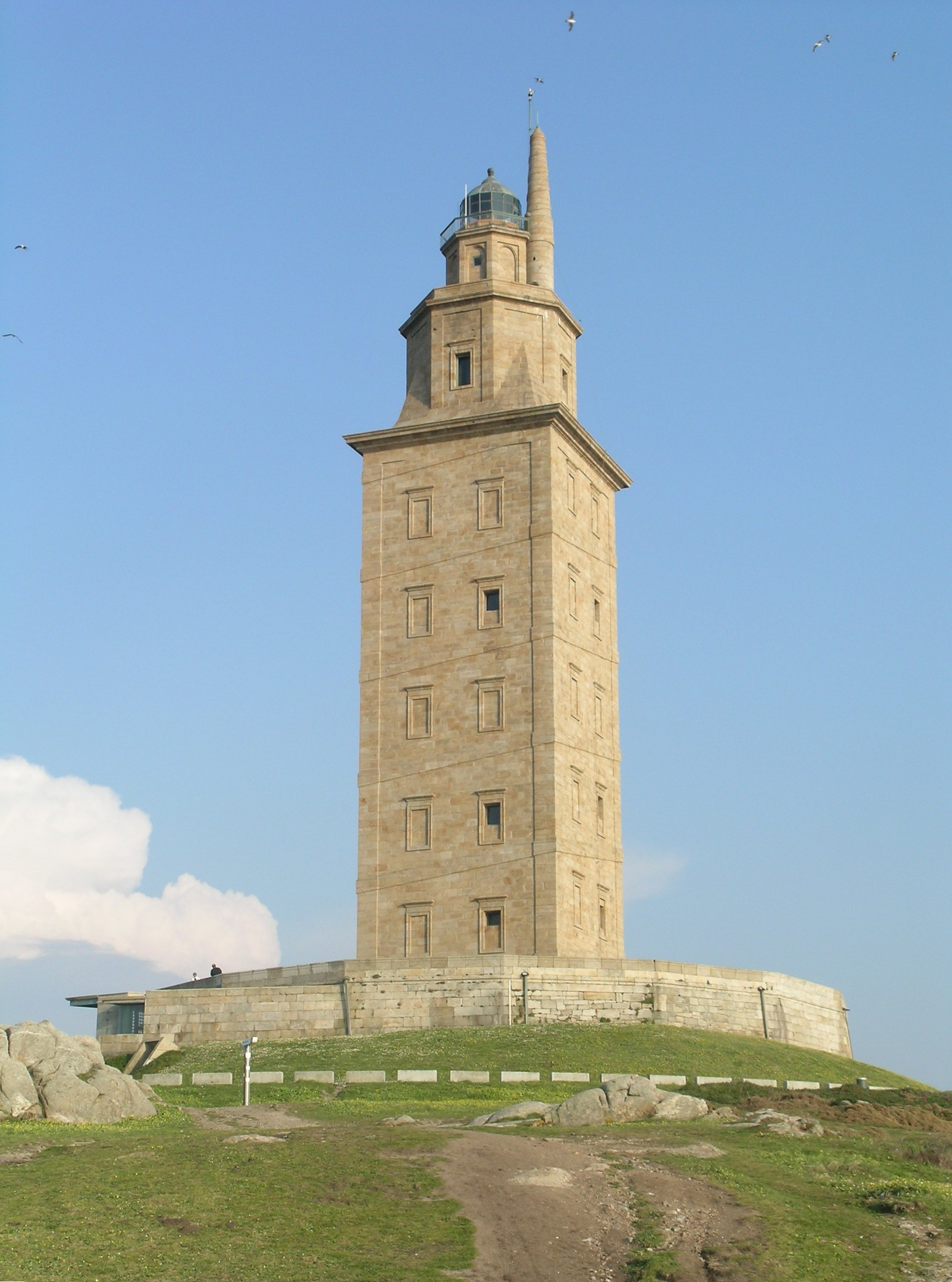
Tháp Hércules.

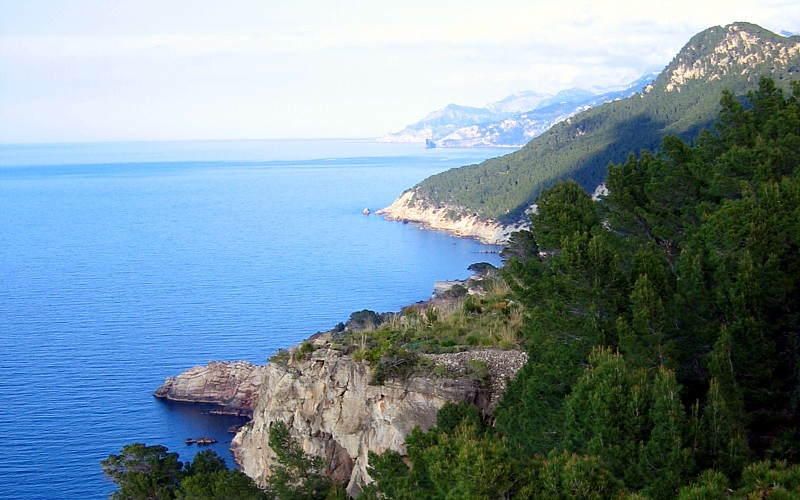
Cảnh văn hóa của Serra de Tramuntana

- Alhambra, Generalife và Albayzín, Granada (1984)
- Nhà thờ lớn Burgos (1984)
- Trung tâm lịch sử của Cordoba (1984)
- Tu viện Vương thất San Lorenzo de El Escorial và di tích El Escorial, Madrid (1984)
- Các công trình của Antoni Gaudí (1984)
- Hang đá Altamira và hang động nghệ thuật thời đồ đá sớm ở Bắc Tây Ban Nha (1985)
- Các công trình ở Oviedo và vương quốc của Asturias (1985)
- Thị trấn cổ Ávila và các nhà thờ ngoại thành (1985)
- Thị trấn cổ Segovia (1985)
- Thị trấn cổ Santiago de Compostela (1985)
- Vườn quốc gia Garajonay (1986)
- Thành phố lịch sử Toledo (1986)
- Kiến trúc mudejar ở Aragon (1986)
- Thị trấn cổ Cáceres (1986)
- Nhà thờ chính tòa Sevilla, Alcázar của Sevilla và Archivo de Indias ở Sevilla (1987)
- Thành phố cổ Salamanca (1988)
- Tu viện Poblet (1991)
- Di chỉ khảo cổ Mérida (1993)
- Đường hành hương Santiago de Compostela (1993)
- Tu viện Hoàng gia Santa María de Guadalupe (1993)
- Vườn quốc gia Doñana (1994)
- Thị trấn cổ Cuenca (1996)
- Llotja de la Seda ở Valencia (1996)
- Las Médulas (1997)
- Palau de la Música Catalana và Bệnh viện Sant Pau, Barcelona (1997)
- Pyrénées-Mont Perdu (cùng với Pháp) (1997)
- San Millán - Các tu viện Yuso và Suso (1997)
- Khu khảo cổ nghệ thuật đá thời tiền sử ở thung lũng Côa và Siega Verde (1998)
- Nghệ thuật khắc đá khu vực Địa Trung Hải trên bán đảo Iberia (1998)
- Đại học và khu vực lịch sử của Alcalá de Henares (1998)
- Khu đa dạng sinh học ở Ibiza (1999)
- San Cristóbal de La Laguna (1999)
- Di chỉ khảo cổ Tarraco ở Tarragona (2000)
- Di chỉ khảo cổ Atapuerca (2000)
- Các nhà thờ kiểu Catalan của Vall de Boí (2000)
- Thắng cảnh Palmeral ở Elche (2000)
- Tường thành La Mã ở Lugo (2000)
- Cung điện Vương thất Aranjuez (2001)
- Các công trình thời Phục Hưng ở Úbeda và Baeza (2003)
- Cầu Vizcaya (2006)
- Vườn quốc gia Teide (2007)
- Tháp Hércules (2009)
- Cảnh văn hóa của Serra de Tramuntana (2011)
- Mỏ thủy ngân ở Almadén và Idrija (cùng với Slovenia) (2012)
- Di chỉ mộ đá Antequera (2016)
- Các khu rừng sồi nguyên sinh trên dãy Carpath và các khu vực khác của châu Âu (cùng với 17 quốc gia khác) (2017)
- Thành phố Khalifah của Medina Azahara (2018)
- Risco Caído và Dãy núi thiêng của Cảnh quan văn hóa Gran Canaria (2019)
- Đại lộ Paseo del Prado và Công viên Buen Retiro, một cảnh quan Nghệ thuật và Khoa học (2021)
- Các địa điểm thời tiển sử văn hóa Talaiotic của Menorca (2023)

## Thổ Nhĩ Kỳ(22)

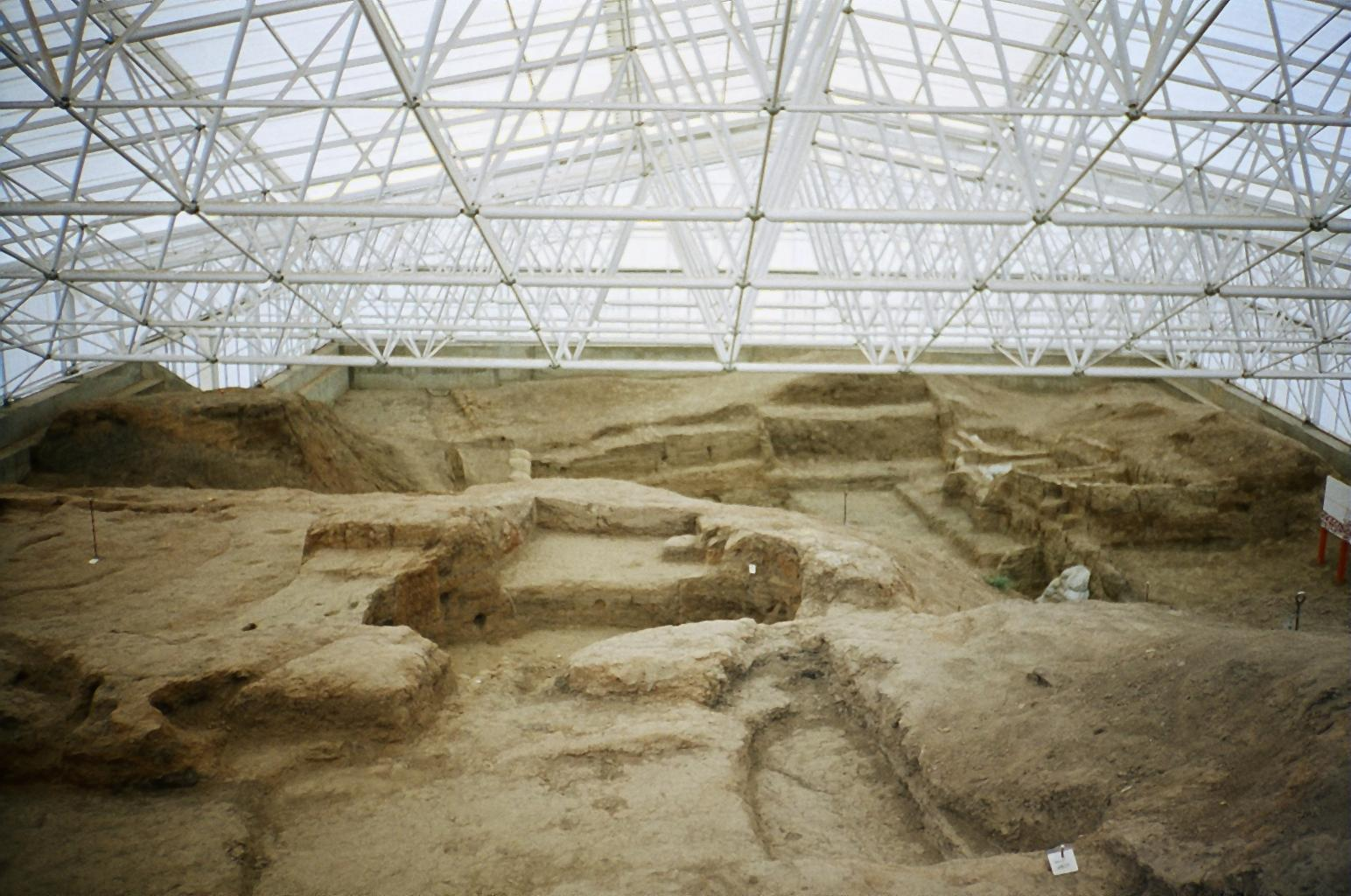
Di chỉ khảo cổ Çatalhöyük

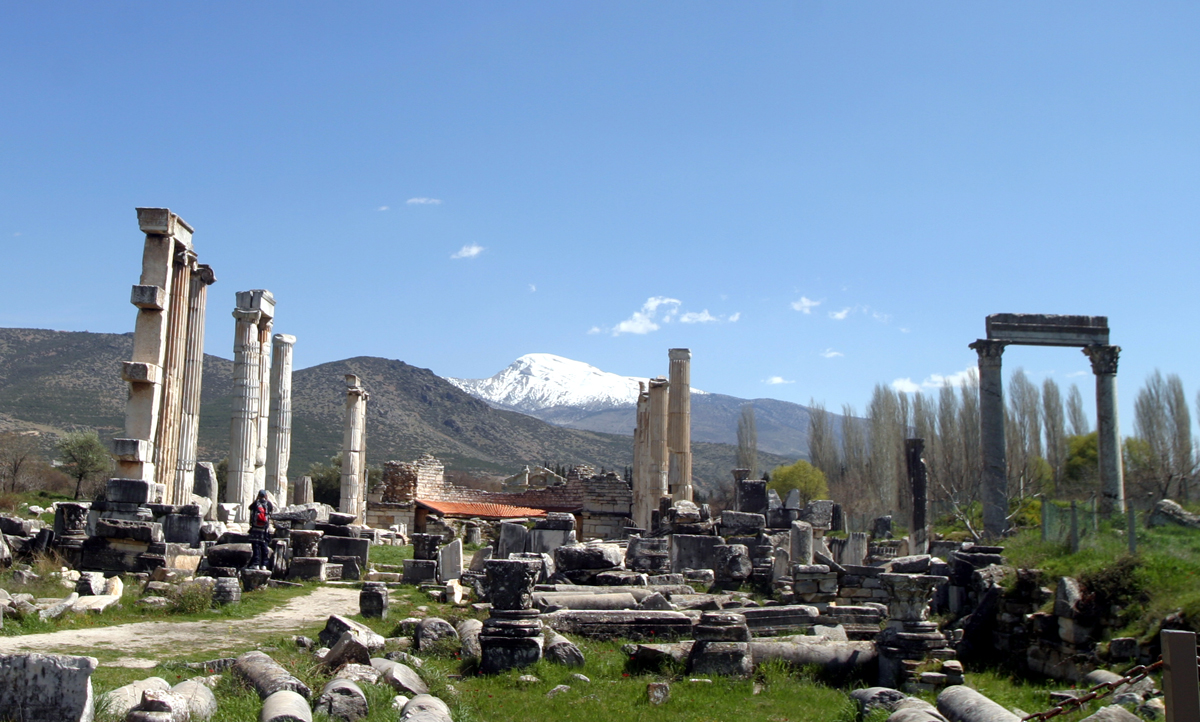
Aphrodisias, thành phố mang tên của nữ thần Aphrodite.

- Vườn quốc gia Göreme và khu núi đá Cappadocia (1985)
- Đại Thánh đường Hồi giáo và bệnh viện ở Divriği (1985)
- Các khu vực lịch sử của Istanbul (1985)
- Hattusa: Thủ đô của đế chế Hittite (1986)
- Nemrut Dağı (1987)
- Hierapolis–Pamukkale (1988)
- Xanthos–Letoon (1988)
- Thành phố Safranbolu (1994)
- Di chỉ khảo cổ thành Troia (1998)
- Nhà thờ Hồi giáo Selimiye và Quần thể xã hội của nó (2011)
- Di chỉ khảo cổ Çatalhöyük (2012)
- Bursa và Cumalıkızık: Nơi sinh của Đế chế Ottoman (2014)
- Cảnh quan văn hóa đa tầng tại Pergamon (2014)
- Pháo đài Diyarbakır và Cảnh quan văn hóa Các vườn Hevsel (2015)
- Ephesus (2015)
- Địa điểm khảo cổ học Ani (2016)
- Aphrodisias (2017)
- Göbekli Tepe (2018)
- Gò Arslantepe (2021)
- Gordion (2023)
- Các nhà thờ Hồi giáo cột gỗ của Anatolia Trung Cổ (2023)
- Sardis và các gò mộ của người Lydia ở Bin Tepe (2025)

## Thụy Điển(15)
- Cung điện Drottningholm (1991)
- Birka và Hovgården (1993)
- Xưởng đồ sắt ở Engelsberg (1993)

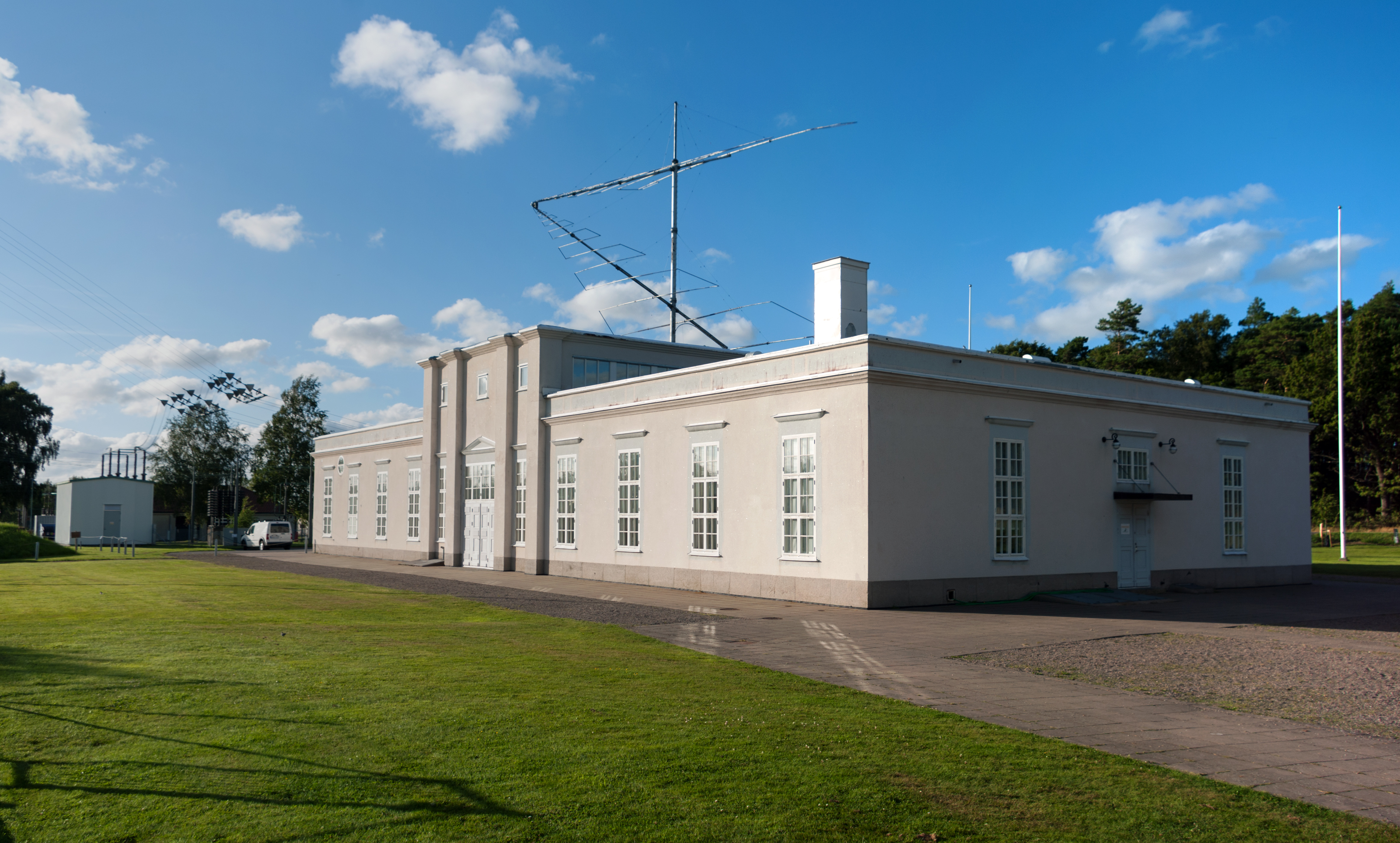
Đài phát sóng Varberg ở Grimeton.

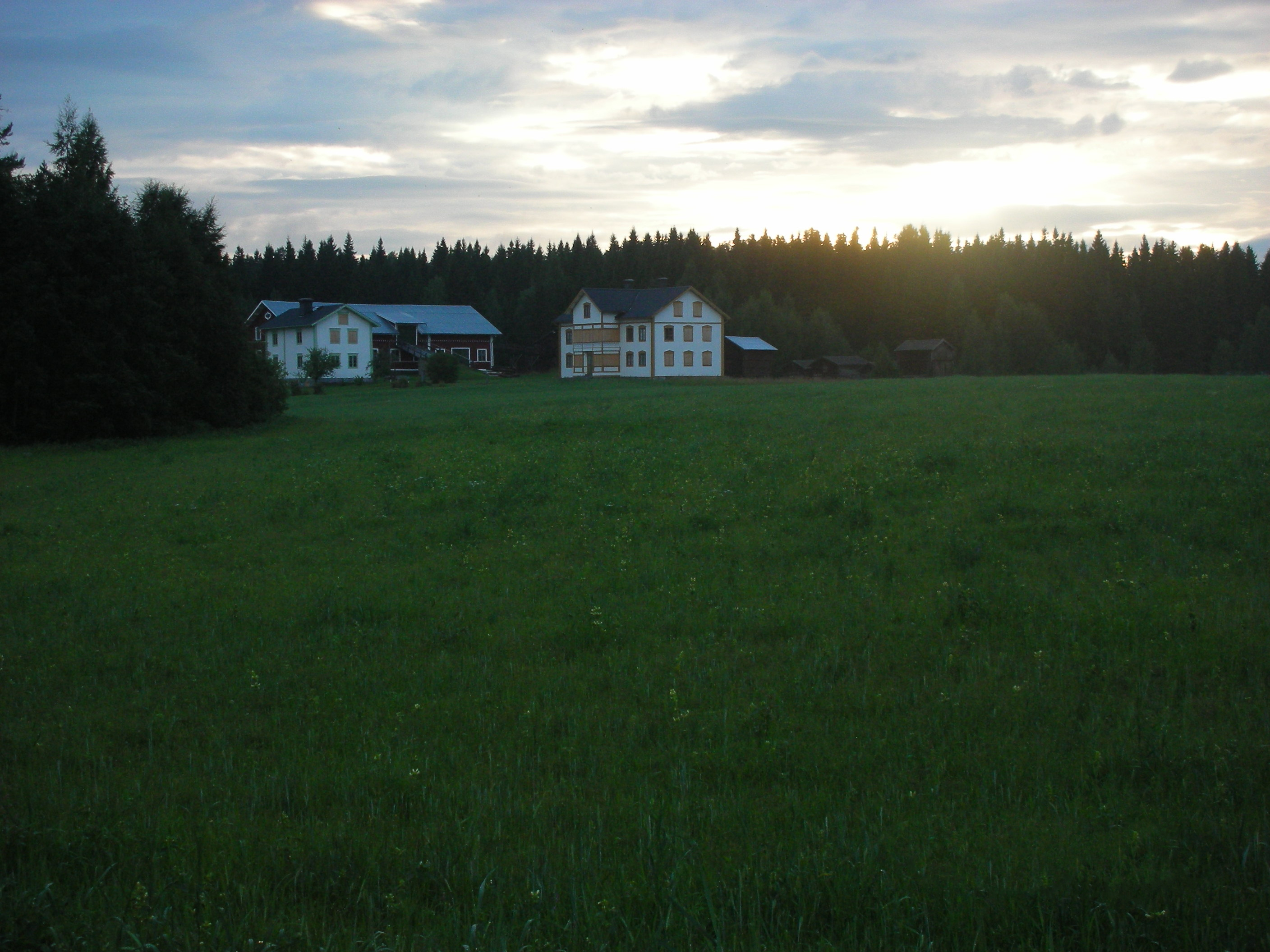
Nhà nông thôn Hälsingland

- Các hình khắc trên đá ở Tanum (1994)
- Skogskyrkogården (1994)
- Thị trấn Hanseatic ở Visby (1995)
- Thành phố nhà thờ Gammelstad (1996)
- Vùng đất Laponia (1996)
- Cảng Hải quân Karlskrona (1998)
- Thắng cảnh nông nghiệp ở nam Öland (2000)
- Bờ biển cao (và Kvarken cùng Phần Lan) (2006)
- Khu khai thác mỏ ở Falun (2001)
- Đài phát sóng Varberg ở Grimeton (2004)
- Vòng cung trắc đạc Struve (cùng nhiều nước khác) (2005)
- Nhà nông thôn Hälsingland (2012)

## Thụy Sĩ(13)

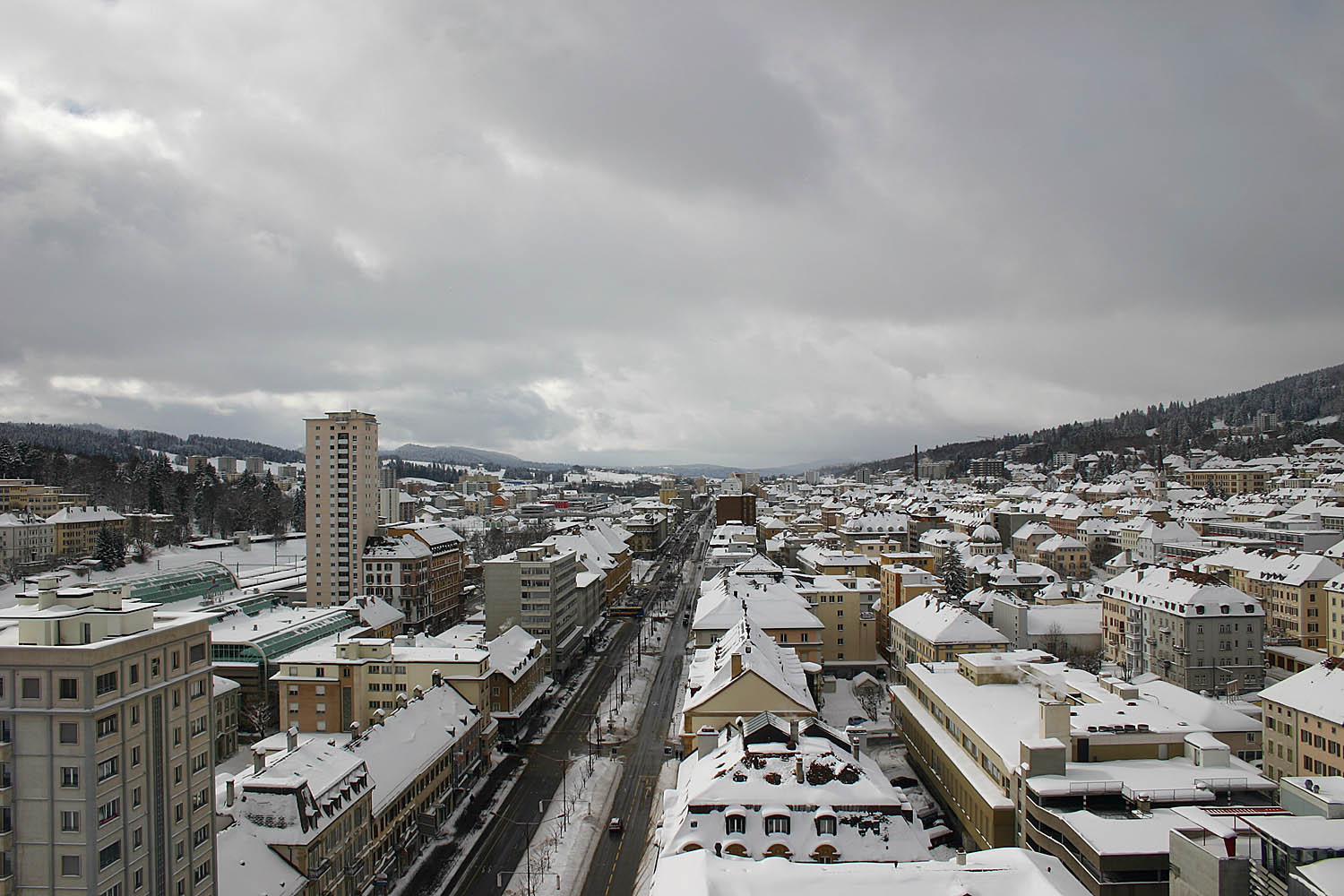
La Chaux-de-Fonds và Le Locle - thành phố công nghiệp đồng hồ

- Tu viện Thánh Gioan ở Müstair (1983)
- Tu viện Thánh Gall (1983)
- Thành phố cổ Bern (1983)
- Ba lâu đài, bức tường phòng thủ và đường dốc của Bellinzona (2000)
- Alpes Thụy Sĩ Jungfrau-Aletsch (2001)
- Monte San Giorgio (Cùng với Ý) (2003)
- Vùng làm rượu vang ở Lavaux (2007)
- Tuyến đường sắt Rhaetian trên dãy núi Albula/Cảnh quan Bernina (cùng với Ý) (2008)
- Vùng kiến tạo địa chất Arena Sardona trên dãy Alpes Glaris (2008)
- La Chaux-de-Fonds và Le Locle - thành phố công nghiệp đồng hồ (2009)
- Nhà sàn thời tiền sử xung quanh dãy núi Anpơ (chung với Áo, Ý, Pháp, Slovenia, Đức) (2011)
- Công trình kiến trúc của Le Corbusier, một đóng góp nổi bật cho Phong trào kiến trúc Hiện đại (chung với Argentina, Pháp, Bỉ, Đức, Ấn Độ và Nhật Bản) (2016)
- Các khu rừng sồi nguyên sinh trên dãy Carpath và các khu vực khác của châu Âu (chung với 17 quốc gia khác) (2021)

## Tòa Thánh(2)

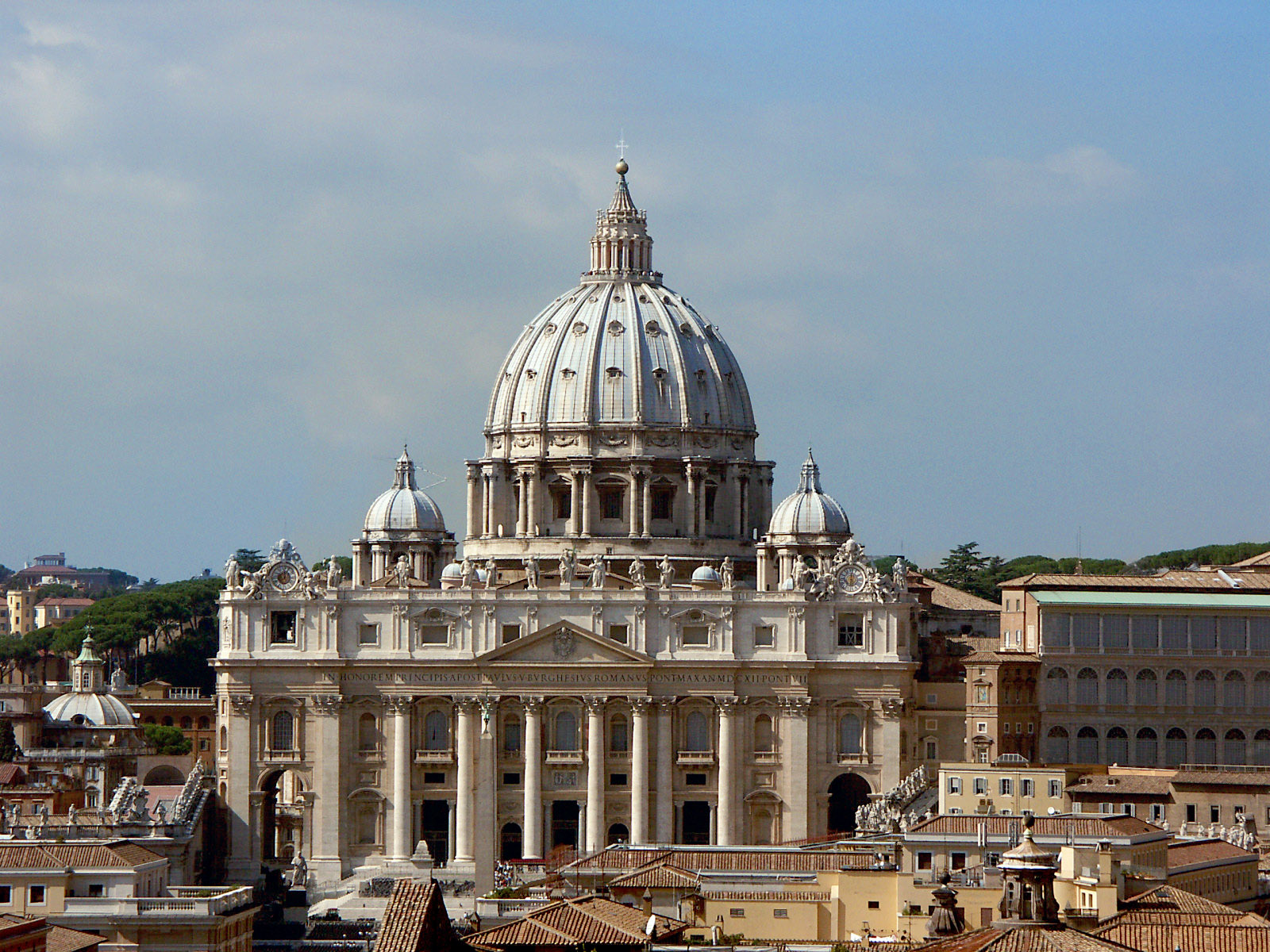
Thành Vatican

- Trung tâm lịch sử của Roma (chung với Ý) (1980)
- Thành Vatican (1994)

## Ukraina(8)

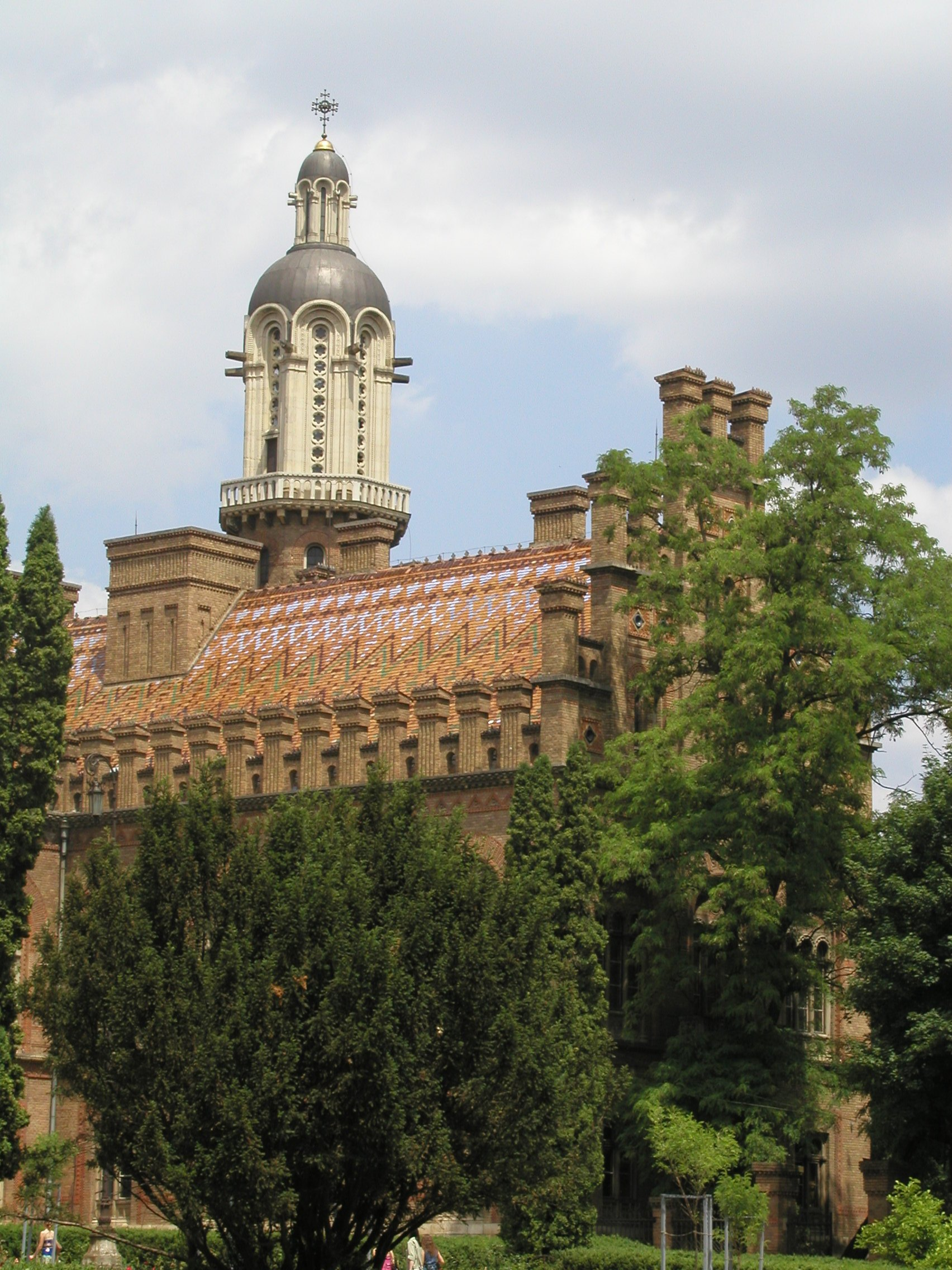
Dinh thự của người Bukovina và Giám mục đô thành Dalmatian

- Nhà thờ thánh Sophia, Kiev và các công trình liên quan, Kiev Pechersk Lavra (1990)
- Trung tâm lịch sử Lviv (1998)
- Vòng cung trắc đạc Struve (cùng nhiều nước khác) (2005)
- Các khu rừng sồi nguyên sinh trên dãy Carpath và các khu vực khác của châu Âu (cùng với 17 quốc gia khác) (2007)
- Dinh thự của người Bukovina và Giám mục đô thành Dalmatian (2011)
- Thành phố cổ của Tauric Chersonese và các vùng lân cận (2013)
- Nhà thờ gỗ Tserkvas trên dãy Karpat ở Ba Lan và Ukraina (cùng với Ba Lan) (2013)
- Trung tâm lịch sử Odesa (2023)

## Ý(60)

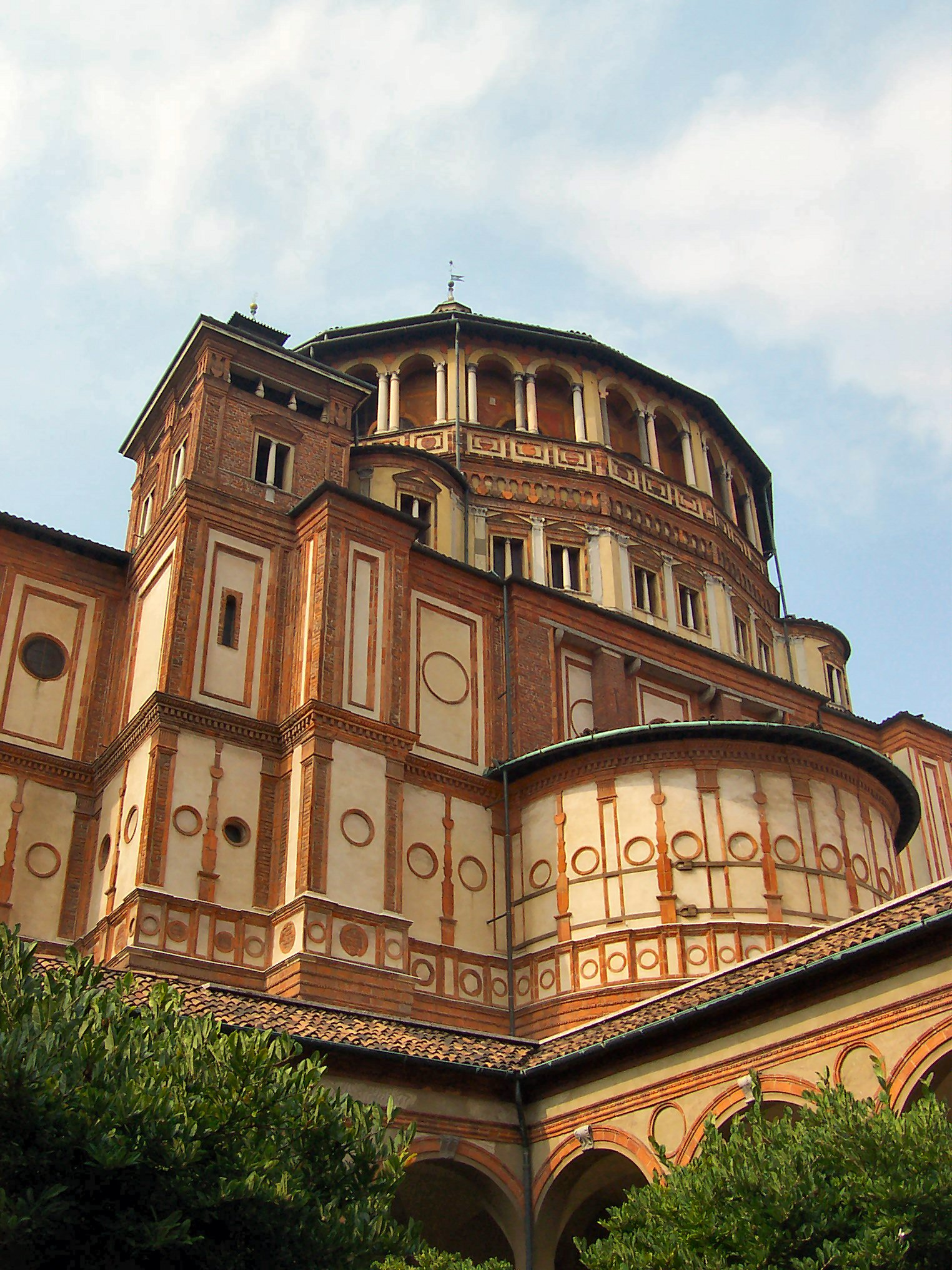
Nhà thờ và tu viện Santa Maria delle Grazie ở Milano.

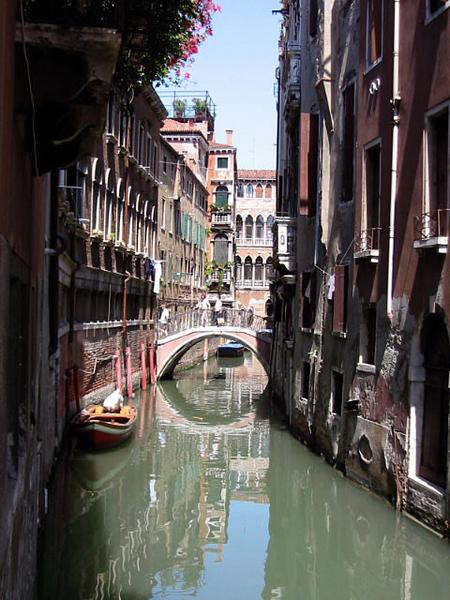
Một kênh nhỏ (Rio della Verona) ở Venezia.

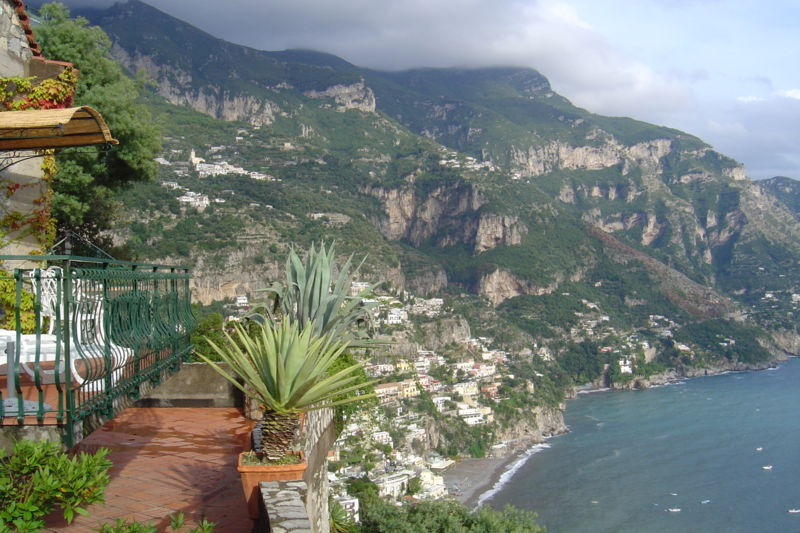
Positano thuộc Bờ biển Amalfi.

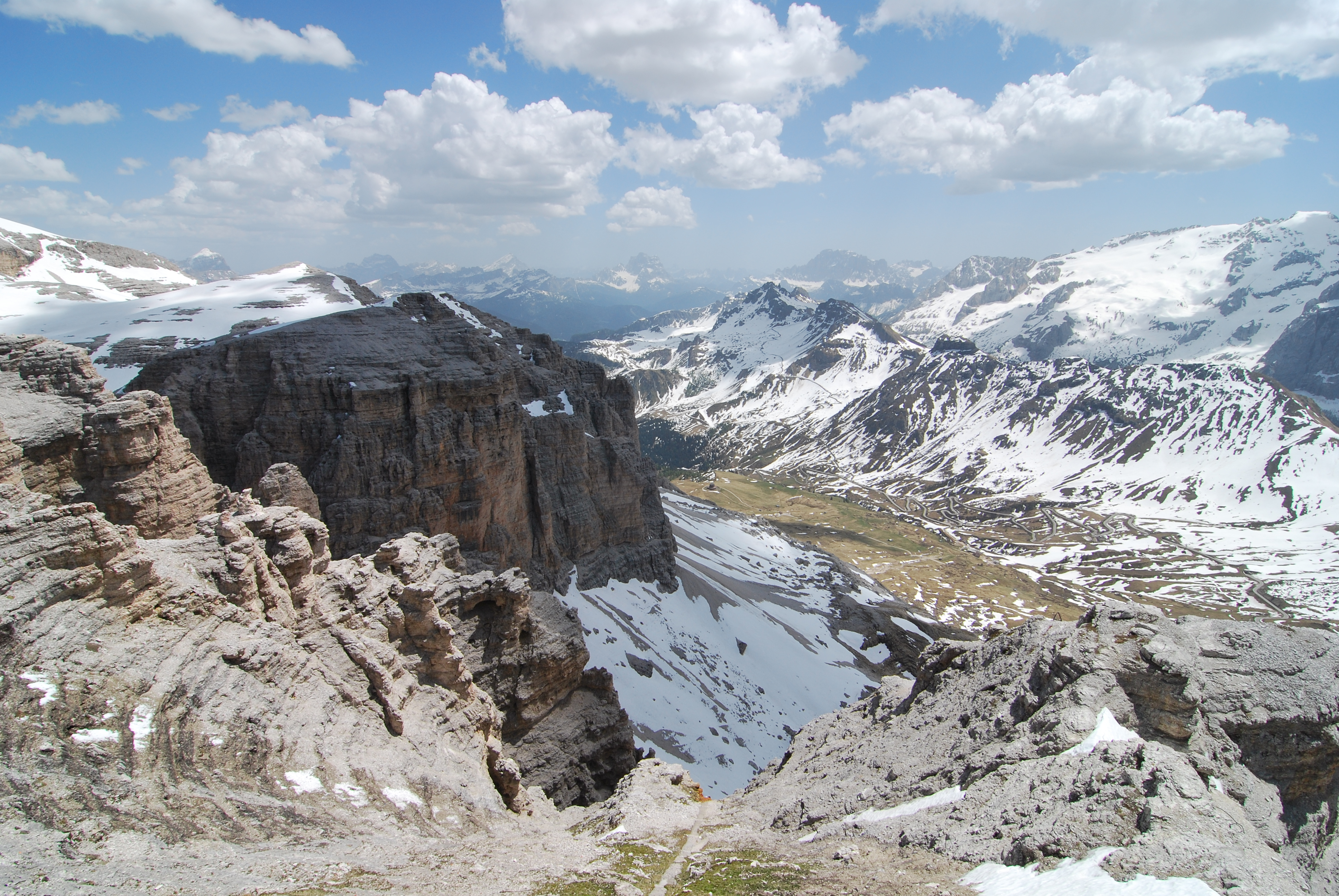
Dolomiti.

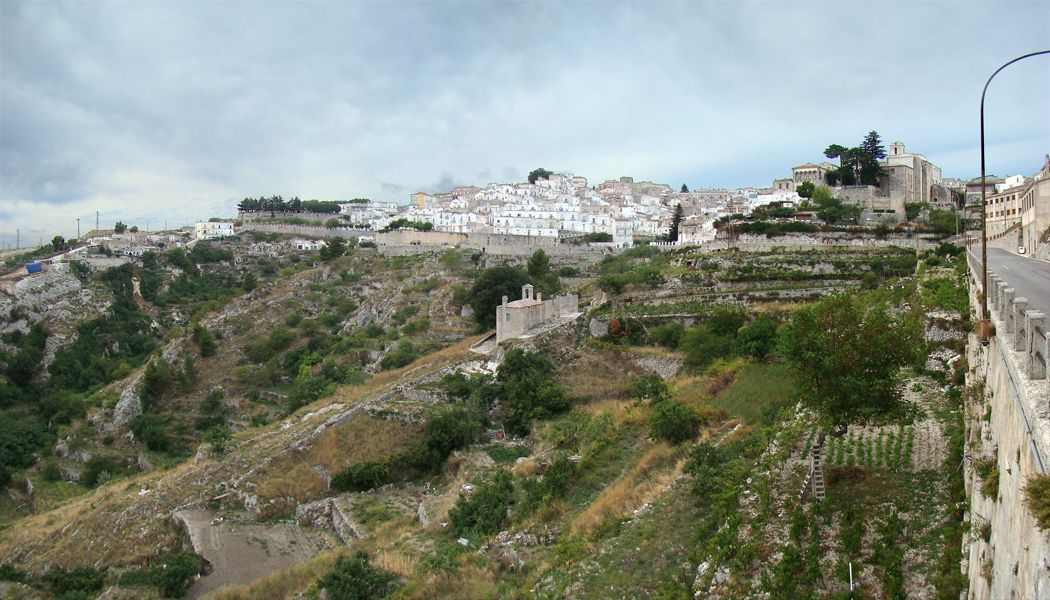
Longobards ở Ý, những địa điểm của quyền lực.

- Các hình khắc trên đá ở Valcamonica (1979)
- Trung tâm lịch sử thành Roma, các tài sản thuộc Tòa Thánh nằm trong thành phố hưởng đặc quyền lãnh thổ ngoại vi và Thánh Phaolô Ngoại thành (cùng với Tòa Thánh) (1980)
- Nhà thờ và tu viện Santa Maria delle Grazie ở Milano (1980)
- Trung tâm lịch sử Firenze (1982)
- Piazza del Duomo, Pisa (1987)
- Venezia (1987)
- Trung tâm lịch sử của San Gimignano (1990)
- I Sassi di Matera (1993)
- Thành phố Vicenza và các biệt thự do Palladio thiết kế ở Veneto (1994)
- Trung tâm lịch sử Siena (1995)
- Crespi d'Adda (1995)
- Ferrara, kiến trúc Phục Hưng và đồng bằng châu thổ sông Pô (1995)
- Trung tâm lịch sử Napoli (1995)
- Các tượng đài Kitô hữu tiên khởi ở Ravenna (1996)
- Castel del Monte, Andria (1996)
- Trulli của Alberobello (1996)
- Trung tâm lịch sử Pienza (1996)
- Bờ biển Amalfi (1997)
- Di chỉ khảo cổ Pompeii, Herculaneum và Torre Annunziata (bao gồm cả Oplontis và Villa Poppaea) (1997)
- Đấu trường La Mã (1997)
- Khu vực khảo cổ Agrigento (1997)
- Đại cung điện hoàng gia Caserta, Cầu máng Vanvitelli và Quần thể San Leucio (1997)
- Nhà thờ chính tòa Modena, Torre Cívica và Quảng trường Lớn Modena (1997)
- Su Nuraxi di Barumini (1997)
- Portovenere, Cinque Terre và các đảo (bao gồm Palmaria, Tino và Tinetto) (1997)
- Villa Romana del Casale (1997)
- Các dinh thự của hoàng tộc Savoia ở Turin (1997)
- Vườn thực vật Padova (1997)
- Di chỉ khảo cổ và Vương cung thánh đường ở Aquileia (1998)
- Cilento và vườn quốc gia Vallo di Diano, Paestum và Velia, Certosa di Padula (1998)
- Trung tâm lịch sử Urbino (1998)
- Villa Adriana, Tivoli (1999)
- Quần đảo Eolie (2000)
- Thành phố Verona (2000)
- Vương cung thánh đường Thánh Phanxicô ở Assisi (2000)
- Villa d'Este, Tivoli (2001)
- Các thị trấn Baroque muộn Val di Noto (Đông Nam Sicilia) (2002)
- Các núi thiêng của Piedmont và Lombardy (2003)
- Monte San Giorgio (cùng với Thụy Sĩ) (2003)
- Các mộ địa của người Etrusca ở Cerveteri và Tarquinia (2004)
- Val d'Orcia (2004)
- Syracuse và Nghĩa địa của Pantalica (2005)
- Le Strade Nuove và Palazzi dei Rolli của Genoa (2006)
- Mantova và Sabbioneta (2008)
- Tuyến đường sắt Rhaetian trên dãy núi Albula/Cảnh quan Bernina (cùng với Thụy Sĩ) (2008)
- Rặng Dolomites (2009)
- Longobards tại Ý, những nơi chốn của quyền lực (568–774 CN) (2011)
- Nhà sàn thời tiền sử xung quanh dãy núi Anpơ (Cùng với Áo, Thụy Sĩ, Pháp, Slovenia, Đức) (2011)
- Núi Etna (2013)
- Các dinh thự Medici (2013)
- Cảnh quan văn hóa các vườn nho của vùng Piedmont: Langhe-Roero và Monferrato (2014)
- Ả Rập-Norman Palermo, Nhà thờ Giáo hội của Cefalù và Monreale (2015)
- Các khu rừng sồi nguyên sinh trên dãy Carpath và các khu vực khác của châu Âu (cùng với 17 quốc gia khác) (2017)
- Công trình phòng thủ Venetian giữa thế kỷ 15 và 17: Stato da Terra – Tây Stato da Mar (chung với Croatia, Montenegro) (2017)
- Ivrea, thành phố công nghiệp thế kỷ 20 (2018)
- Những ngọn đồi rượu vang Prosecco của Conegliano-Valdobbiadene (2019)
- Các thị trấn Spa lớn của châu Âu (chung với Áo, Bỉ, Cộng hòa Séc, Pháp, Đức, Vương quốc Anh) (2021)
- Các chuỗi bích họa thế kỷ 14 ở Padova (2021)
- Các mái cổng của Bologna (2021)
- Các-xtơ Evaporit và Các hang động phía Bắc Apennin (2023)
- Truyền thống tang lễ thời tiền sử ở Sardinia – Domus de Janas (2025)